# Argelia
Argelia (en árabe: الجزائر‎, al-Yazā’irⓘ; en bereber: ⴷⵣⴰⵢⴻⵔ Dzayer), oficialmente  República Argelina Democrática y Popular, es uno de los cincuenta y cuatro países que forman el continente africano. Constitucionalmente se define como país árabe, amazig y musulmán. Su capital y ciudad más poblada es Argel. 
Está ubicado al norte del continente, limitando al norte con el mar Mediterráneo, al este con Túnez y Libia, al sur con Níger y Malí, al suroeste con Mauritania y al oeste con el territorio no autónomo de Sahara Occidental y con Marruecos. Con 2 381 740 km², es el país más extenso del continente desde 2011 y, con aproximadamente 46.81 millones de habitantes en 2024, el noveno más poblado, por detrás de Nigeria, Egipto, Etiopía, República Democrática del Congo, Sudáfrica, Tanzania, Kenia, Uganda y Sudán.
Junto con Marruecos, Túnez, Mauritania y Libia, es uno de los países que constituyen el Magreb. Es miembro de la Unión Africana y de la Liga Árabe desde prácticamente su independencia, y contribuyó a la creación de la Unión del Magreb Árabe (UMA) en 1988. Con un IDH de 0.763 en 2023, es uno de los países africanos más desarrollados, tras Mauricio y Seychelles.
Argelia es un país de etnicidad amazigh, con una minoría de la población que habla lenguas amazigh y una mayoría que habla árabe argelino.

## Etimología
El nombre "Argelia" proviene del término amazigho-árabe Al-Jazaïr (الجزائر), que significa "las islas". Este topónimo tiene su origen en la fundación de la ciudad de Argel por parte de Buluggin ibn Ziri, líder de la dinastía amazighe o berber Argelina los Ziríes, alrededor del año 950. Buluggin ibn Ziri fundó Argel sobre las ruinas de la ciudad romana de Icosium, otorgándole el nombre Ŷaza’ir Banī Māzġānna (جزائر بني مازغان), que se traduce como "las islas de los Mazġannā", en referencia a un clan bereber que habitaba la región..
Procede de Alger (Argel), su ciudad capital (idénticos en árabe), que literalmente significa 'las islas' (al-Ŷaza'ir), apócope de nombre original, Ŷazā’ir Banī Māzġānna (جزائر بني مازغان, 'islas de los Mazġannā'), según al-Idrisi.
En las lenguas europeas aparece desde el siglo XIII con diferentes formas: Alguer, Algezira, Zizera, Aurger, Alger y Aljer; esta última podría ser la transcripción catalana de la cual la habría tomado el francés y la adaptó el español a "Argel".
Durante la ocupación colonial de Argelia, el país adoptó oficialmente la forma francesa Algérie en 1837, por iniciativa del mariscal colonialista Soult, con el objetivo de sustituir la denominación anterior. La denominación Algérie se deriva de la denominación antigua Al-Jazaïr, nombre amazigho-árabe de la regencia de Argel .
Las hipótesis acerca de cuáles son estas islas han sido numerosas. Diego de Haedo escribió que se trataba de una antigua isla situada frente a la ciudad; el arqueólogo Adrien Berbrugger retomó esta interpretación aplicándola a unos islotes desaparecidos al construirse el puerto.
Los geógrafos musulmanes medievales, sostuvieron que isla es una metáfora de la costa fértil de Argelia entre el Sahara y el Mediterráneo.

## Historia
El continente africano, la cuenca del Mediterráneo, así como Europa y Oriente han sido elementos indispensables para el devenir y enriquecimiento histórico de Argelia. Además, en el extremo sur del país se puede visitar el museo natural más grande del mundo.

### Prehistoria

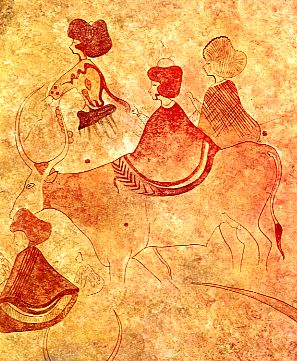
Las pinturas rupestres de Tassili n'Ajjer datan del y son Patrimonio de la Humanidad.

Existen yacimientos arqueológicos en Argelia, en los que se han descubierto restos óseos de homínidos de hace 2 millones de años, según los datos obtenidos por arqueomagnetismo. Los investigadores han encontrado allí restos de Homo sapiens sapiens. En el extremo sureste del país, el parque nacional del Tassili alberga la muestra de pinturas rupestres más importante del mundo. El parque ha sido clasificado Patrimonio Mundial por la Unesco y es Reserva del Hombre y de la Biósfera desde 1986.

### Antigüedad

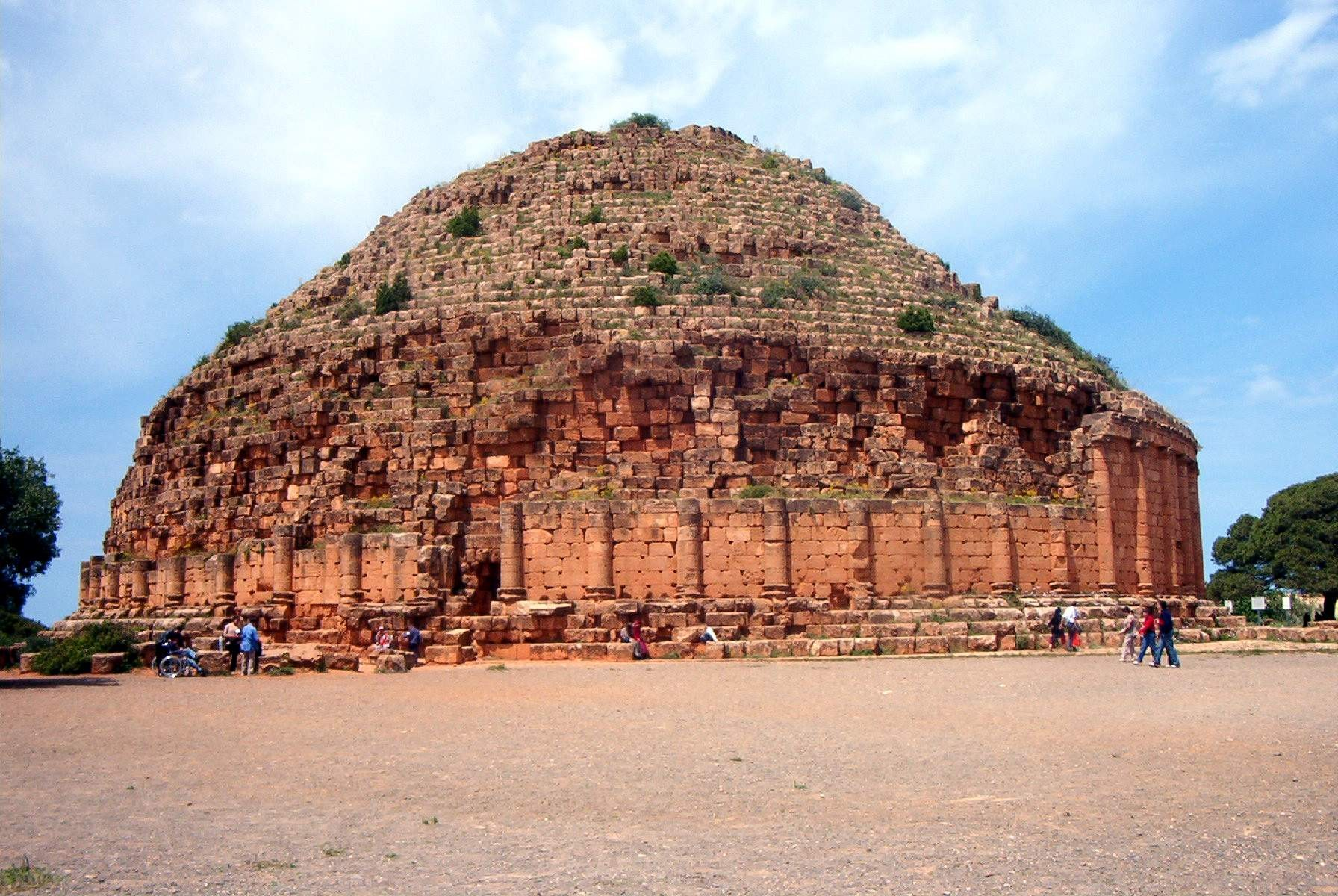
El Mausoleo real de Mauritania, del siglo

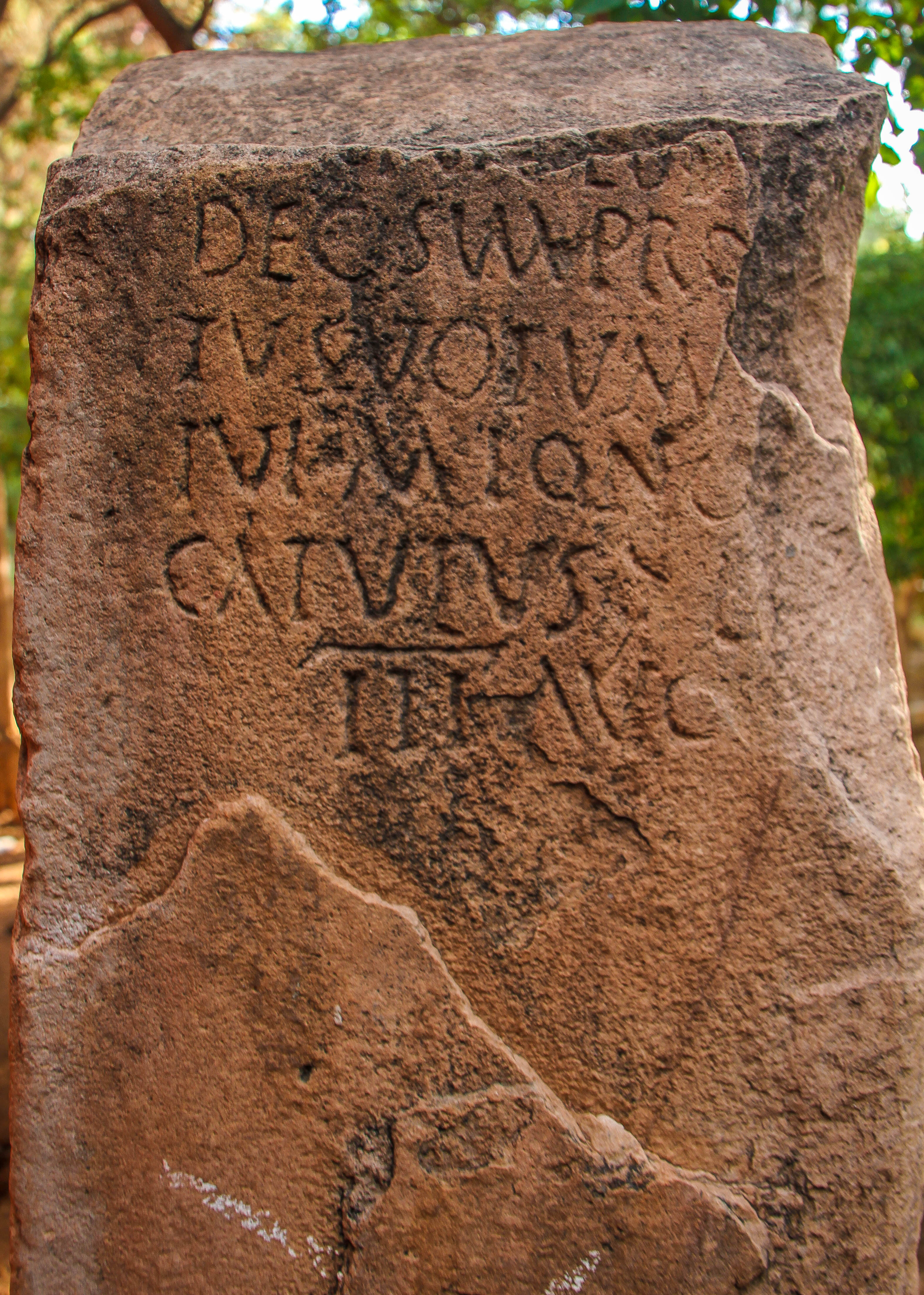
Inscripción romana de Agueneb en la provincia de Laghouat

Argelia ha estado habitada por los bereberes desde hace más de diez mil años. Los bereberes construyeron los primeros monumentos de la Antigüedad, de los que aún quedan numerosos vestigios. En el último milenio a. C., levantaron varios mausoleos importantes entre los que destaca el de Medghassen, en la provincia de Batna, en el noroeste del país. Desde el año 1000 a. C. hay constancia de que mantenían relaciones comerciales con los fenicios (cartagineses), que habían establecido colonias en la costa, y con los egipcios.
En el siglo III a. C., los romanos denominan esta región Numidia, habitada por los bereberes masilianos y los maselinos. Estos últimos se aliaron con los cartagineses en la segunda guerra púnica, mientras que los primeros, aliados de los romanos y gobernados por Masinisa, acabaron recibiendo todo el reino de sus conquistadores.
A la muerte de Masinisa en 148, Escipión Emiliano dividió los poderes del reino entre los tres hijos de Masinisa, dándole a cada uno el control sobre el tesoro, el ejército y la justicia respectivamente. En 113, Yugurta se alzó contra los romanos y acabó derrotado, tras lo cual Numidia fue gobernada por un rey vasallo de Roma hasta que, bajo Diocleciano, se convirtió en una simple provincia del imperio y finalmente volvió a manos de los bereberes hasta la invasión de los vándalos en 430.

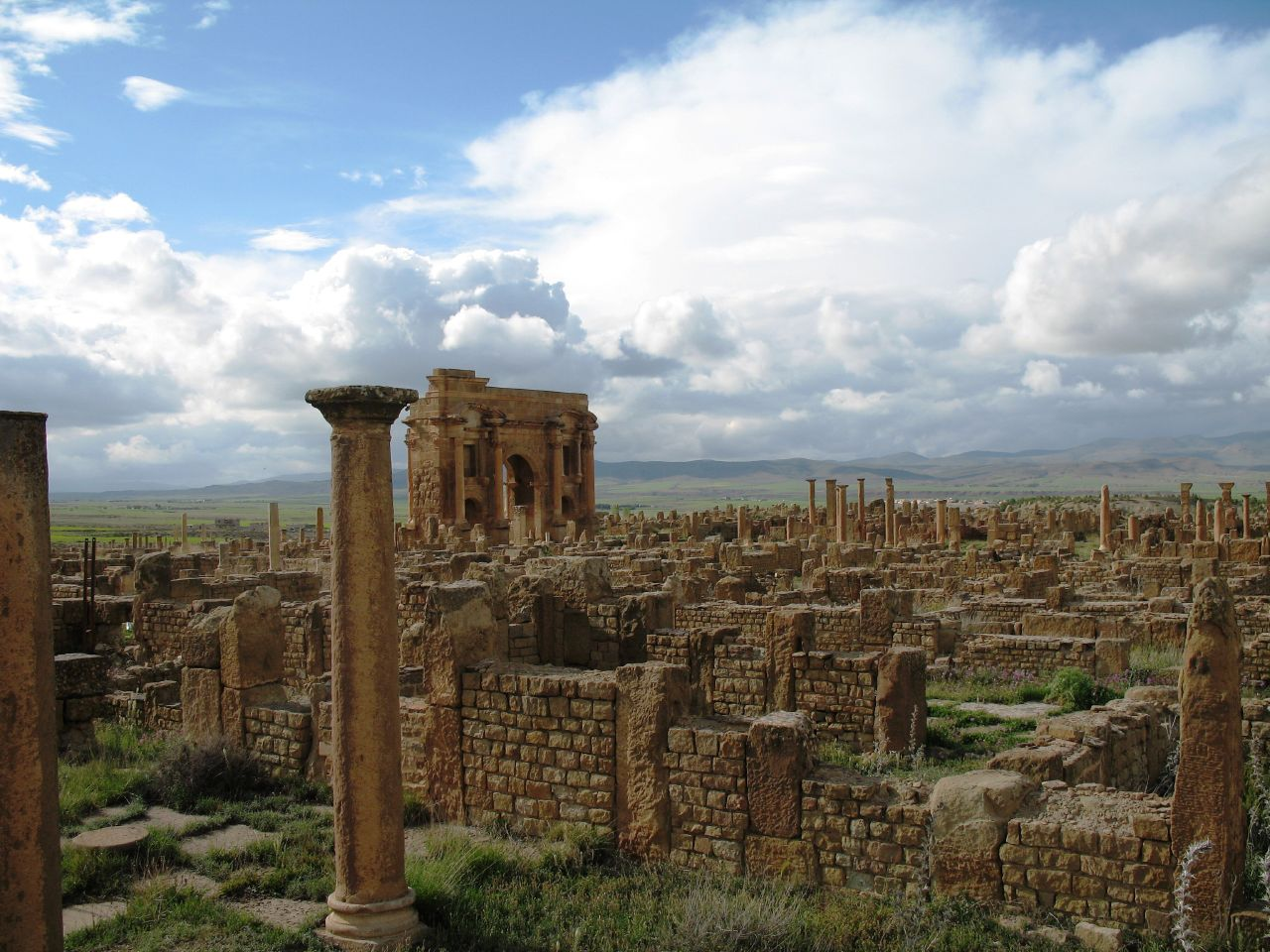
Ruinas romanas de Thamugadi (Timgad) con el Arco de Trajano.

Los romanos dejaron importantes ciudades en el norte de Argelia, entre las que destacan Iol Caesarea, Tipasa (Tipaza), donde se encuentra una de las necrópolis más antiguas del Mediterráneo, Cuicul, Thubursicu-Numidarum (Khemissa), Madaure, Thamugadi (Timgad), Diana Veteranorum, Theveste (Tébéssa) y Lambaesis.
A principios del siglo VI, las tropas de Justiniano I expulsaron a los vándalos y recuperaron el reino para el Imperio bizantino, que lo gobernó de manera precaria hasta la llegada de los árabes en el siglo VIII.

### Islamización
La caída de Roma tras la invasión de los vándalos y la inestabilidad durante el período bizantino entrañaron la reconstitución de algunos de los principados bereberes cristianos, que se resistieron a la ocupación de los Omeyas musulmanes entre los años 670 y 708.
Los personajes más conocidos de este conflicto fueron el rey cristiano Kusayla, que venció a Sidi Ocba ibn Nafaa en el año 689, cerca de Biskra, y la reina y guerrera cristiana Dihya, llamada "la Kahena", que a la cabeza de los bereberes (principalmente los célebres zenetas), infligió, en la batalla de Meskiana de 693, una severa derrota al cuerpo expedicionario del emir Hassan ibn en Noman, a los que alejará hasta Trípoli.

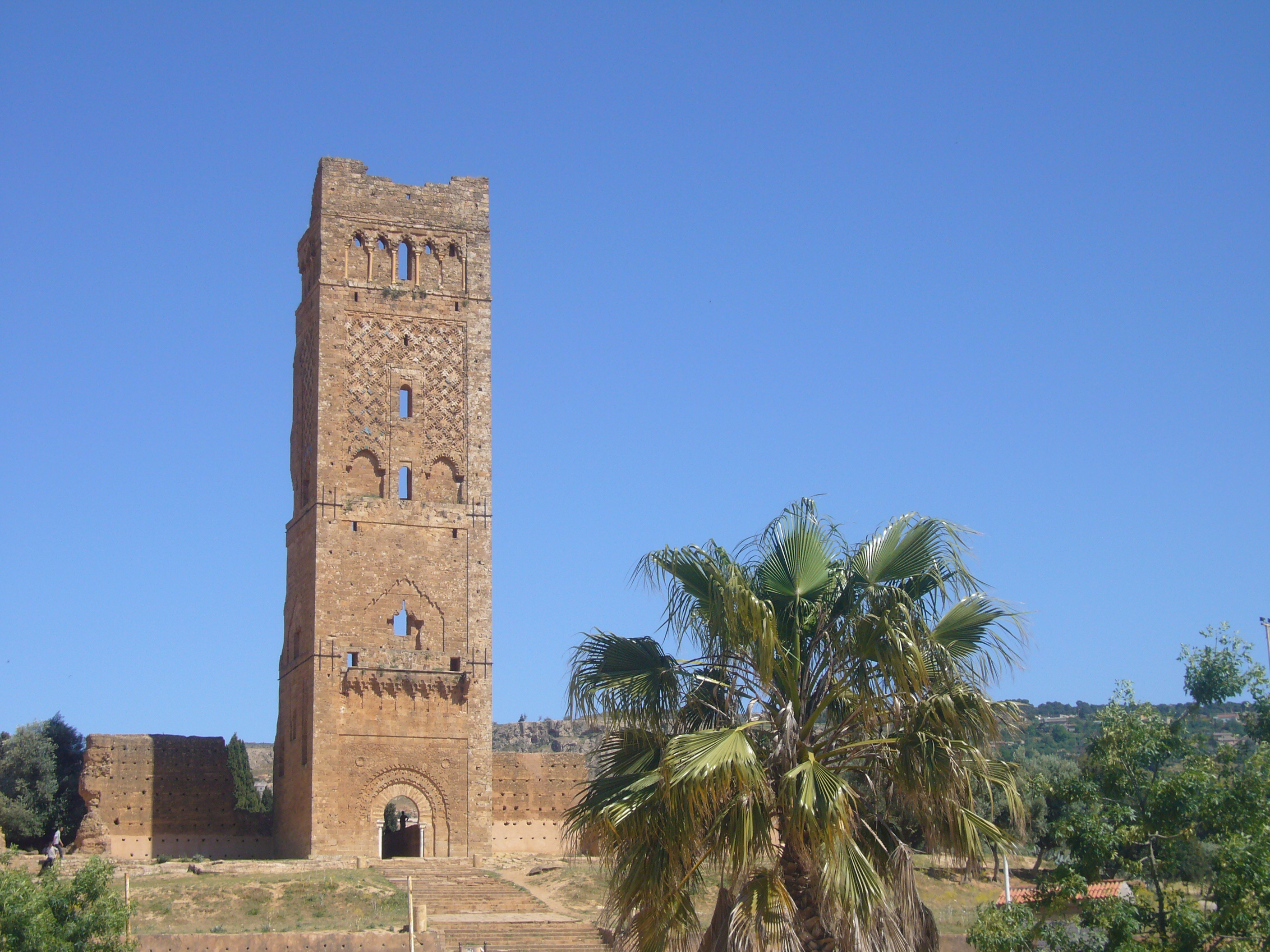
La mezquita Mansourah, en la provincia de Tremecén.

Tras la conquista musulmana, los ciudadanos del territorio adoptaron progresivamente la religión islámica (para protegerse contra los ataques de los nómadas) y fueron cambiando la lengua románica (descendiente del "latín vulgar", con influencia bereber) que hablaban por el árabe. Bereber, fenicio, latín, árabe, español, turco, francés: la mezcla de lenguas, el "mestizaje lingüístico", es intenso, dando lugar al árabe argelino (y al árabe magrebí en general) que se mantiene hasta nuestros días. La lengua bereber también ha sobrevivido hasta la actualidad.
En cuanto a la inmigración árabe en África del norte, fue de poca importancia excepto en las dos regiones exteriores de Argelia, Kairuán y Tánger. Dado que el total de su población ha recibido una contribución demográfica árabe limitada, una gran parte de las poblaciones de lengua árabe es bereber.
La primera parte de la conquista musulmana de España fue conducida por un contingente bereber compuesto casi en su totalidad por conversos, desde el jefe Táriq ibn Ziyad, que dio su nombre al peñón de Gibraltar (جبل طارق, «Ŷabal Ṭāriq»). Tras el éxito de Tárik, el califa le hizo encadenar y murió en el camino.
A principios del siglo VIII, ante la dominación omeya de todo el Magreb, varias tribus bereberes zenetas empezaron a unirse en torno a Abu Qurra y se rebelaron contra la ocupación árabe. Su lucha proseguirá bajo varias dinastías jariyíes bereberes en un conflicto que duró cerca de un siglo.
En el siglo X, Ubayd Allah al-Mahdi fundó la dinastía fatimí, en la baja Cabilia, donde encontró un eco favorable a sus prédicas milenaristas. Los fatimíes establecieron su autoridad en África del norte entre 909 y 1171 y fundaron un califato disidente de los abasíes de Bagdad. Este reino estuvo marcado por numerosas revueltas jariyíes, especialmente la de Abu Yazid encabezando las tribus bereberes en el 944, y que infligió la más severa derrota al ejército fatimí, debilitado y vulnerable, tomando la ciudad de Kairuán. La revuelta fue vencida por Ziri ibn Manad, a la cabeza de las tribus sanhayas, que por salvar el imperio recibió el puesto de gobernador del Magreb central. De esta forma en 972 los fatimíes, tras la adhesión egipcia, tuvieron menos interés por el Magreb y fue su hijo, Bologhine ibn Ziri, quien heredó el control de Ifriqiya. Los ziríes reinarán en el lugar unos dos siglos.

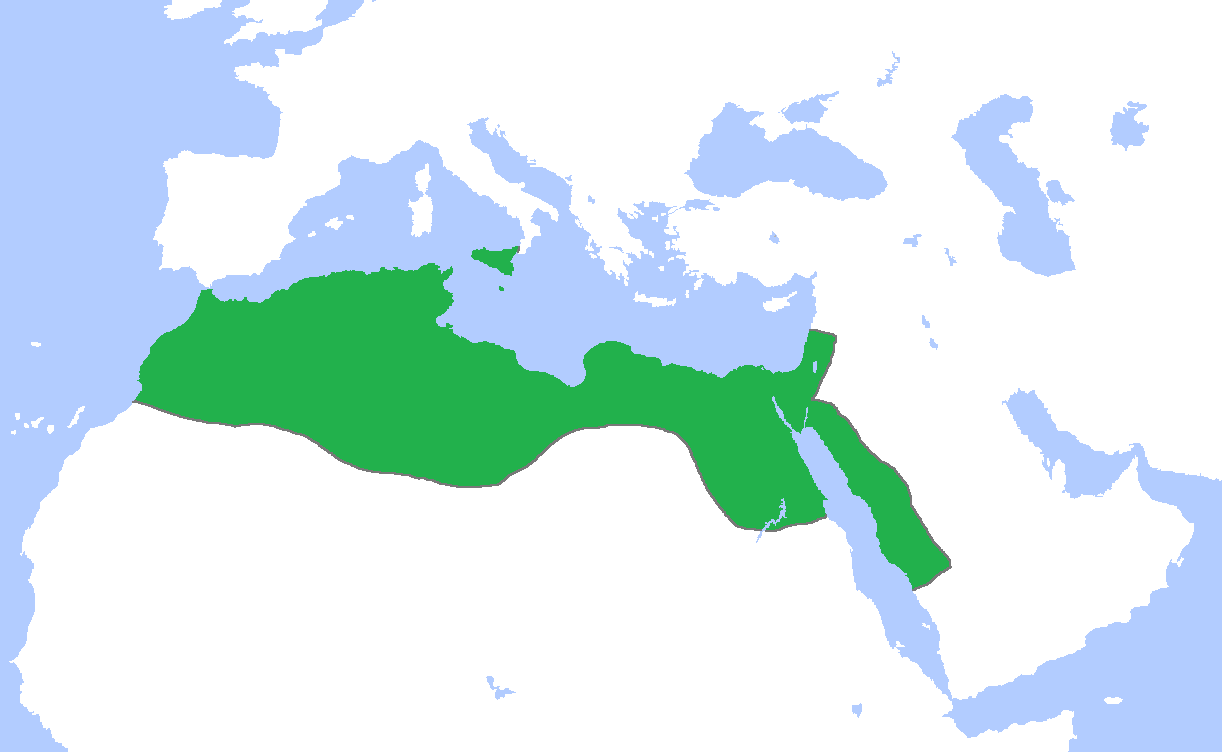
Extensión del Califato fatimí en el 969 d. C.

Hammad ibn Bologhine, su hijo, gobernó de forma independiente a los ziríes, en el norte de la actual Argelia, a partir de 1014, reconociendo como califas legítimos a los abasíes sunitas de Bagdad, y fundando la dinastía hammadí. Los ziríes también reconocieron en 1046 a los califas abasíes mostrando abiertamente a los fatimíes su abandono del chiismo.
A partir de 1048 algunas tribus árabes hilalianas del sur emigraron al África del norte y fueron enviadas por el poder fatimí para reprimir a los ziríes y hammadíes. En oleadas sucesivas penetraron en algunas grandes ciudades, que saquearon y destruyeron. En Argelia estas tribus del sur se aliaron con algunas tribus locales. Estos dos reinos, prósperos por aquel entonces, se empobrecerán enormemente a causa de estas incursiones. Los ziríes cambiarán su capital de Kairuán a Mahdía, los hammadíes, de Al-Qal'a (Al-Qal'a de Beni Hammad, actualmente reconocida como Patrimonio de la Humanidad por la Unesco) a Bugía.
Argelia estaba entonces bajo el control de los almorávides en una pequeña región del oeste, bajo los hammadíes en el centro y bajo los ziríes al este. En 1152, una nueva dinastía bereber musulmana, los almohades, vence definitivamente a los poderes reinantes, dirigidos por Muhammad ibn Tumart, su jefe espiritual, al que sucede Abd al-Mumin. Los almohades formaron uno de los imperios más poderosos del Mediterráneo, unificando el Magreb y Al-Ándalus hasta 1269. A través de las grandes ciudades del litoral (Bugía, Annaba, Argel...), se abrieron al occidente cristiano con el que mantuvieron estrechos intercambios comerciales.

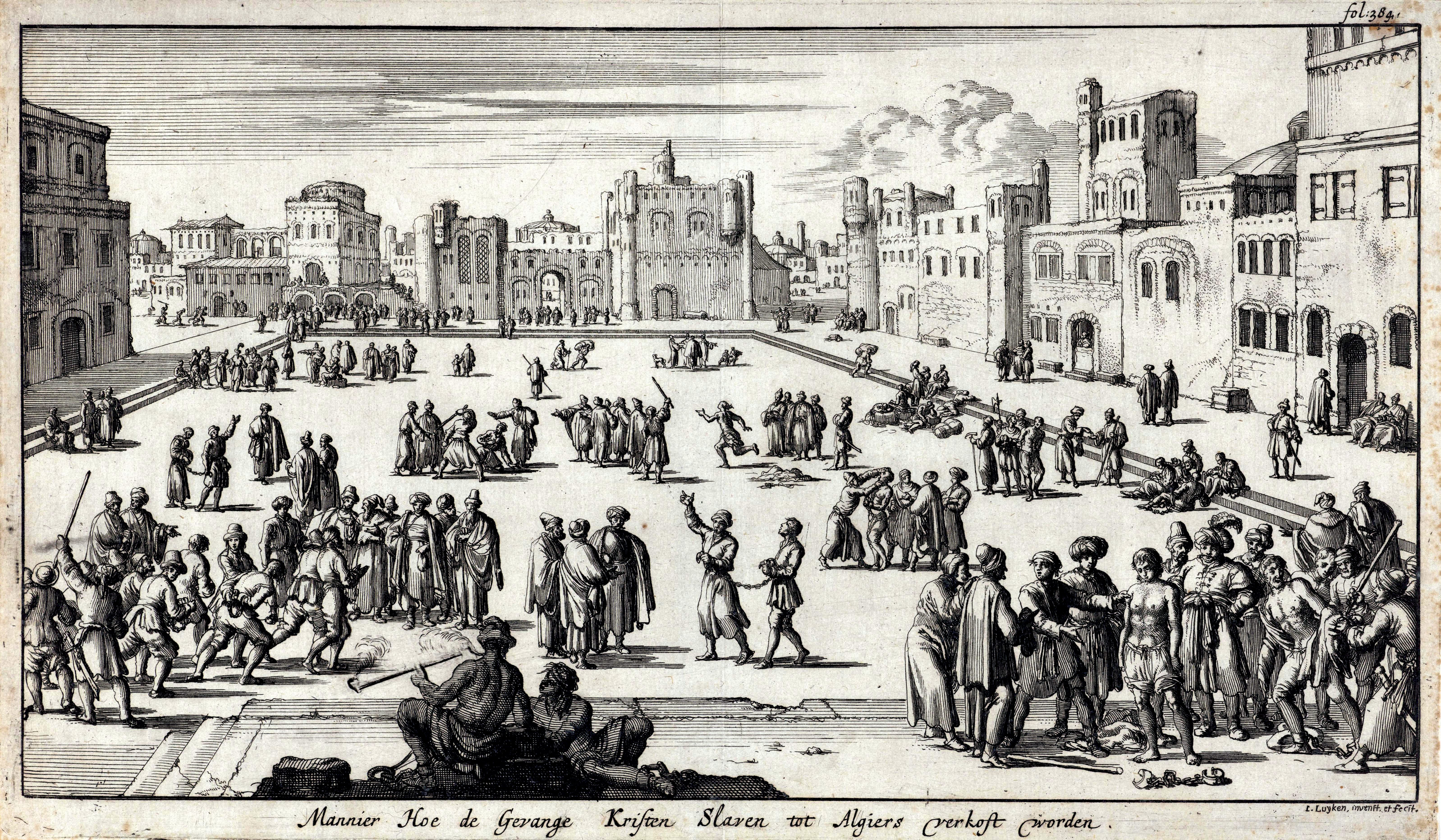
Mercado de esclavos en Argel en 1684

La caída de los almohades marca un giro en las relaciones con los países cristianos del norte, que se organizan para la Reconquista, mientras que el mito de la invencibilidad musulmana se derrumba. En el Magreb se imponen unas dinastías zenetas, como los Meriníes de Fez en el actual Marruecos, y los Abdelwadíes de Tremecén en la Argelia actual. Los Hafsíes se hacen con Túnez y el este de Argelia. Estas dinastías fueron prósperas en el siglo XIII y XIV, pero sufrieron irremediablemente la presión del auge de España y Portugal hacia el final del siglo XV. Minado entonces por luchas intestinas por el acceso al trono, el imperio almohade ve mermado su poder y sus dominios se descomponen progresivamente.
A raíz de la victoria definitiva de las tropas de los Reyes Católicos en 1492, parte de la población de Al-Ándalus es obligada a huir de la península ibérica. Si bien los mudéjares ya habían empezado a emigrar desde finales del siglo XV, el flujo hacia el Magreb se intensifica a partir de la Pragmática Sanción de 1502 que les obligaba a convertirse al catolicismo, pero sobre todo a partir de su expulsión completa en 1609. Los entonces denominados moriscos se refugiaron mayoritariamente tanto en Marruecos como en Argelia, países que desconocían por completo. La llegada de estas grandes familias en la mitad oeste de Argelia influirá profundamente en la cultura y la vida social y contribuirá a la construcción de las grandes ciudades y a la expansión de su economía.

### Presencia española

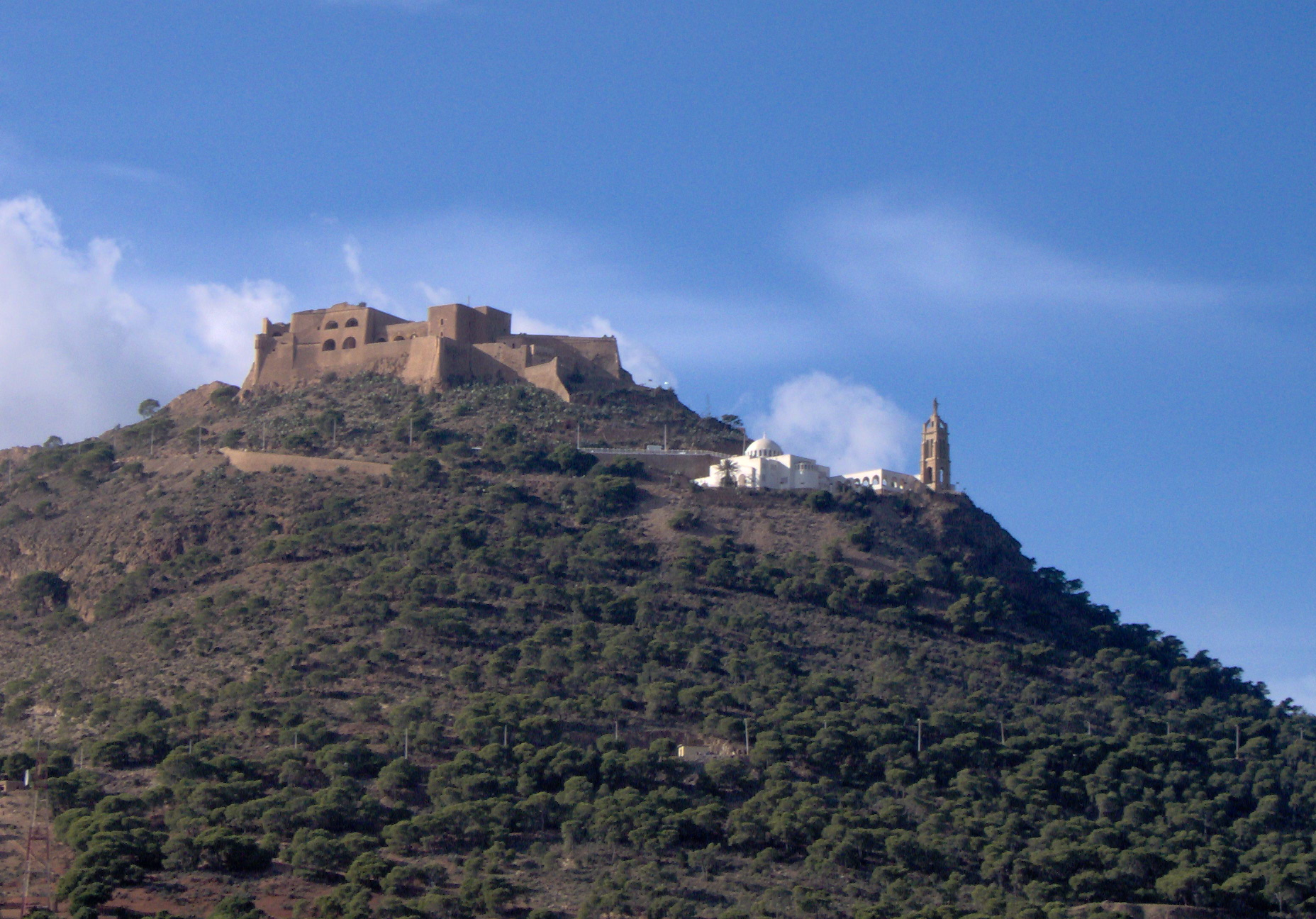
Fortaleza española de Santa Cruz en Orán.

En julio de 1501, los portugueses pusieron en marcha una expedición para tratar de tomar tierra en la playa de los Andaluces (plage des Andalouses) en Orán.
No fue sino hasta la jornada de Mazalquivir en 1505, que se ve a España participar en la primera expedición contra Orán. La ciudad fue arrasada por más de 6000 incendios y unas 25 000 personas murieron. Posteriormente, la ciudad fue tomada por el ejército de Pedro Navarro, encargado por el delegado de la Corona española, cardenal Cisneros, el 17 de mayo de 1509. Después de la ocupación del puerto de Mazalquivir (1505) y de la ciudad de Orán (1509), la ciudad fue abandonada y, a continuación, totalmente ocupada por tropas españolas. Desde el año 1509 el cardenal Ximénez de Cisneros comenzó a construir sobre las ruinas de la mezquita de Ibn El Beitar la iglesia de San Luis, que domina el casco antiguo en ambos lados de la ciudad.
En 1510, Fernando el Católico ataca la ciudad de Argel. Los españoles la sitiaron y luego construyen una nueva fortificación en un islote de la bahía de Argel, haciendo de la ciudad una verdadera fortaleza. Toman posesión del peñón del puerto de Argel, como base para bombardear la ciudad y evitar así que le lleguen suministros. Salem Ben Toumi, jefe de la tribu Beni Mezghenna, busca la ayuda de los turcos, luego Pedro Navarro ocupa Bugía entre los años 1510 a 1555. En 1554, el gobernador conde de Alcaudete hizo una alianza con el sultán de Marruecos, Mohámed Ech-Cheikh, contra los turcos, pero estos lograron establecerse en Argel a pesar de la fiera resistencia española; aún a pesar de estos hechos, la fortaleza española establecida se mantuvo.

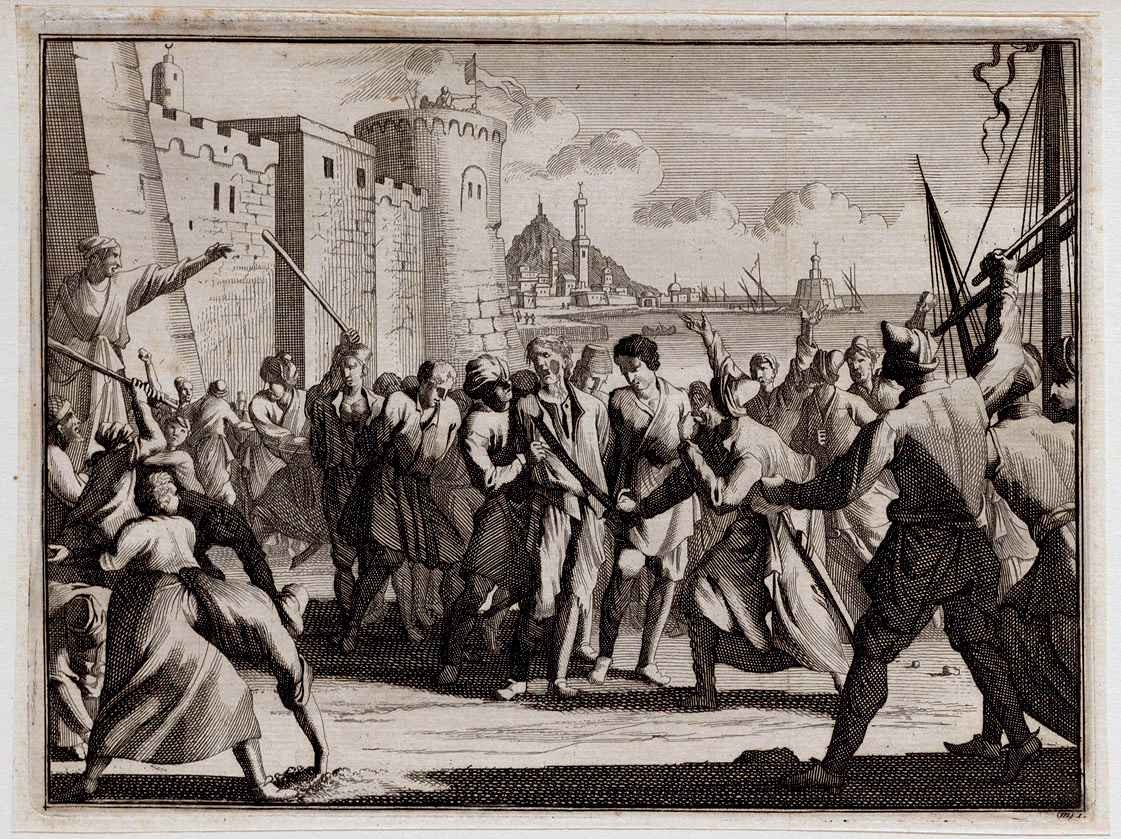
Desembarco y maltrato de prisioneros en Argel. Grabado de Jan Goeree y Casper Luyken, 1706

En el siglo XVI, los españoles se hacen fuertes en Orán y Mazalquivir, que se administraban como un doble presidio. En 1563, Bazán de Silva y Álvarez, en la cima del pico Aïdour de Orán la fortaleza de Santa Cruz. En 1568, Juan de Austria visitó Mazalquivir y Orán.
Los judíos de Orán no tuvieron una vida tan fácil con los españoles, considerándolos enemigos de la fe. Los judíos que viven en Ras El Ain Ravin y Blanco fueron expulsados de Orán por los españoles a partir de 1669 y tuvieron que irse a vivir a la montaña de La Cornisa Superior (Misserghin).
Los españoles procedieron a restaurar la fortaleza para dar cabida a los gobernadores de la ciudad. «Las fortificaciones del lugar consistieron en un muro, coronado por altas torres, espaciados entre ellos, el castillo en sí, o «kasbah», según se relata en las crónicas de los mismos. El gobernador español
«establecerá su sede en la mazmorra, las medidas del terreno serán de más de dos kilómetros y medio de largo, estas fortificaciones consistían en numerosas fortalezas, baluartes y torres vigías».

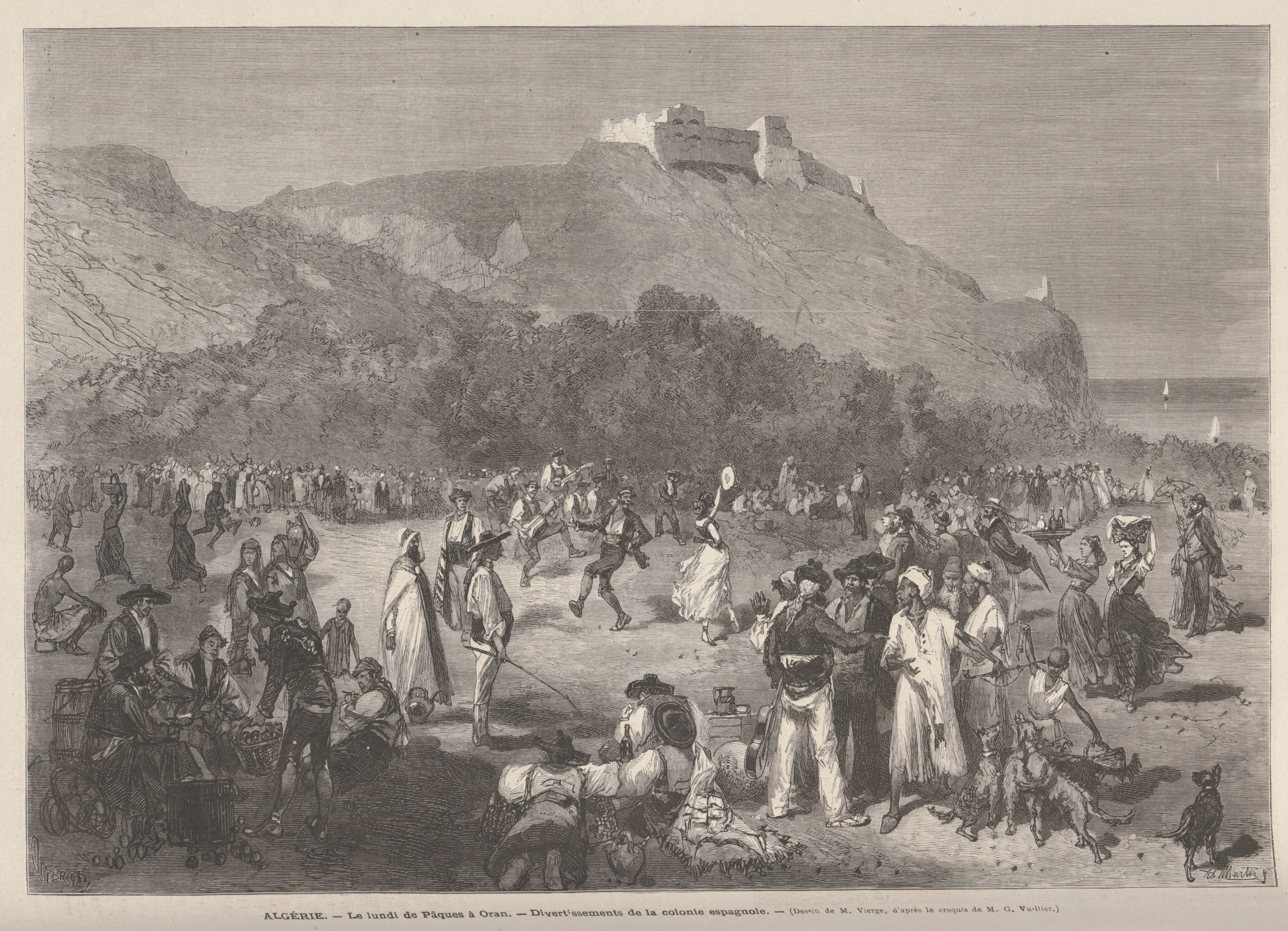
Argelia, el lunes de Pascua en Orán, divertimentos de la colonia española.

A pesar de estas fortificaciones, la ciudad fue objeto de incesantes ataques a las faldas de las murallas. En 1701, El Rozalcazar, o Bordj Lahmar o Chateau Neuve, fue considerado la más grande de las fortificaciones de la ciudad de Orán. Así en 1707, Moulay Ismaïl, sultán de Marruecos, trató de obligar a los españoles a permanecer a la defensiva, viendo a su ejército diezmado. A partir de estos hechos, la ciudad se mantuvo en un constante crecimiento, siendo necesario ganar espacio y aire más allá de las paredes mediante la demolición de los muros, que se lleva a cabo durante varios años en lo que quedaba de la ciudad en ese momento. Los españoles a continuación son atrapados por los asaltantes en el interior de la fortaleza mediante el uso de trampas, y ya debido a la falta de suministros, se alimentan por primera vez con el famoso potaje llamado «la calentica». De 1742 data el fuerte de la punta de La Mona. Como curiosidad, «La Mona» era el nombre de la torta con la que agasajaban a los peregrinos de la Virgen de la localidad y a los visitantes del monte Murdjajo. Ya en 1770, Orán se transforma en una ciudad de 532 casas y 42 edificios, con una población de 2317, y teniendo 2821 deportados burgueses que participan en el libre comercio. En el marco del reinado español de Carlos III, los partidarios de la conservación de la ciudad y su abandono se enfrentan. Entre 1780 y 1783, el ministro Floridablanca propone a su homólogo inglés el cambio de la ciudad de Orán por el dominio británico de la península de Gibraltar. Finalmente el terremoto que asoló la ciudad en 1792, arruinando sus murallas, llevó a que la Corte de Madrid realizara negociaciones con la Regencia de Argel y procediera a su entrega. Así mismo, se firmó un tratado de paz y comercio.

### Ocupación colonial francesa (1830-1962)

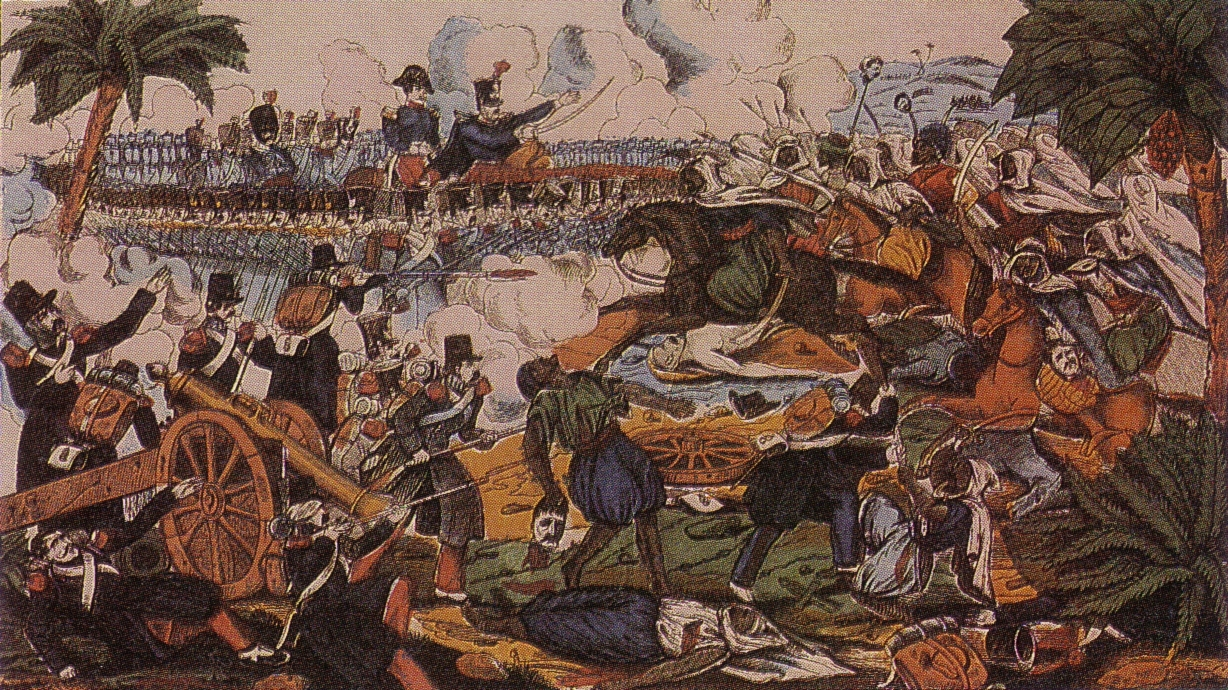
Colonización francesa de Argelia, 1836.

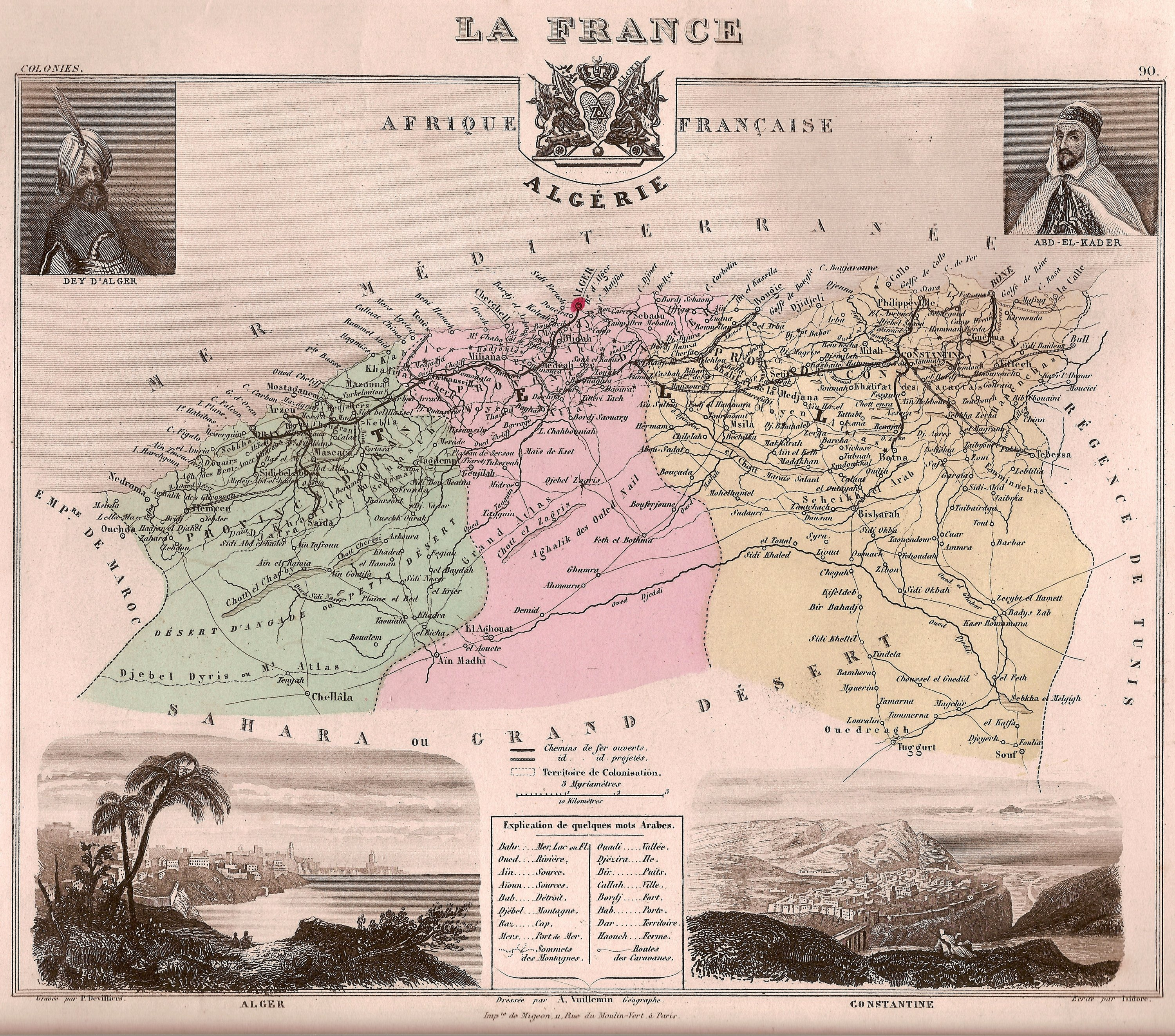
Mapa de la Argelia francesa.

A partir de 1830, Francia estableció progresivamente una importante colonia en este territorio que llegó a tener el estatuto de departamento de Francia. En 1954, tras la negación de Francia a desarrollar un plan de descolonización para Argelia, estalló una guerra de liberación que culminó con la independencia del país en 1962.
Los sucesos de la guerra de la independencia son narrados, en un estilo semidocumental y sin concesiones, en la película La batalla de Argel (1966) de Gillo Pontecorvo, la cual obtuvo el León de Oro del Festival de Venecia en 1966.
El gobierno de Turquía presentó una acusación internacional contra Francia, acusándolo de cometer genocidio contra los argelinos, después de que los legisladores franceses aprobaran una ley en que la negación del genocidio de los armenios era un delito. Turquía insiste en que la actuación de Francia durante su dominio colonial sobre Argelia y durante la guerra de Argelia ascendieron a un genocidio, afirmando que un 15 por ciento de la población de Argelia fue masacrada por los franceses, y que a partir de 1945, los argelinos fueron martirizados sin piedad.
El 20 de diciembre de 2012, el presidente francés, François Hollande, reconoció ante el Parlamento Argelino el sufrimiento infligido al pueblo argelino por la colonización francesa durante 132 años, al declarar que «Argelia fue sometida a un sistema profundamente injusto y brutal», «las masacres de Sétif, Guelma y Kherrata», «permanecen ancladas en la conciencia de los argelinos, pero también de los franceses».

### Argelia independiente (1962-presente)
Después de una sangrienta guerra de liberación que duró ocho años y causó más de un millón de muertos argelinos, el 18 de marzo de 1962 el gobierno francés y el FLN (Frente de Liberación Nacional) firmaron los Acuerdos de Evian que establecieron un alto el fuego y la convocatoria de un referéndum de autodeterminación. Argelia obtuvo la independencia el 5 de julio de 1962, y tras las primeras elecciones generales del mes de septiembre Ferhat Abbas, elegido presidente de la Asamblea Nacional Constituyente (ANC), proclamó la creación de la República Argelina Democrática y Popular.
Cerca de un millón de europeos abandonó el país, y con ello el país perdió a la mayoría de los administradores, empresarios y técnicos. El 70 % de la población se encontraba sin trabajo, pero existía un profundo sentimiento de solidaridad nacional.
La muy baja tasa de escolarización (menos del 10 %) durante el período colonial dejó al país sin ejecutivos técnicos y administrativos. No hay arquitectos, solo unas pocas docenas de ingenieros y médicos y menos de 2000 profesores.

### Presidentes de la República Argelina Democrática y Popular

#### Ahmed Ben Bella (1962-1965)

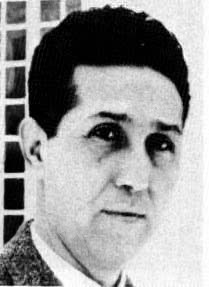
Ahmed Ben Bella, primer presidente de Argelia.

En el seno del FLN se encontraban los moderados (Ben Khedda, Mohammed Boudiaf y Hocine Aït Ahmed), y los socialistas (Ben Bella, Mohammed Jider y Houari Boumedienne, jefe de Estado Mayor del ejército). Tras la lucha por el poder que se desencadenó al día siguiente del referéndum del 5 de julio de 1962, Ahmed Ben Bella se hizo con la secretaría general del buró político del FLN en abril de 1963 y apartó a los conservadores del FLN. En septiembre del mismo año, la Asamblea Nacional aprobó la primera Constitución argelina y Ahmed Ben Bella fue elegido presidente del país.
La Constitución de 1963 determinó la orientación socialista del país y convirtió al FLN en partido único. Ben Bella nacionalizó las propiedades de los franceses, así como otras empresas consideradas claves en la economía del país. Estableció un régimen socialista basado en la autogestión de las pequeñas y medianas empresas, emprendió una reforma agraria y diseñó un programa de liberación de la mujer, animándolas a abandonar el velo y a integrarse en la vida social y política. Lanzó un programa de alfabetización e intentó una criticada campaña de arabización de la población que le llevó a reprimir protestas y revueltas bereberes. De manera progresiva Ben Bella instituyó un régimen presidencialista autoritario, centralizando en su persona todos los poderes (secretario general del FLN, presidente del país y comandante en jefe del ejército). El 19 de junio de 1965 fue apartado de la jefatura del Estado por un golpe de Estado militar liderado por Houari Boumedienne, y permaneció encarcelado durante más de diez años.

#### Houari Boumedienne (1965-1978)
El golpe de Estado hizo que el ejército se hiciese con el poder. Un consejo revolucionario formado por 26 oficiales se convirtió en el órgano supremo bajo la dirección de Houari Boumedienne, quien asumió las funciones de presidente y de primer ministro. Boumedienne gobernó con mano de hierro, postergando las formalidades de la democracia en aras de unos objetivos económicos a largo plazo y situó al país en la vía del socialismo nacionalista, siguiendo gran parte de las tendencias del socialismo árabe. En concordancia con ello, en mayo de 1968 Boumedienne nacionalizó las empresas de prospección, extracción y comercialización de hidrocarburos líquidos y gaseosos.
Argelia experimentó un importante desarrollo económico y social bajo su gobierno. Entre 1962 y 1982, la población argelina aumentó de 10 a 20 millones de personas y, masivamente rural antes de la independencia, estaba urbanizada en un 45 %. La renta anual per cápita, que en 1962 no superaba los 2000 francos, supera los 11 000 francos veinte años más tarde, mientras que la tasa de escolarización oscila entre el 75 y el 95 % según las regiones, lejos del 10 % de la Argelia francesa. Como las oportunidades agrícolas se veían considerablemente limitadas por el desierto, Boumédiène optó por el desarrollo industrial. Se elabora un plan trienal para el período 1967-1969, seguido de dos planes cuatrienales (1970-1973 y 1974-1977). Van acompañadas de grandes obras, como el Transsaharan (o "camino de la unidad") que une el Mediterráneo con el África negra o la "presa verde", un bosque que se plantará en veinte años para impedir el avance del desierto. La red de carreteras está muy extendida en el territorio argelino (la red desarrollada durante la colonización se limitó a las ciudades portuarias).

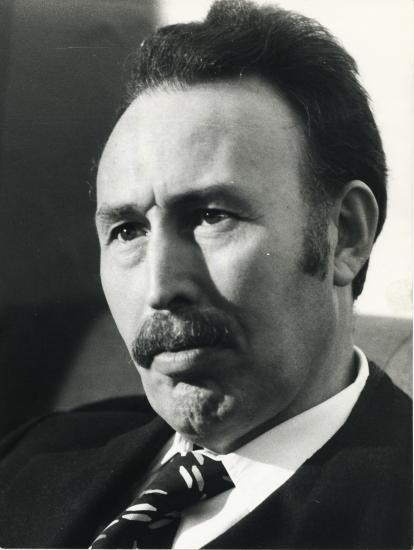
Houari Boumedienne.

En 1976, después de un amplio debate nacional, se decidió prestar más atención a las condiciones de vida de la población, así como aprobar una nueva Constitución y organizar las elecciones. Para esas fechas el Estado Argelino había asumido el rol de conductor de la economía nacional, pero el nivel de vida de la población seguía igual de estancado que antes de la independencia, la principal actividad económica del país seguía siendo la agricultura y la minería, mientras los grandes proyectos económicos gubernamentales fracasaban por ineficiencia.
Consecuentemente, a mediados de la década de 1970 proseguía la emigración de obreros argelinos a Francia, buscando en la antigua metrópoli los ingresos que la propia Argelia era incapaz de darles, mientras la burocracia aumentaba, aunque siempre copada por el FLN. Boumedienne, único candidato en las elecciones de 1976, salió elegido presidente; en la Asamblea Nacional todos los diputados pertenecían al FLN, pero dicho partido distaba mucho de tener aceptación en las masas populares, que lo tachaban de haberse convertido en una verdadera élite cerrada y replegada sobre sí misma. El ejército se situó en el centro del poder.
Argelia adquirió un papel internacional destacado en concordancia con los países árabes, los no alineados y los países socialistas. Negoció con Vietnam la liberación de los últimos rehenes norteamericanos, declaró la guerra a Israel en 1973 y envió tropas en apoyo de Egipto en la guerra de Yom Kipur. En 1965, Yasser Arafat abrió una oficina en Argel, y fue introducido en la ONU por el ministro argelino de asuntos exteriores en 1974. Ese mismo año, Argelia consiguió que la ONU condenara el apartheid en África del Sur. Actuó como mediador entre Irak e Irán para resolver sus disputas fronterizas en 1975 (Acuerdos de Argel). Por otro lado sus disputas con Marruecos se agravaron a consecuencia del apoyo argelino al Frente Polisario y a la creación de la República Árabe Saharaui Democrática en 1976.
A la muerte de Boumedienne, en 1978, el 70 % de la población argelina tenía menos de 25 años, lo cual significaba una enorme presión social y económica. Todos sabían que la frágil y subvencionada industria local no bastaría para dar empleo a todas estas personas y que ninguna reforma había podido detener la reducción de los ingresos procedentes de la agricultura, lo cual indirectamente empobrecía cada vez más a las masas rurales. Los grandes ingresos obtenidos por Argelia tras la crisis del petróleo de 1973 se gastaban en proyectos económicos fallidos, y eran necesarios para subsidiar bienes de consumo. Se formó así el caldo de cultivo para los gérmenes de la crisis de la década de 1980.

#### Chadli Bendjedid (1978-1992)

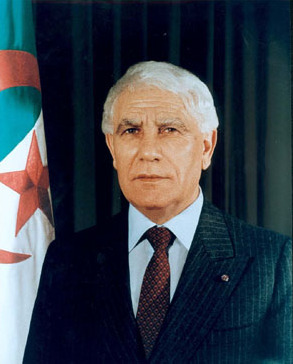
Chadli Bendjedid.

El coronel Chadli Bendjedid, comandante de la región militar de Orán y candidato de compromiso, fue designado presidente en 1978. Adversario de la política socialista de Boumedienne, concedió más espacio a las iniciativas privadas e introdujo lentamente una economía de mercado, aunque sin abandonar el control estatal de la economía. Sin embargo, a partir de 1985, la caída del precio del petróleo hizo que disminuyesen fuertemente los ingresos del país. Por otra parte, la explosión demográfica hizo que aumentase el desempleo rápidamente y la crisis de la vivienda se agudizó aún más.
El 4 de octubre de 1988 se produjeron disturbios callejeros en la ciudad de Bab-el-Oued y las protestas se extendieron a otras ciudades. En realidad no se acusaba tanto al presidente Bendjedid, del que se apreciaban las reformas introducidas; a quienes se acusó fue a los antiguos gerifaltes del FLN que llevaban una vida de lujo tras beneficiarse del control estatal sobre la economía, además de haber invadido casi todo el aparato estatal desde los días de Boumedienne. Las acusaciones populares de corrupción política contra la burocracia elitista del FLN se hicieron muy comunes desde 1988, mientras que los grupos vinculados al fundamentalismo islámico eran mayoritarios en esas manifestaciones. La represión del ejército produjo centenares de muertos.
Tras estos "acontecimientos de 1988" Chadli Bendjedid introdujo reformas rápidamente. En noviembre de ese año separó las funciones de presidente y de secretario general del FLN. De allí en adelante el primer ministro tendría que rendir cuentas ante el Parlamento. En febrero de 1989 se introdujo el multipartidismo por referéndum. Se presentaron hasta 47 partidos, entre ellos el FIS (Frente Islámico de Salvación), legalizado en septiembre de ese año. Figuras conocidas de la oposición regresaron del exilio: en diciembre lo hizo Hocine Aït, el líder del FFS (Frente de las Fuerzas Socialistas) y en septiembre de 1990 el antiguo presidente Ben Bella. Periódicos y revistas de reciente creación se multiplicaron y se comenzó a hablar de la "primavera argelina".

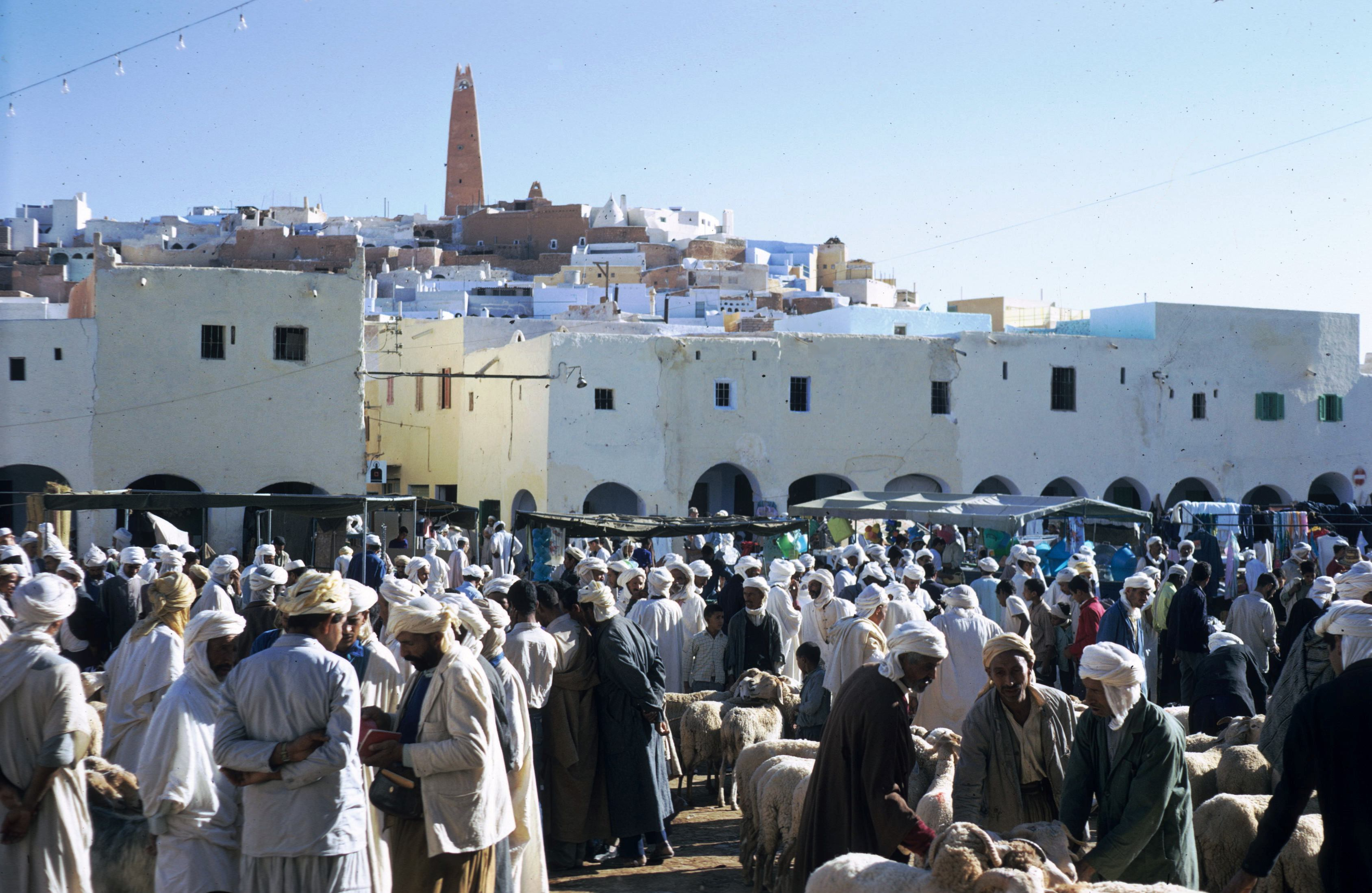
Mercado en la plaza principal de Ghardaïa (1971)

- Abdelmalek Benhabyles (1992)
- Mohammed Boudiaf (1992)
- Ali Kafi (1992-1994)
- Liamine Zéroual (1994-1999)
- Abdelaziz Buteflika (1999 – 2019)

### Elecciones canceladas (1991)
En junio de 1990 tuvieron lugar las elecciones municipales y provinciales. El FFS, que contó con numerosos adeptos entre los cabilios, así como otros partidos protestaron por el modo en que se habían organizado las elecciones y decidieron boicotearlas. Ante la reducción de las posibilidades de elección, los electores votaron masivamente en contra del FLN y el FIS obtuvo el 52,42% de los votos.
A pesar de todo, Chadli Bendjedid decidió continuar con la democratización y anunció elecciones legislativas para junio de 1991. No obstante, la nueva ley electoral hizo que al FIS le fuese más difícil conseguir la victoria. Este apeló a la huelga y a principio de junio de 1991 se produjeron tumultos que provocaron la declaración del estado de sitio. El gobierno Hamrouche dimitió y el nuevo primer ministro, Ghozali, aplazó las elecciones hasta diciembre. Millares de adeptos del FIS fueron arrestados, incluidos los dos líderes más importantes, Abassi Madani y Ali Benhadj. El 26 de diciembre, en la primera vuelta de las elecciones, de los 430 disponibles, se cubrieron 228, de los cuales 189 eran del FIS. El FFS obtuvo 25 y solamente 15 el FLN. A esto le sucedió una fuerte polémica entre partidarios y adversarios de que continuara la experiencia democrática. El 12 de enero de 1992, bajo la presión del ejército, dimitió el presidente Chadli y se anuló la segunda vuelta de las elecciones. El ejército, junto con el FLN, instauró un "Alto Consejo de Estado" formado por cinco miembros y presidido por una de las figuras históricas más importantes en la lucha por la independencia: Mohammed Boudiaf, que vivía en el exilio en Marruecos desde 1964. Se disolvió el FIS, sus líderes fueron arrestados y se declaró el estado de emergencia. Entonces se sucedieron los hechos en cadena: comenzó el ciclo terrorismo/represión y nadie se quedó fuera del alcance de lo uno ni de lo otro. A finales de junio de 1992 M. Boudiaf fue asesinado.

### Guerra civil (1991-2002)

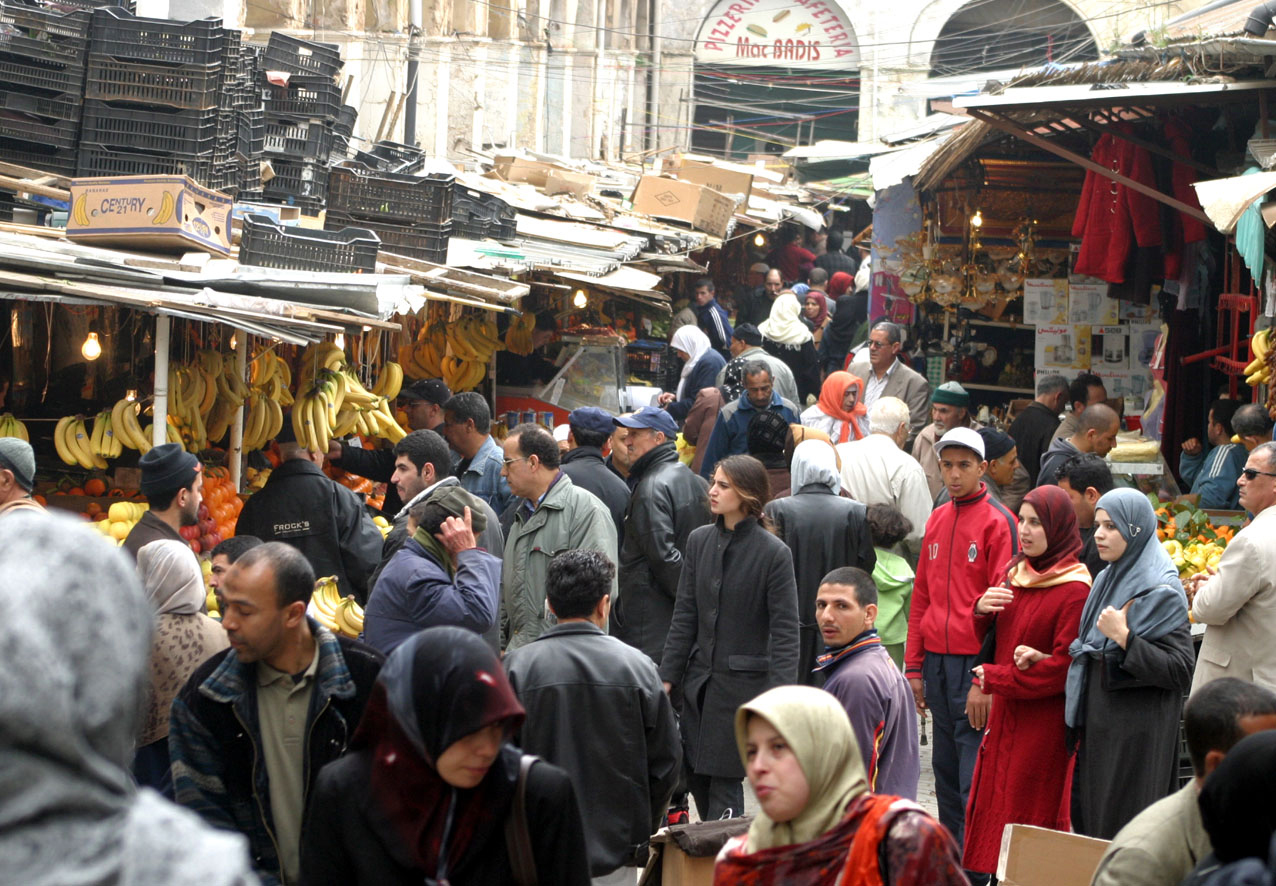
Argelia, 2012

El país siguió el modelo de partido único hasta 1988. Tras la legalización del multipartidismo el Frente Islámico de Salvación (FIS) ganó las elecciones municipales y la primera vuelta de las elecciones legislativas de 1991 (ver Elecciones desde la implantación del pluripartidismo (1989)), pero el ejército decretó el estado de urgencia y le impidió asumir el poder. Esto desencadenó la violencia liderada por diversos grupos armados como el Ejército Islámico de Salvación, brazo armado del FIS o su rival el Grupo Islámico Armado. Desde entonces miles de personas han muerto en las ofensivas rebeldes y las contraofensivas oficiales. Los militares gobernaron hasta 1994.
A finales de la década de 1990 parte de la región oriental del país fue escenario de ataques contra la población civil por parte de grupos fundamentalistas que buscaban desestabilizar al gobierno central. Se produjeron varias masacres, algunas de las cuales dejaron más de 200 víctimas mortales.

### Presidencia de Bouteflika (1999-2019)

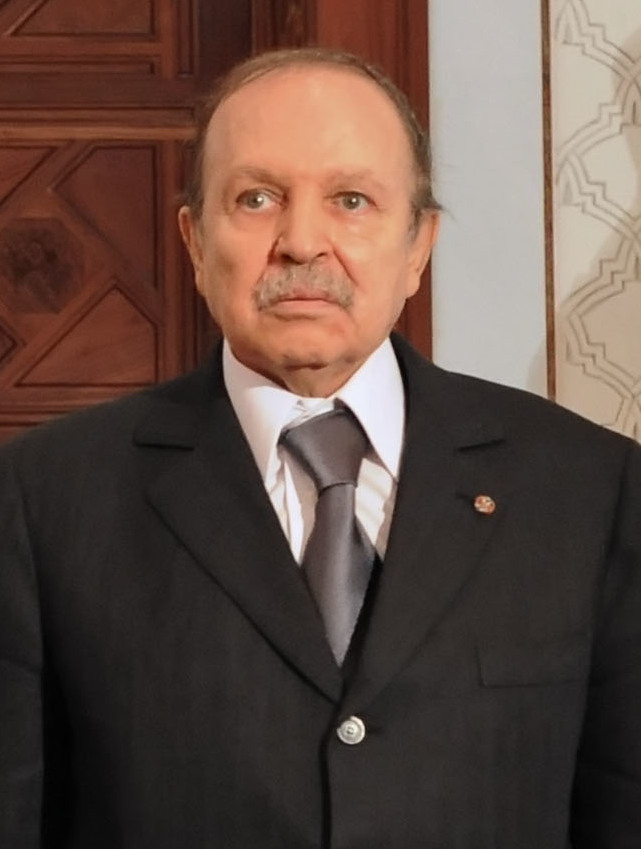
Abdelaziz Bouteflika, líder de Argelia entre 1999 y 2019.

En las elecciones presidenciales de 1999, fue elegido Abdelaziz Bouteflika, quien resultó reelegido en 2004, en 2009 y nuevamente en abril de 2014, iniciando su cuarto mandato consecutivo. Dimitió por motivos de salud en 2019. Le sucedió como presidente Abdelmadjid Tebboune.

## Gobierno y política

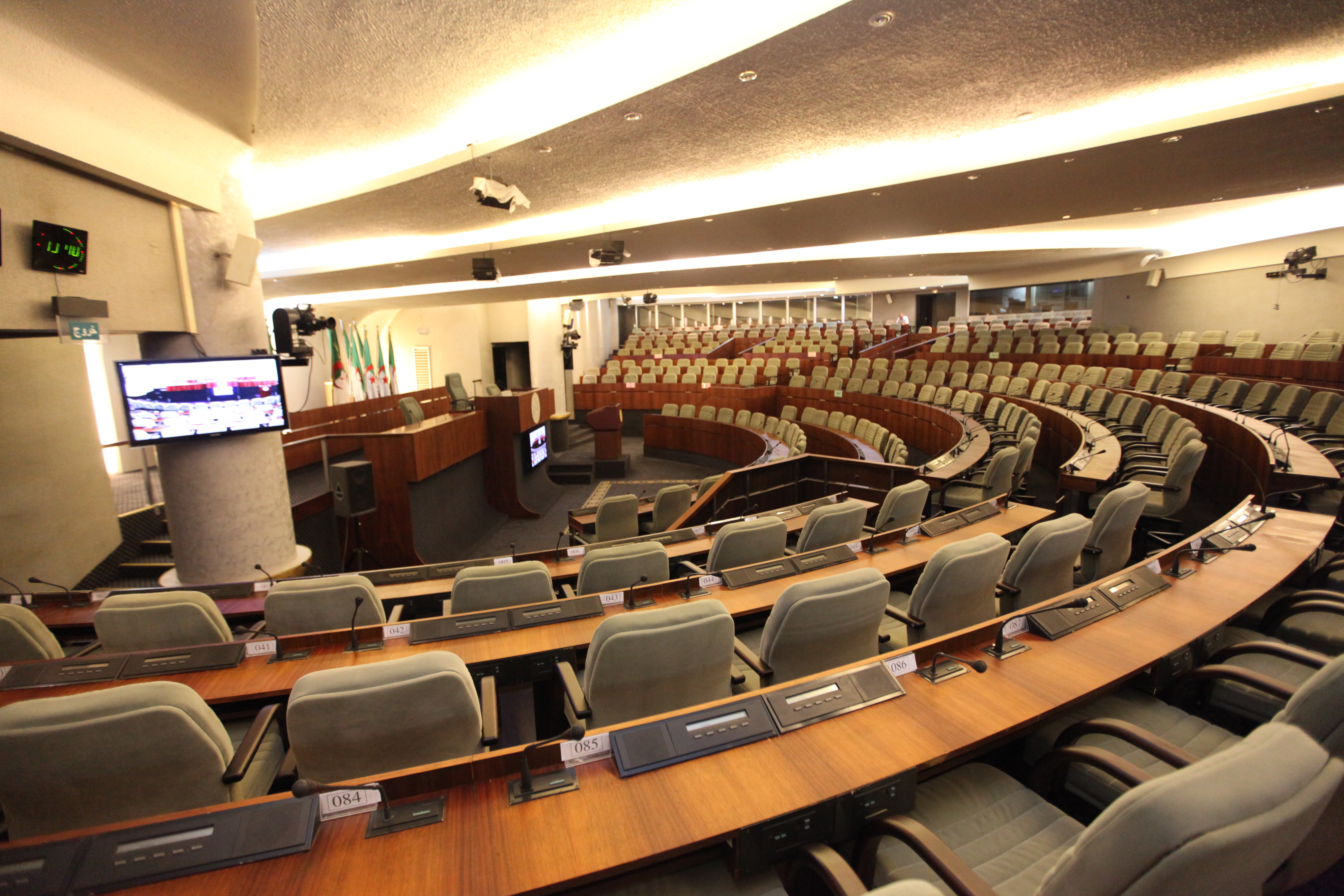
Hemiciclo de la Asamblea Popular Nacional.

El régimen político de Argelia es el de una república semipresidencialista, en la cual el presidente de Argelia es el jefe de Estado y el primer ministro es el jefe de Gobierno.
En noviembre de 2020 Argelia autorizó un referéndum para aprobar la nueva reforma constitucional que entre otras cosas autoriza a su ejército a intervenir militarmente en el extranjero por primera vez en su historia en el contexto de misiones de paz atendiéndose a las resoluciones de la ONU, Unión Africana y Liga Árabe.
La constitución de Argelia es de 2020. El presidente se elige cada cinco años directamente por la población con derecho a voto. Puede ser reelegido por una vez. Nombra al primer ministro y, consultando al primer ministro, a los miembros del Gobierno. El primer ministro presenta su programa de Gobierno a la cámara baja del Parlamento para ratificarlo. El Parlamento consta de dos cámaras: la Asamblea Popular Nacional (la cámara baja) y el Consejo de la Nación (la cámara alta). Proyectos de ley se debaten primero en la Asamblea Popular Nacional y luego en el Consejo de la Nación. Aunque los proyectos de ley se debaten en ambas cámaras, solamente la Asamblea Popular Nacional puede modificar proyectos de ley. Los miembros de la Asamblea Popular Nacional se eligen por la población con derecho a voto por un periodo de cinco años. Un tercio de los miembros del Consejo de la Nación se nombran por el presidente y los otros dos tercios se eligen por el poder legislativo a nivel local y de los distritos.

### Derechos humanos

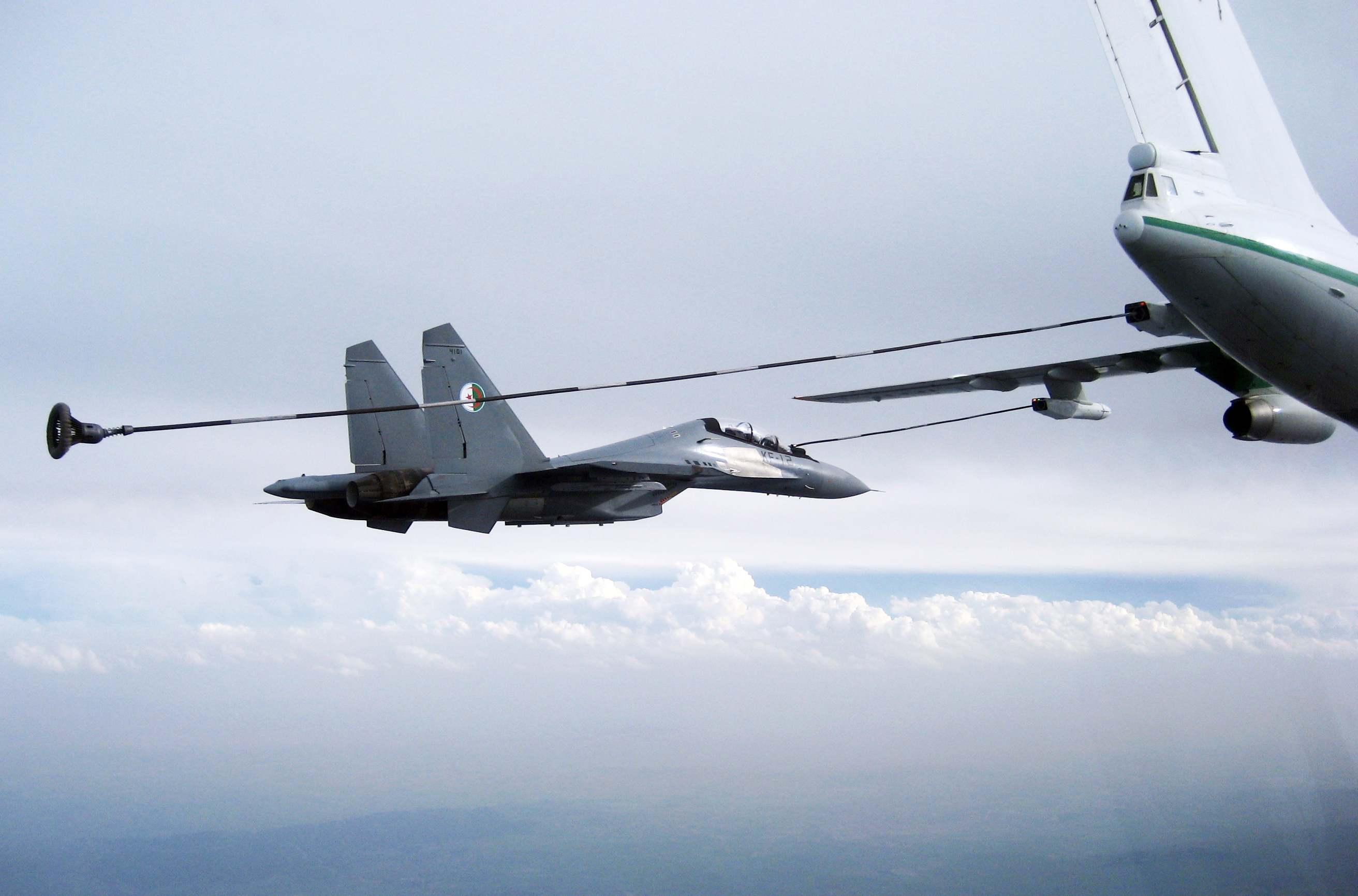
Sukhoi Su-30MKA de la Fuerza Aérea de Argelia

En materia de derechos humanos, respecto a la pertenencia a los siete organismos de la Carta Internacional de Derechos Humanos, que incluyen al Comité de Derechos Humanos (HRC), Argelia ha firmado o ratificado:
| Argelia | Tratados internacionales | Tratados internacionales | Tratados internacionales | Tratados internacionales | Tratados internacionales  | Tratados internacionales | Tratados internacionales | Tratados internacionales | Tratados internacionales  | Tratados internacionales | Tratados internacionales | Tratados internacionales | Tratados internacionales  | Tratados internacionales  | Tratados internacionales | Tratados internacionales  | Tratados internacionales    | Tratados internacionales    |
| --- | ------------------------ | ------------------------ | ------------------------ | --- | ------------------------- | ------------------------ | ------------------------ | --- | ------------------------- | ------------------------ | ------------------------ | ------------------------ | ------------------------- | ------------------------- | ------------------------ | ------------------------- | --------------------------- | --------------------------- |
| Argelia | CESCR                    | CESCR                    | CCPR                     | CCPR | CCPR                      | CERD                     | CED                      | CEDAW | CEDAW                     | CAT                      | CAT                      | CRC                      | CRC                       | CRC                       | CRC                      | MWC                       | CRPD                        | CRPD                        |
| Argelia | CESCR                    | CESCR-OP                 | CCPR                     | CCPR-OP1 | CCPR-OP2-DP               | CERD                     | CED                      | CEDAW | CEDAW-OP                  | CAT                      | CAT-OP                   | CRC                      | CRC-OP-AC                 | CRC-OP-SC                 | CRC-OP-CP                | MWC                       | CRPD                        | CRPD-OP                     |
| Pertenencia | Firmado y ratificado.    | Sin información.         | Firmado y ratificado.    | Argelia ha reconocido la competencia de recibir y procesar comunicaciones individuales por parte de los órganos competentes. | Ni firmado ni ratificado. | Firmado y ratificado.    | Sin información.         | Argelia ha reconocido la competencia de recibir y procesar comunicaciones individuales por parte de los órganos competentes. | Ni firmado ni ratificado. | Firmado y ratificado.    | Sin información.         | Firmado y ratificado.    | Ni firmado ni ratificado. | Ni firmado ni ratificado. | Sin información.         | Ni firmado ni ratificado. | Firmado pero no ratificado. | Firmado pero no ratificado. |
| Firmado y ratificado, firmado, pero no ratificado, ni firmado ni ratificado, sin información, ha accedido a firmar y ratificar el órgano en cuestión, pero también reconoce la competencia de recibir y procesar comunicaciones individuales por parte de los órganos competentes. |                          |                          |                          | |                           |                          |                          | |                           |                          |                          |                          |                           |                           |                          |                           |                             |                             |

### Defensa
El Ejército Nacional Popular de Argelia (ENPA) (en árabe: الجيش الوطني الشعبي) (en francés: Armée Nationale Populaire) es el nombre que reciben las Fuerzas armadas de Argelia (FAA). El ENPA fue el brazo armado del Frente de Liberación Nacional durante la guerra de Independencia de Argelia. El presidente de Argelia es, según la constitución argelina, el comandante supremo de las Fuerzas Armadas Argelinas.
Heredero del Ejército de Liberación Nacional (ALN), el ejército argelino está formado por los mandos de las fuerzas terrestres, navales, aéreas y de defensa antiaérea. La cúspide de la jerarquía militar culmina en el Jefe del Estado. El ejército argelino, incluyendo personal en activo, de reserva y paramilitar, cuenta con un total de 465.000 hombres. La ANP está asistida por la Gendarmería Nacional, compuesta por 180.000 hombres, y por un cuerpo de élite de 5.000 miembros de la Guardia Republicana, que depende del Ministerio de Defensa.
El gasto militar de Argelia en 2020 se estima en 9.700 millones de dólares, un 3,4% menos que en 2019 (10.300 millones). Con este gasto, Argelia ocupa el puesto 24 en el mundo y es el primer país africano. Sin embargo, desde la caída de la Unión Soviética al final de la Guerra Fría, Argelia ha diversificado sus suministros de armas, dirigiéndose en particular a países como Alemania, Italia, Estados Unidos de América, China y Sudáfrica.

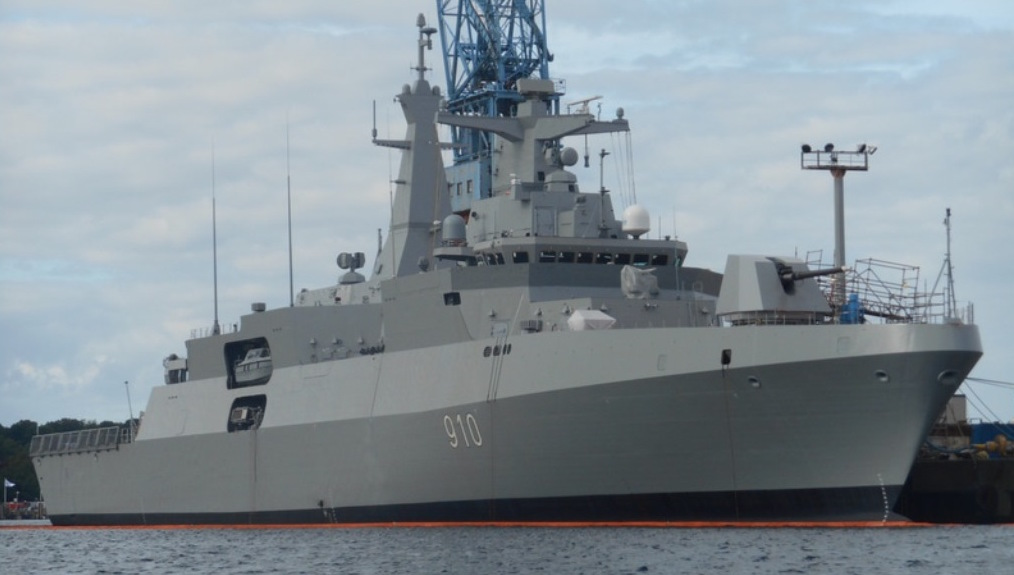
Una de las Fragatas de la Armada de Argelia

No obstante, el material ruso sigue siendo la principal fuente de armas para Argelia. Sin embargo, el material ruso sigue ocupando una parte preponderante del parque militar argelino, posición que se vio reforzada por la firma de un contrato de suministro militar muy importante en 2006.
El ejército argelino es también un importante proveedor de armas de Estados Unidos. Además, el ejército argelino construye determinados tipos de armamento, desde patrulleras y corbetas para la Marina hasta vehículos blindados de transporte de tropas para el ejército. Desde el año 2000, también se ha embarcado en un proceso de profesionalización, cuyo objetivo es adaptar la organización de esta institución a las normas internacionales (especialmente las de la OTAN), siendo el corolario de esta transformación la integración de Argelia en el sistema de la OTAN en el Mediterráneo.

### Política exterior
Analistas como Akram Belkaïd consideran que la política exterior es un verdadero punto de adhesión entre el gobierno y el pueblo de Argelia. El periodista identifica dos principios esenciales de la política exterior argelina: la negativa a interferir en los asuntos internos de otros Estados y la utilización del ejército únicamente para la protección de las fronteras y la seguridad interior, sin plantearse nunca una intervención militar en el extranjero.

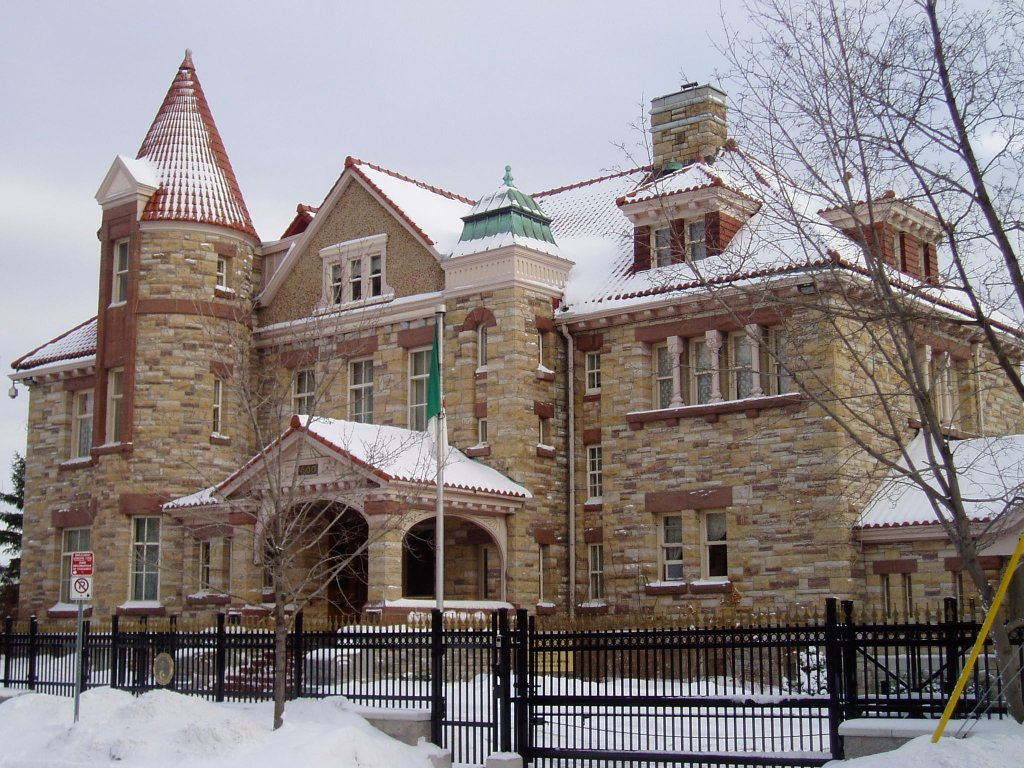
Embajada de Argelia en Canadá

En el plano exterior, la posición actual de Argelia sobre diversas cuestiones internacionales se basa en la doctrina que extrajo de la lucha de liberación que permitió a su pueblo recuperar su plena soberanía. Es también en nombre de esta moral que este país apoyó un gran número de movimientos revolucionarios en todo el mundo en los años sesenta y setenta, lo que le valió el título de "faro del tercer mundo" e incluso de "faro del tercer mundo árabe ". Por extensión, y gracias a su riqueza en recursos, Argelia ha podido desarrollar una posición fuerte en la escena internacional especialmente en el flanco sur del Mediterráneo, Argelia goza de cierta influencia en las agrupaciones regionales a las que pertenece (Unión Africana, Liga Árabe, diálogo euromediterráneo). Asimismo, Argelia ha podido demostrar su poder de influencia, en ocasiones superior a su "propio potencial" (económico, militar, demográfico). En 2000, la diplomacia argelina desempeñó un papel importante en la firma del acuerdo de paz entre Eritrea y Etiopía.
Argelia se adhirió a la Unión por el Mediterráneo en 2008. En 2009, Francia aceptó indemnizar a las víctimas. estimadas entre 20.000 y 30.000 de las pruebas nucleares francesas realizadas en Argelia durante la década de 1960.
Argelia está incluida en la Política Europea de Vecindad (PEV) de la Unión Europea, cuyo objetivo es acercar a la UE y sus vecinos. Incentivar y recompensar a los mejores, así como ofrecer fondos de forma más rápida y flexible, son los dos principios fundamentales del Instrumento Europeo de Vecindad (IEV) que entró en vigor en 2014. Cuenta con un presupuesto de 15 400 millones de euros y proporciona la mayor parte de la financiación a través de una serie de programas.
Las tensiones entre Argelia y Marruecos en relación con el Sáhara Occidental han sido un obstáculo para estrechar la Unión del Magreb Árabe, establecida nominalmente en 1989, pero que ha tenido poco peso práctico. El 24 de agosto de 2021, Argelia anunció la ruptura de relaciones diplomáticas con Marruecos.

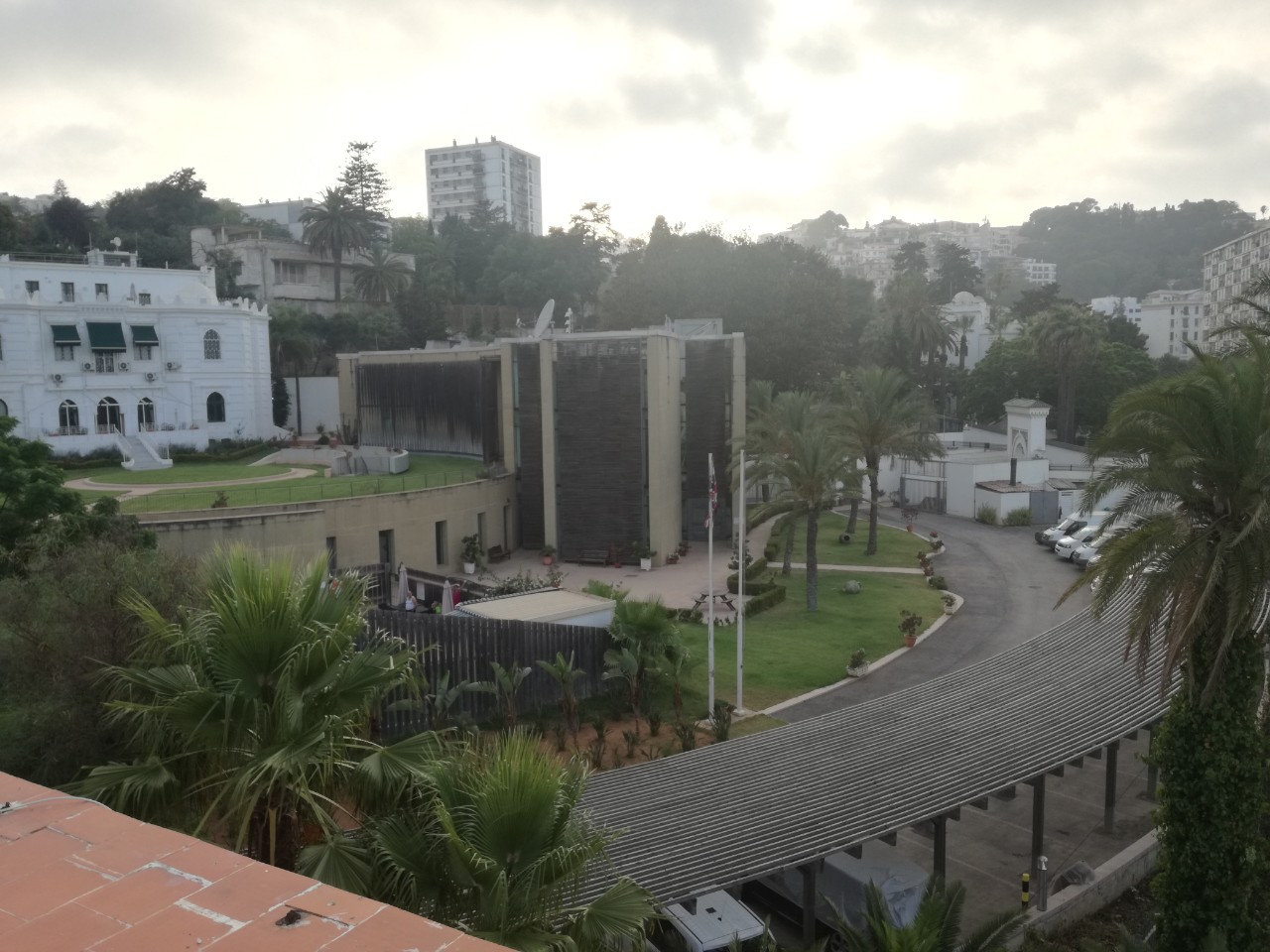
La Embajada del Reino Unido en Argelia

Las relaciones entre Argelia y Libia han sido, en general, amistosas. El apoyo libio al Polisario en el Sáhara Occidental facilitó las primeras relaciones argelinas con Libia tras la independencia. Sin embargo, las inclinaciones libias por una unión política a gran escala han obstaculizado la colaboración política formal, ya que Argelia se ha apartado sistemáticamente de dicha cooperación con su impredecible vecino. (El 30 de junio de 1987, el CCN (Argelia) votó a favor de la unión entre Libia y Argelia, pero el Comité Central del FLN se retractó de la propuesta después de que los jefes de Estado no llegaran a un acuerdo). El Tratado de Ochda entre Libia y Marruecos, que representaba una respuesta al Tratado de Fraternidad y Concordia de Argelia con Túnez, agravó temporalmente las relaciones argelino-libias al establecer una división política en la región: Libia y Marruecos, por un lado; Argelia, Túnez y Mauritania, por otro. Finalmente, en 1988 se invitó a Libia a participar en la comisión intermagrebí encargada de desarrollar la Unión Norteafricana. La creación de la UMA en febrero de 1989 supuso la primera colaboración política o económica formal entre ambos vecinos. Argelia tiene una embajada en Trípoli y un consulado en Sabha. Libia tiene una embajada en Argel.
Más pequeño y en una posición más precaria respecto a Libia, Túnez se ha esforzado constantemente por alinearse con Argelia. En la década de 1970, Túnez dio marcha atrás en su postura sobre el Sáhara Occidental para no enemistarse con las autoridades argelinas. Túnez fue la primera nación en firmar el Tratado de Fraternidad y Concordia con Argelia, en 1983. [A lo largo de su historia independiente, Argelia ha participado en diversas empresas económicas con Túnez, como el oleoducto transnacional que va de Argelia a Italia, pasando por Túnez. En 1987, la salida del poder en Túnez del presidente Habib Burguiba y su sustitución por el más diplomático Zine el Abidine Ben Ali volvió a acercar a ambas naciones.

## Organización político-administrativa

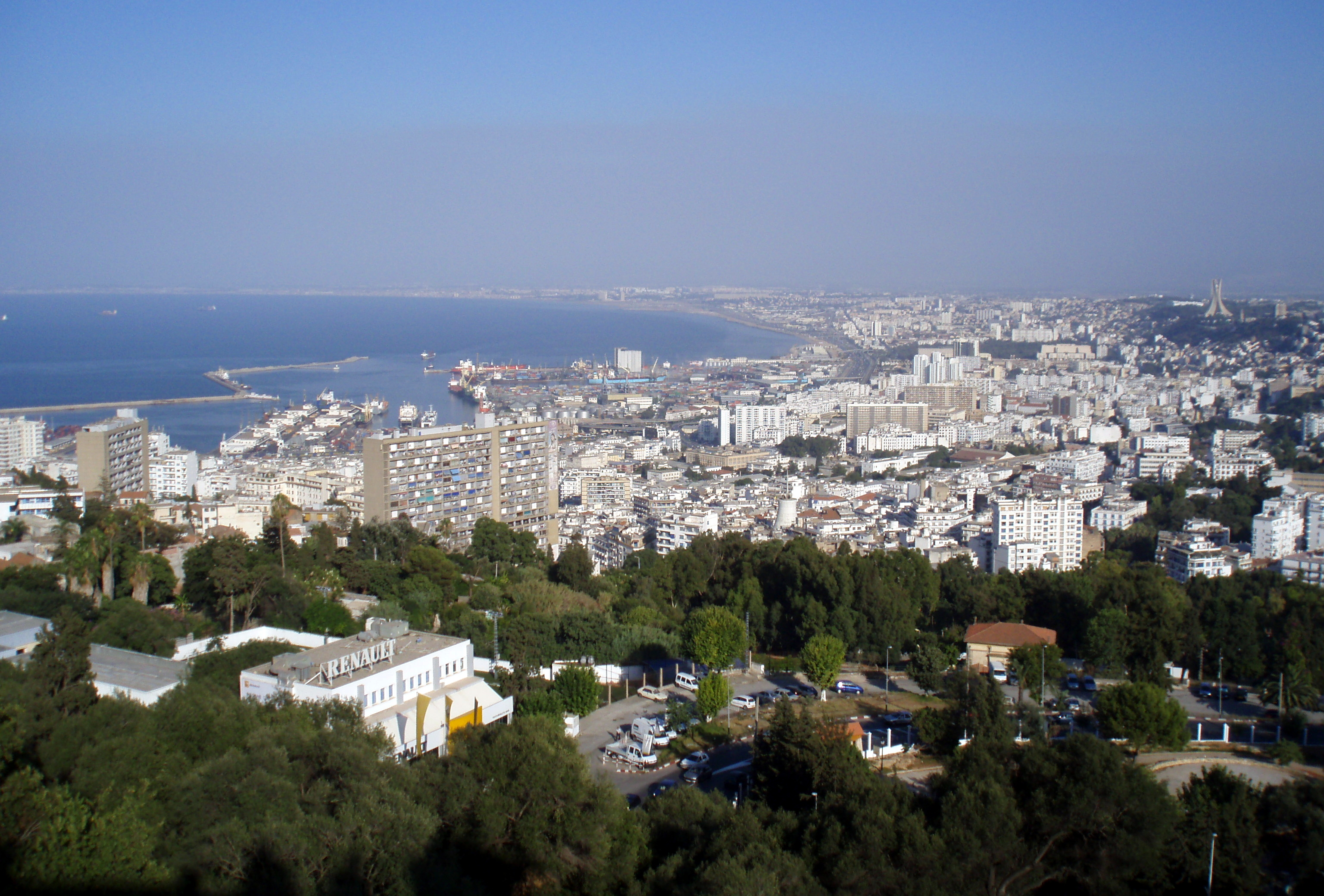
Argel, primera ciudad de Argelia.

Argelia se divide actualmente en 58 vilayatos (provincias), 553 dairas (condados) y 1541 baladiyahs (municipios). La capital y la ciudad más grande de cada vilayato, daira y baladiyah argelinos tienen siempre el mismo nombre que el vilayato, el daira o el baladiyah donde está situado. De igual forma se aplica para el daira más grande del vilayato o el baladiyah más grande del daira.
Según la constitución argelina, un vilayato es una “colectividad territorial” que goza de cierta libertad económica. La APW o "L'Assemblée Populaire Wilayale" (Parlamento Popular de “Wilayale”), es la entidad política que regula una provincia. Un "Valí" (Prefecto) dirige cada provincia. Esta persona la elige el presidente de Argelia para manejar las decisiones de la APW.
La APW tiene también un “presidente”, que es elegido por los miembros de la asamblea.
Las divisiones administrativas han cambiado varias veces desde la independencia. Al introducir nuevas provincias, se mantiene el número de las provincias antiguas, de ahí el orden no alfabético. Con sus números oficiales, actualmente son:
| #  | Valiato        | Superficie (km²) | Población | Mapa | #                   | Valiato | Superficie (km²) | Población |
| -- | -------------- | ---------------- | --------- | ---- | ------------------- | ------- | ---------------- | --------- |
| 1  | Adrar          | 402,197          | 439,700   |      | 30                  | Uargla  | 211,980          | 552,539   |
| 2  | Chlef          | 4,975            | 1,013,718 | 31   | Orán                | 2,114   | 1,584,607        |           |
| 3  | Laghouat       | 25,057           | 477,328   | 32   | El Bayadh           | 78,870  | 262,187          |           |
| 4  | Oum El Bouaghi | 6,768            | 644,364   | 33   | Illizi              | 285,000 | 54,490           |           |
| 5  | Batna          | 12,192           | 1,128,030 | 34   | Bordj Bou Arréridj  | 4,115   | 634,396          |           |
| 6  | Bugía          | 3,268            | 915,835   | 35   | Bumerdés            | 1,591   | 795,019          |           |
| 7  | Biskra         | 20,986           | 730,262   | 36   | El Tarf             | 3,339   | 411,783          |           |
| 8  | Béchar         | 161,400          | 274,866   | 37   | Tinduf              | 58,193  | 159,000          |           |
| 9  | Blida          | 1,696            | 1,009,892 | 38   | Tissemsilt          | 3,152   | 296,366          |           |
| 10 | Bouira         | 4,439            | 694,750   | 39   | El Oued             | 54,573  | 673,934          |           |
| 11 | Tamanrasset    | 556,200          | 198,691   | 40   | Jenchela            | 9,811   | 384,268          |           |
| 12 | Tébessa        | 14,227           | 657,227   | 41   | Souk Ahras          | 4,541   | 440,299          |           |
| 13 | Tremecén       | 9,061            | 945,525   | 42   | Tipasa              | 2,166   | 617,661          |           |
| 14 | Tiaret         | 20,673           | 842,060   | 43   | Mila                | 9,375   | 768,419          |           |
| 15 | Tizi Uzu       | 3,568            | 1,119,646 | 44   | Aín Defla           | 4,897   | 771,890          |           |
| 16 | Argel          | 273              | 2,947,461 | 45   | Naama               | 29,950  | 209,470          |           |
| 17 | Djelfa         | 66,415           | 1,223,223 | 46   | Aín Temushent       | 2,376   | 384,565          |           |
| 18 | Jijel          | 2,577            | 634,412   | 47   | Gardaya             | 86,105  | 375,988          |           |
| 19 | Sétif          | 6,504            | 1,496,150 | 48   | Relizan             | 4,870   | 733,060          |           |
| 20 | Saida          | 6,764            | 328,685   | 49   | El M'Ghair          | 8,835   | 162,267          |           |
| 21 | Skikda         | 4,026            | 904,195   | 50   | El Menia            | 62,215  | 57,276           |           |
| 22 | Sidi Bel Abbes | 9,150            | 603,369   | 51   | Ouled Djellal       | 11,410  | 174,219          |           |
| 23 | Annaba         | 1,439            | 640,050   | 52   | Bordj Badji Mokhtar | 120,026 | 16,437           |           |
| 24 | Guelma         | 4,101            | 482,261   | 53   | Béni Abbès          | 101,350 | 50,163           |           |
| 25 | Constantina    | 2,187            | 943,112   | 54   | Timimoun            | 65,203  | 122,019          |           |
| 26 | Médéa          | 8,866            | 830,943   | 55   | Touggourt           | 17,428  | 247,221          |           |
| 27 | Mostaganem     | 2,269            | 746,947   | 56   | Djanet              | 86,185  | 17,618           |           |
| 28 | M'Sila         | 18,718           | 991,846   | 57   | In Salah            | 131,220 | 50,392           |           |
| 29 | Muaskar        | 5,941            | 780,959   | 58   | In Guezzam          | 88,126  | 11,202           |           |

## Geografía
Límites:
- Total: 6 734 kilómetros[6]

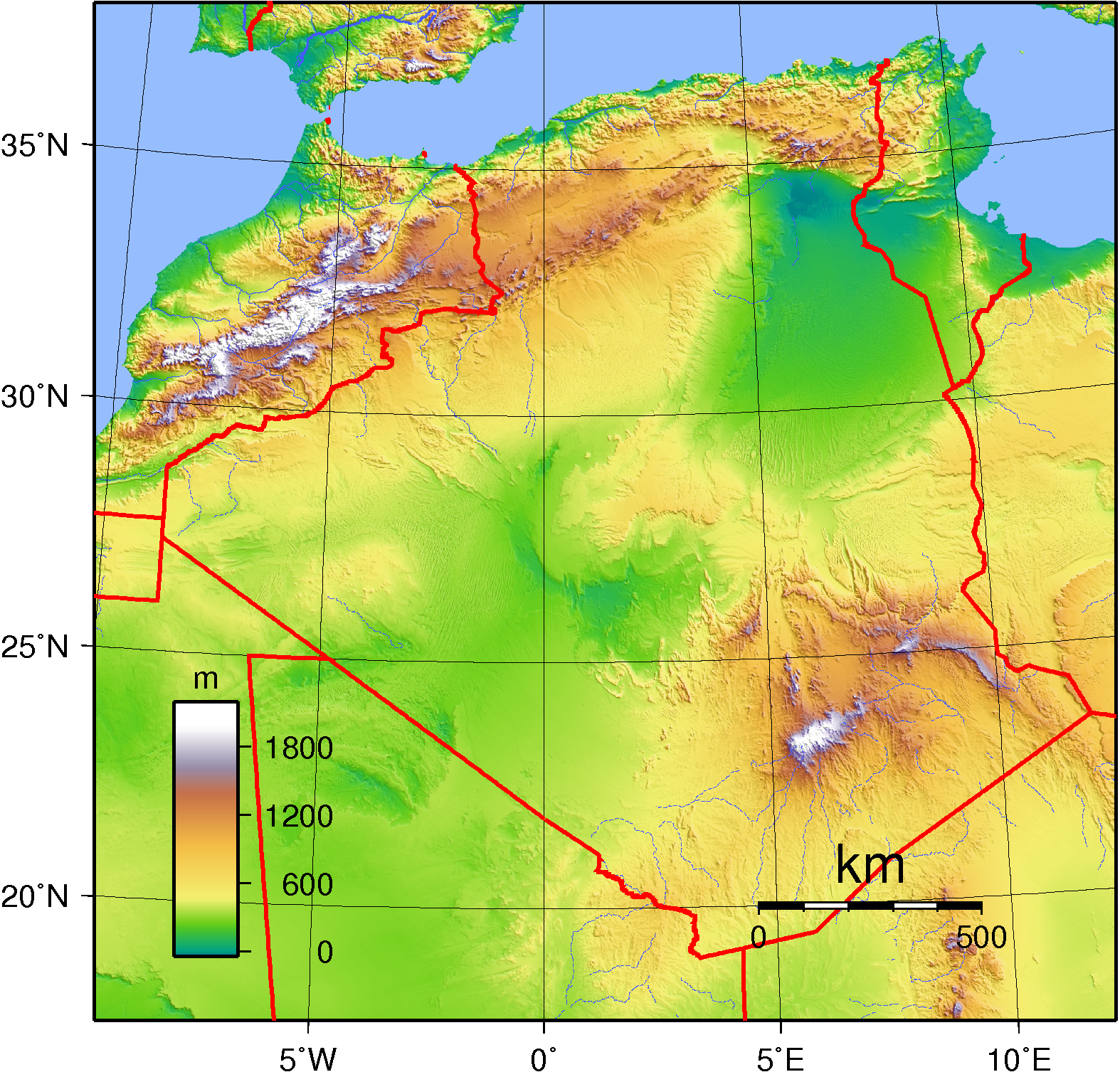
Mapa físico de Argelia

- Países de la frontera: Libia (989 kilómetros), Malí (1359 kilómetros), Mauritania (460 kilómetros), Marruecos (1900 kilómetros), Níger (951 kilómetros), Túnez (1034 kilómetros), Sáhara Occidental (41 kilómetros).[6]

La parte septentrional de Argelia es una gran meseta alargada, en la que se forman numerosas depresiones, limitadas por altos rebordes montañosos al norte y sur. Las montañas del Atlas se extienden al norte del país y están formadas por dos cordilleras de plegamiento: la septentrional, llamada Atlas del Tell, y la meridional, llamada Atlas Sahariano. Entre ambas queda la meseta o altiplanicie interior. Al sur del Atlas Sahariano comienza el desierto del Sahara, que ocupa la mayor parte del país y presenta un relieve muy variado, por la presencia de antiguas montañas, muy trabajadas por erosión eólica. Desde el litoral al interior cabe distinguir: las pequeñas llanuras costeras, muy reducidas por la proximidad de las montañas al Mediterráneo, entre las que destacan la Mitidja (Argel), el valle del bajo Chéliff, y las cuencas de Orán, Skikda y Annaba; el Tell; las Altas Mesetas, con sus depresiones, cubiertas en parte de lagos salados (chotts o shotts); el Atlas Sahariano; y la zona desértica.
Los ríos argelinos conservan un caudal casi regular únicamente en el norte montañoso y en verano sufren una fuerte desecación. Muchos ríos del interior no llegan a desembocar en el mar, sino que desaguan en las depresiones del terreno, donde al evaporarse forman marjales y lagunas salobre. Ningún río de Argelia es navegable, ni siquiera los de la zona septentrional, que suelen tener la sección inferior cubierta de lodo, aunque se usan para la irrigación. Tradicionalmente se considera que el principal río de Argelia es el río Cheliff (o Chelif, o Shelif), en el norte, aunque el de más longitud es el río Draa en el suroeste que actualmente forma parte de la frontera con Marruecos.

### Ecología
La mayor parte de Argelia está ocupada por el Sahara, dividido según WWF en cuatro ecorregiones de desierto: la estepa del Sahara septentrional al sur del Atlas, el desierto del Sahara en la mitad sur del país, el monte xerófilo del Sahara occidental en el macizo de Ahaggar y la meseta del Tassili n'Ajjer, en el sureste, y la estepa y sabana arbolada del Sahara meridional, en el extremo sur. En el norte del país el bioma dominante es el bosque mediterráneo, con el bosque mediterráneo norteafricano al norte y la estepa arbustiva mediterránea al sur, así como un enclave de bosque seco mediterráneo y matorral suculento de acacias y erguenes en el extremo oeste. La diversidad de Argelia se completa con el bosque montano norteafricano de coníferas en las montañas del Atlas y el salobral del Sahara en diversos humedales dispersos.

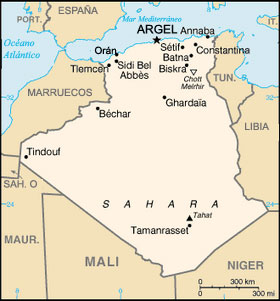
Mapa de Argelia.
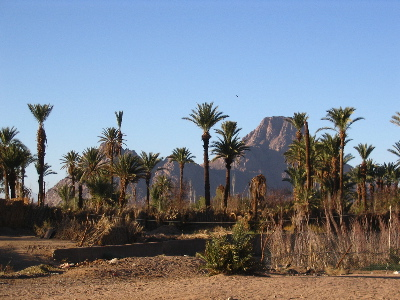
Oasis en el macizo de Ahaggar.
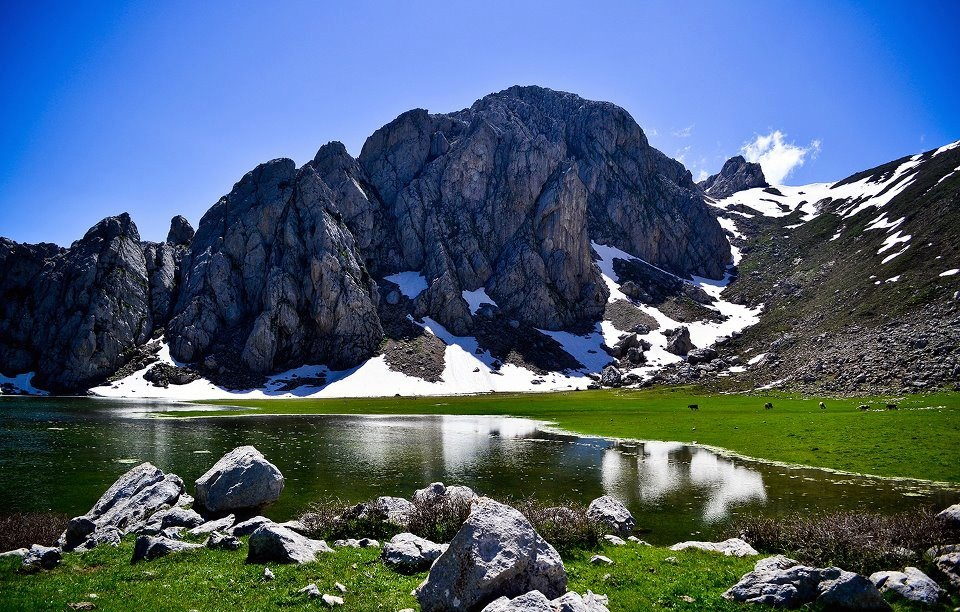
Lago Agoulmime, Tikjda.
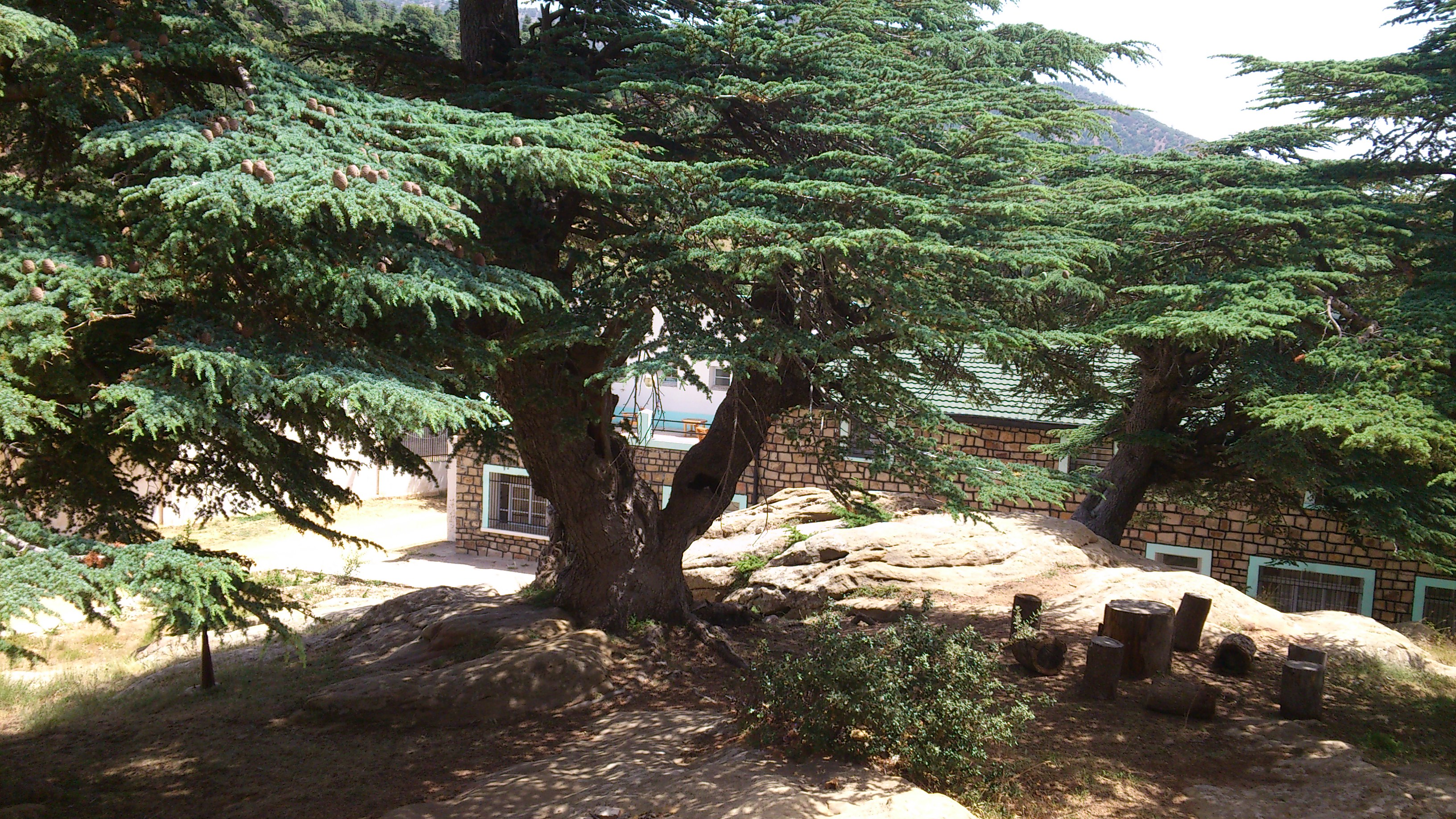
Cedro en las Montañas Aurés.

### Cambio climático

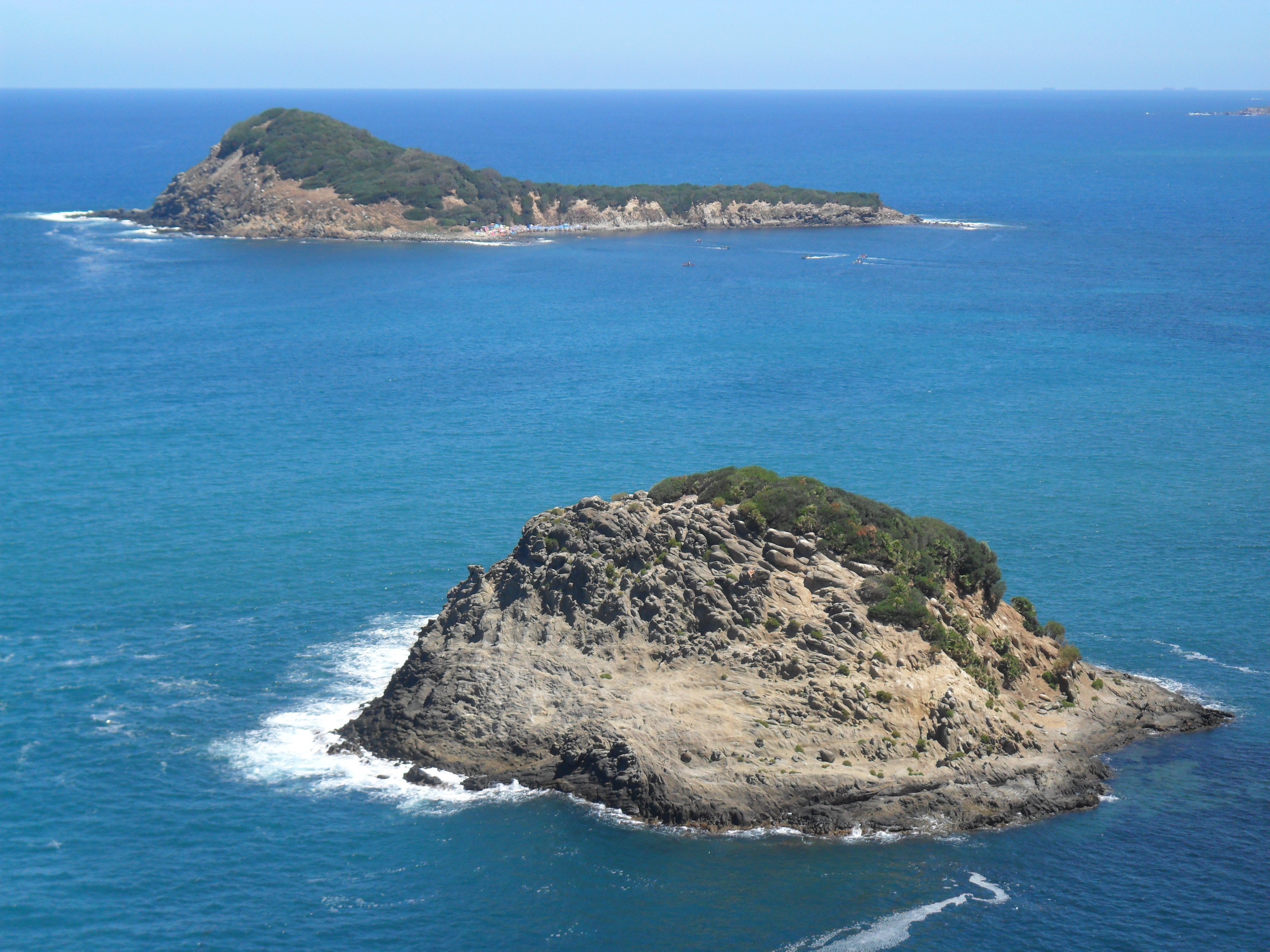
Las islas El Aouana

### Geología
La geología de Argelia se caracteriza por la gran diversidad de sus rocas y estructuras. El país forma parte del complejo del África Noroccidental y si examinamos un diagrama estructural de esta zona, encontramos dos dominios principales:
- Un dominio meridional, el Sáhara, donde aflora el basamento precámbrico del Hoggar y el Eglab y su cobertura fanerozoica de la plataforma sahariana.
- Un dominio septentrional, la zona del Atlas, que comprende un Atlas sahariano en el sur, que se prolonga al oeste (Marruecos) por el Alto Atlas marroquí y al este (Túnez) por el Atlas tunecino.

Al norte, el Atlas Telliano, una zona variada y muy compleja que también tiene equivalentes en Marruecos (el Rif y el Pre-Rif) y Túnez (Kroumirie y Nefza). Este Atlas Telliano comprende una zona interior y otra exterior formadas por terrenos alóctonos.
Entre los dos Atlas se encuentran las Altas Llanuras que terminan al este con la cadena del Hodna y continúan al oeste con la Meseta oranesa y más allá de los Atlas (Alto y Medio Atlas) con la Meseta marroquí, que se adentra en el Atlántico.
Entre los conjuntos meridional (plataforma sahariana) y septentrional (conjunto atlasiano), se conoce un enorme accidente de valor continental: el Accidente Atlasico Meridional (AAS) (también conocido como Flexión sahariana), que va de Agadir (Marruecos) a Gabes (Túnez) y Atraviesa Argelia por Biskra y Laghouat.

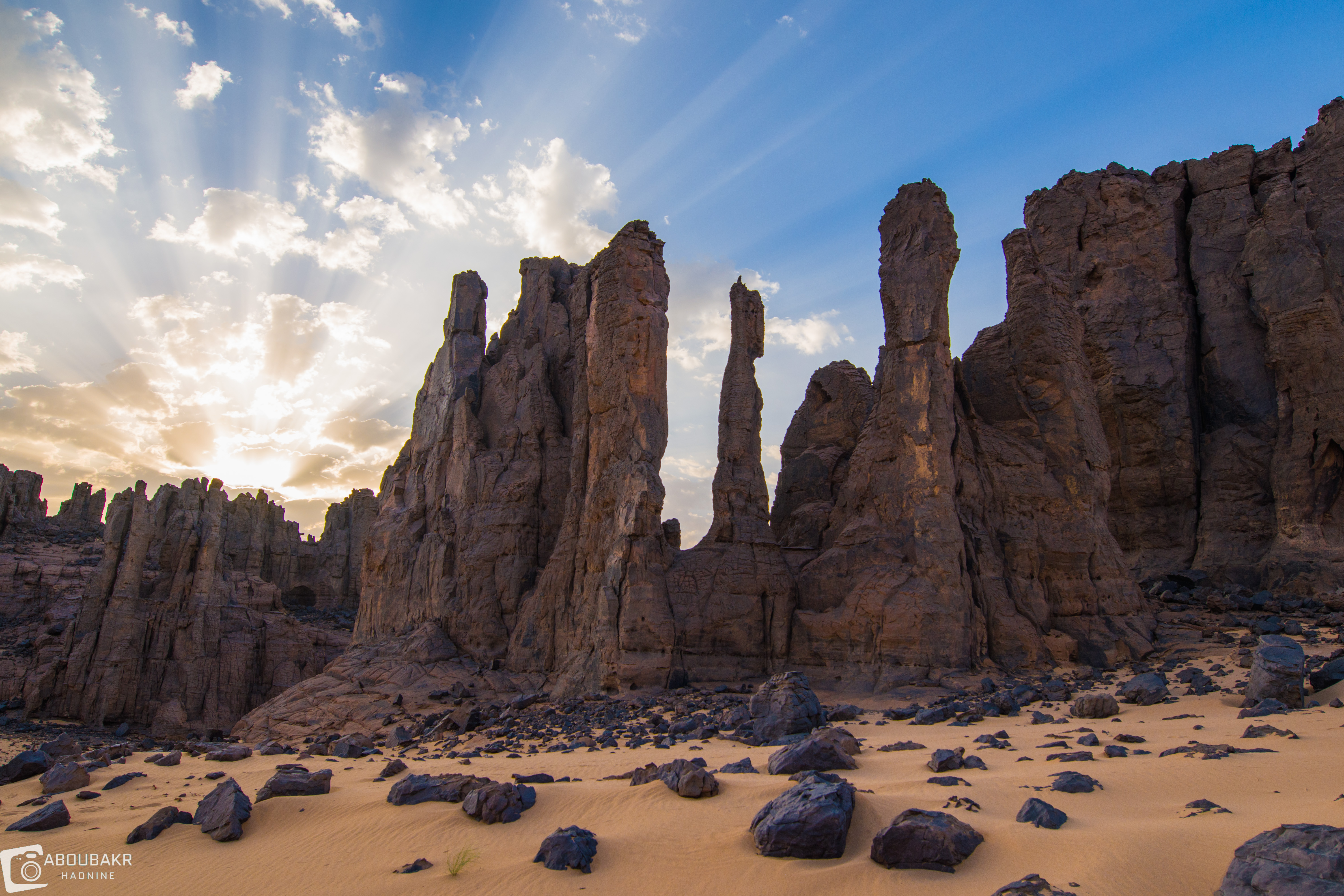
Hoggar cadena de montañas localizada en el oeste del Sáhara, al sur de Argelia

### Morfología
El país comprende cuatro zonas principales de norte a sur:
- el Atlas Telliano (o Tell), formado por relieves escarpados y llanuras costeras, las más ricas de las cuales en Argelia son la Mitidja en el centro, el Chelif en el oeste y la Seybouse en el este.
- las Altas Mesetas, son una zona esteparia situada entre el Atlas Telliano al norte y el Atlas Sahariano al sur.
- el Atlas sahariano, que forma una larga serie de relieves orientados NE-SW que se extienden desde la frontera marroquí hasta la de Túnez.
- El Sáhara argelino, que contiene la mayor parte de los recursos de hidrocarburos del país, es un desierto formado por grandes extensiones de dunas (Erg Oriental y Erg Occidental), llanuras pedregosas (regs) y salpicado de oasis, todos ellos centros urbanos como El Oued, Ghardaïa y Djanet. El macizo de Eglab, al oeste, y el de Hoggar, al este, forman el límite meridional del Sáhara argelino

### Actividad Sísmica
En las zonas costeras de Argelia y el mar Mediterráneo se registra una importante actividad sísmica. La compresión tectónica entre las placas africana y euroasiática genera numerosas fallas activas que provocan terremotos más o menos importantes a lo largo de toda la costa norte de Argelia. "Esta costa está atravesada por un límite de placas litosféricas continentales convergentes: la placa euroasiática en el norte se superpone a la placa africana en el sur. Es en esta falla superpuesta donde se desencadenan los terremotos de la región.

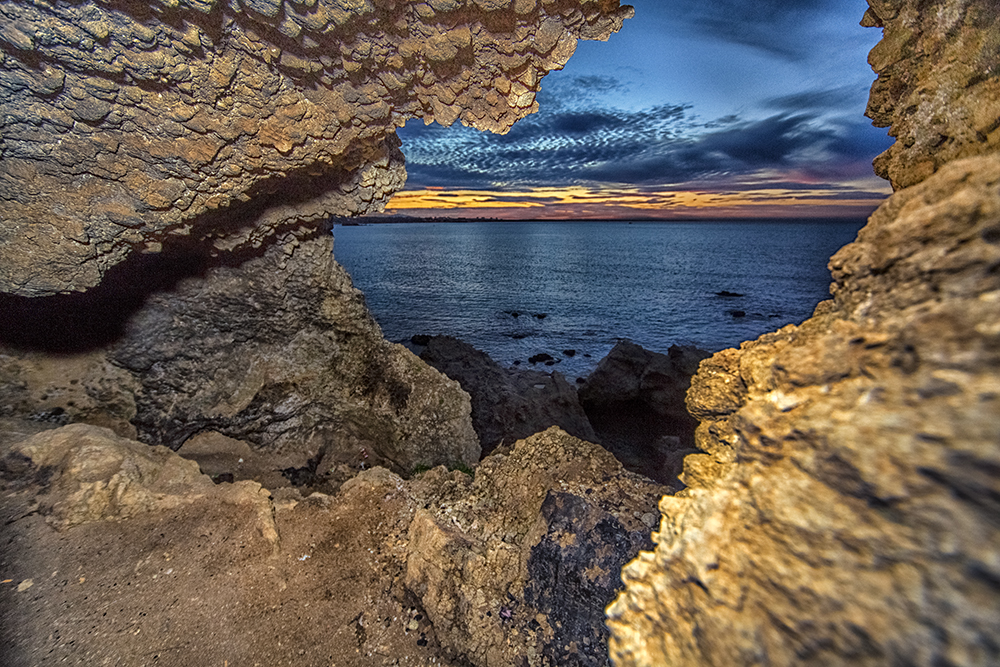
Cueva en la Costa de Argelia

Argelia está dividida en dos placas tectónicas separadas por la Falla Sur-Atlásica. Al norte se encuentra la tectónica alpina y al sur la plataforma sahariana, que es bastante estable. Históricamente, se sabe que es una zona sísmica muy activa. Las investigaciones llevadas a cabo tras el terremoto de El Asnam (actual Chlef) en 1980 revelaron la existencia de huellas de antiguos terremotos que habrían afectado a esta región. Según el CRAAG (Centro de Investigación en Astronomía, Astrofísica y Geofísica de Argelia), la primera actividad sísmica conocida en el norte de Argelia se remonta al 2 de enero de 1356, cuando se produjo el terremoto de Argel. Desde entonces, se han producido numerosos sísmos.
Entre los violentos seísmos que se pueden citar están los de Al Asnam (actualmente Chlef) en septiembre de 1954 y en octubre de 1980, Constantina en octubre de 1985, Tipaza en octubre de 1989, Mascara en agosto de 1994, Argel en septiembre de 1996, Aïn Témouchent en diciembre de 1999, Beni Ourtilane en noviembre de 2000 y Boumerdès-Argel en mayo de 2003. El último sismo mortal en Argelia fue el de M'Sila en mayo de 2010.
Los terremotos más mortíferos que han sacudido Argelia en los últimos años son el seísmo de El Asnam, en octubre de 198053, que mató a 3.000 personas, destruyó el 80% de la ciudad de Chlef y causó daños estimados en 10.000 millones de dinares argelinos; después, el sismo de Boumerdès-Argel, en mayo de 2003, que mató a más de 2.000 personas y dejó varios miles de heridos y sin hogar; este movimiento mató a 1.400 personas en la wilaya de Boumerdès y causó daños estimados en 5.000 millones de dólares estadounidenses.

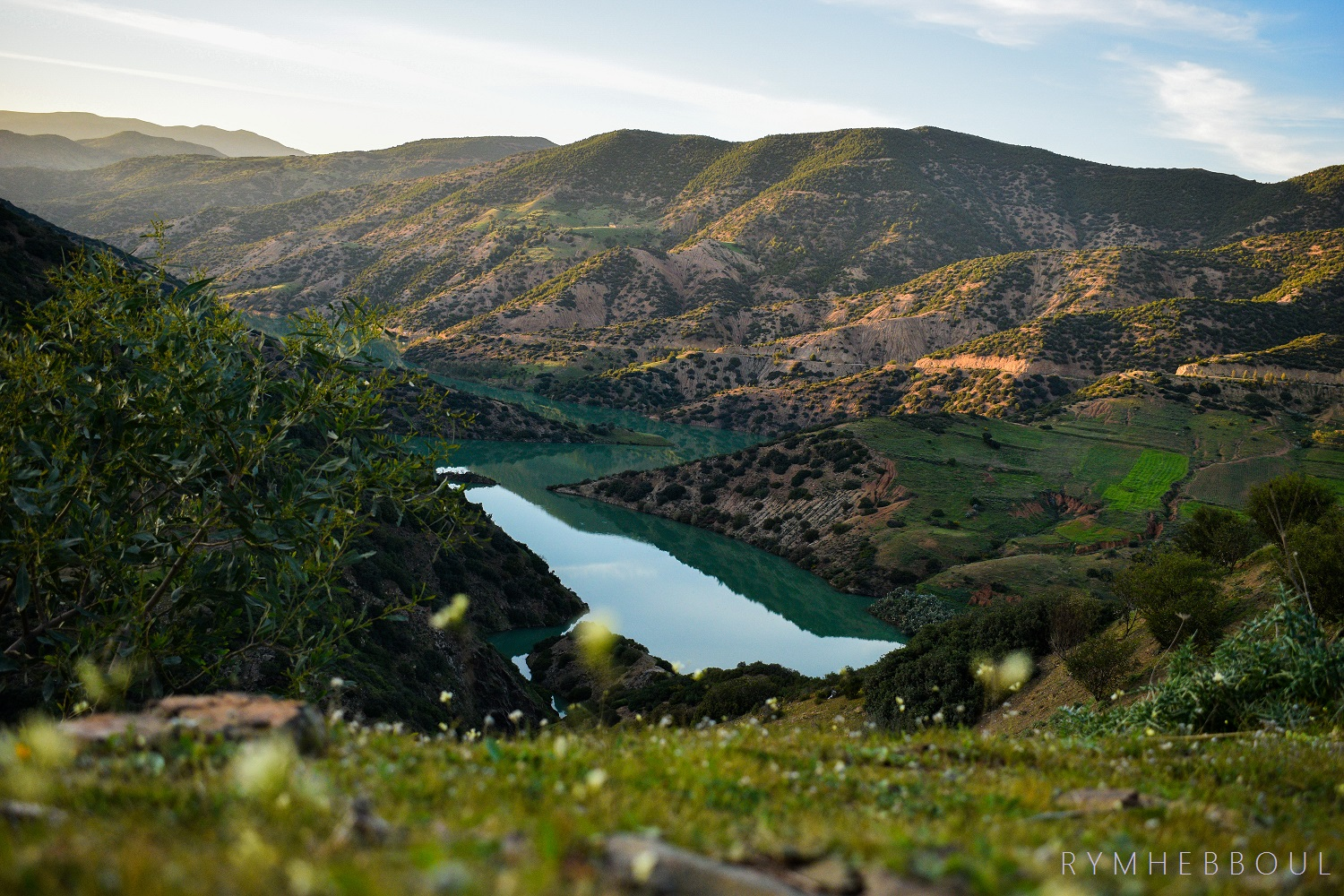
Uno de los Ríos de Argelia

### Hidrografía
Hay ríos costeros en el centro y el este del territorio argelino. Sus nombres son Soummam, Medjerda, Rhummel, Sebaou, Hamiz, Macta, Oued Mazafran. Sin embargo, el Chelif sigue siendo el río más largo de Argelia, con una longitud estimada de 725 kilómetros. Este río, situado en el noroeste de Argelia, nace en el Atlas Telliano y desemboca en el mar Mediterráneo. Su caudal, en periodos de aguas altas, alcanza los 1.500 m3/s.
Al sur de la región de Tell, los ríos no son permanentes. Hay muchos lagos en las regiones desérticas, pero la mayoría son temporales y salados, como Chott ech Chergui y Chott el Hodna. Los ríos del Tell desembocan en el Mediterráneo. Pero los que bajan hacia el Atlas sahariano forman parte de una de las mayores reservas de agua del mundo. Forman una capa freática conocida como la capa freática albiana, que según algunas estimaciones podría ser la mayor reserva de agua dulce del mundo. Está enterrada bajo la arena del desierto argelino en una superficie total estimada en 900.000 km². La región de Adrar también cuenta con grandes reservas de agua constituidas por la capa freática continental intercalar.
Entre los oasis que forman parte de la red hídrica del país están Djanet, Ghardaïa, Ouargla, Oued Righ, Tabelbala, Tamanrasset, Timimoun, Touggourt, Tolga, Filiach y Zaatcha. El oasis de Tolga y el Ziban se alimentan de las redes subterráneas del Aurès. Por último, Igharghar también contiene una gran cantidad de agua subterránea, abastece una gran parte de los palmerales del Sur y del oued R'hir. Se realizarán importantes perforaciones de la capa freática para llevar más agua a las regiones áridas del sur de Argelia.

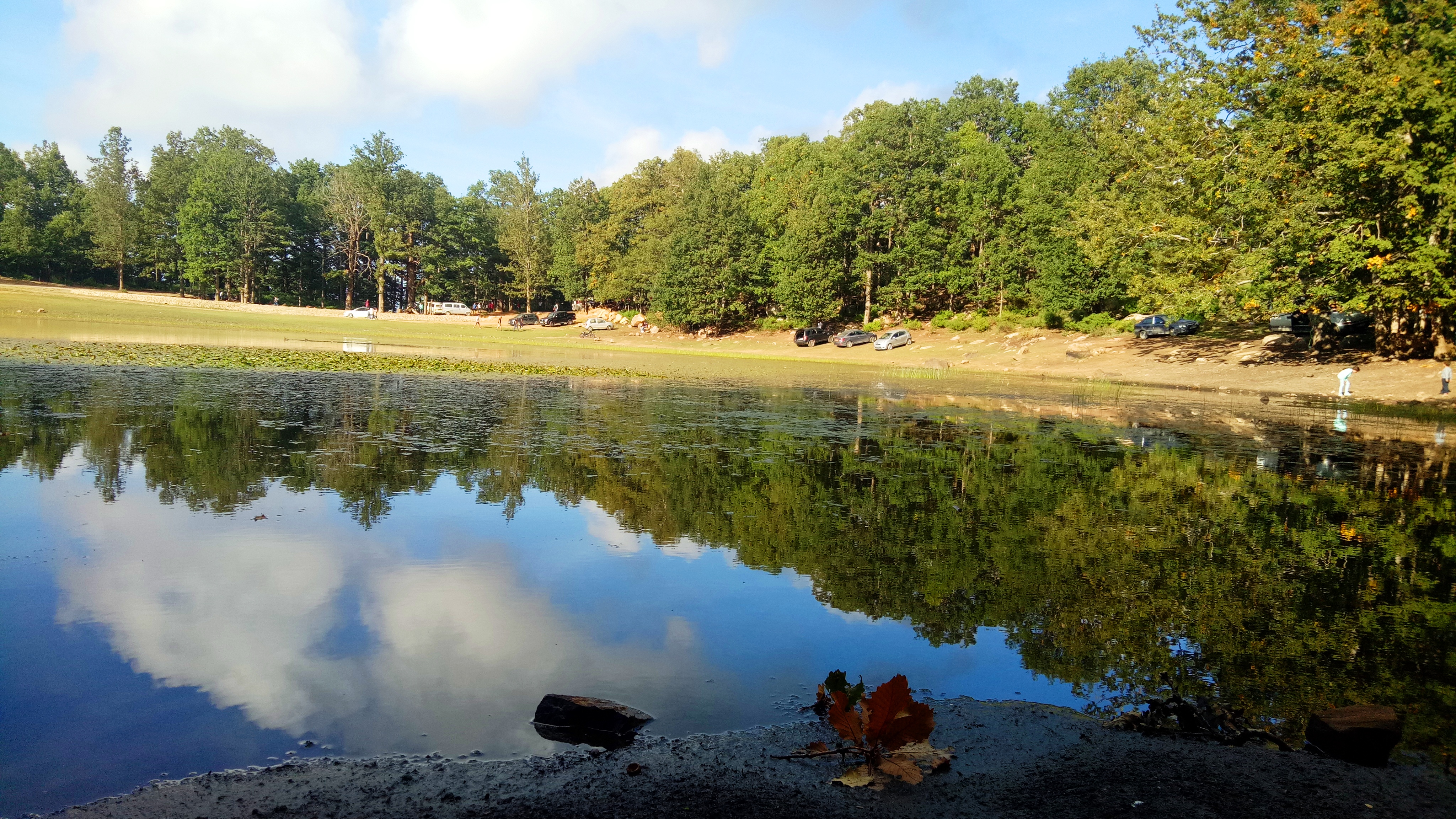
El Lago Negro (Noir) en el Bosque de Akfadou, Parque nacional de Bejaia al norte de Argelia

En el Aurès, como en todo el Este, los ríos de agua importantes son Oued Abiod, Oued Abdi, Oued el ahmer, Oued Taga, pantanos de Medghassen, pantanos de Draâ Boultif, Chott Djendli, Chott Tincilt, Oued El Madher, Rhummel en Constantine Los oasis del Aurès son El Kantara y Ghoufi. La región también cuenta con fuentes termales como la fuente caliente Hammam Essalihine en Khenchela, Hammam el Knif, el manantial de Batna (Kasrou), el manantial de Biskra, el manantial de Guelma (hamam Maskhoutine), Oued Charef en la wilaya de Souk Ahras.
En el Noreste, Seybouse es un río formado cerca de Guelma por los uadis de Cheref y Oued Zenati, su cuenca es también la más escuchada de Argelia, y sus tierras se consideran fértiles, se une al Mediterráneo cerca de Annaba.
En Cabilia y en el centro, los ríos Chabet el Akhra, Gorges de Palestro, Chiffa y Soummam son alimentados por el Chelif.
Además, Argelia cuenta con numerosos grandes lagos salados. La mayoría son Chotts y Sebkhas (de menor superficie).

## Economía
Argelia está clasificada como un país de ingresos medianos altos por el Banco Mundial. La economía sigue siendo dominada por el estado, un legado del modelo de desarrollo socialista posterior a la independencia del país. En los últimos años, el gobierno argelino ha detenido las privatizaciones de las industrias estatales y ha impuesto restricciones a las importaciones y la participación extranjera en su economía. Estas restricciones recién comenzaron a levantarse, aunque sigue habiendo dudas sobre la lenta diversificación de la economía de Argelia.

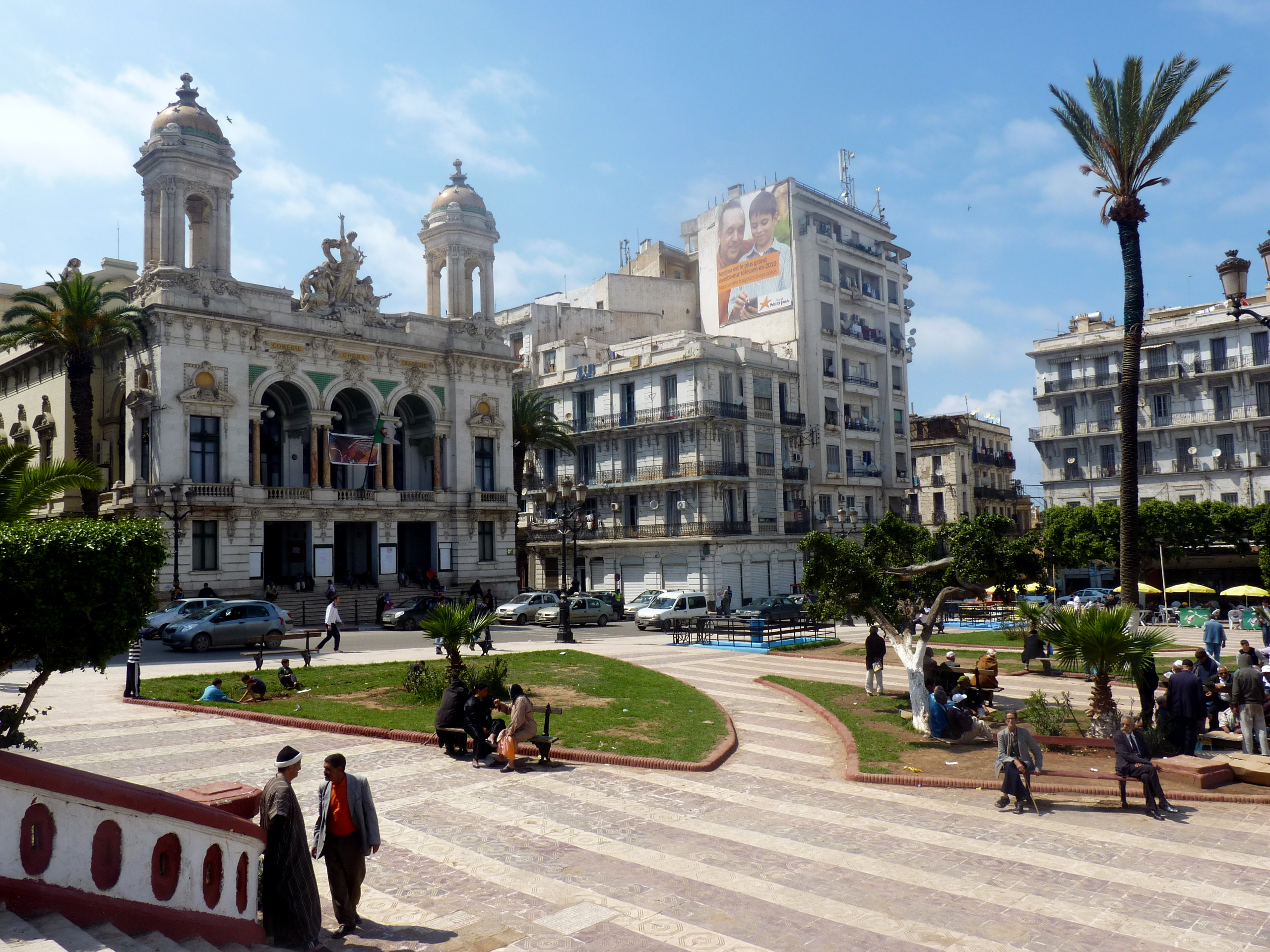
La ciudad portuaria de Orán

Sus principales recursos son petróleo, gas, hierro, zinc, plata, cobre y fosfatos. Un 14% de la población activa se dedica a la agricultura y la pesca. La tasa de desempleo ha sido históricamente muy alta, que alcanzó el 17,1% en 2005; pero ha tendido a disminuir en los últimos años, alcanzando el 10% en 2011 pero se ha mantenido alto entre los jóvenes, con una tasa del 21,5% para los jóvenes de entre 15 y 24 años. Sin embargo, en el 2024 aumentó la tasa de desempleo ya que se estimó en un 12,7% en general, con un 25,4% para las mujeres y un 29,3% entre los jóvenes (de 15 a 24 años) en 2024.
Los combustibles fósiles son la principal fuente de ingresos de Argelia, representando aproximadamente un 60% de las rentas del estado, un 30% del PIB, y un 98% de los ingresos de la exportación en 2006. El sector de los hidrocarburos representó el 14 % del PIB, el 83 % de las exportaciones y el 47 % de los ingresos presupuestarios entre 2019 y 2023. Argelia posee la décima reserva probada de gas natural más grande del mundo, es el cuarto mayor exportador de gas a nivel mundial y cuenta con la tercera mayor reserva de gas de esquisto sin explotar. También ocupa el decimosexto lugar en reservas probadas de petróleo y exporta aproximadamente el sesenta por ciento de su producción total. Todas las reservas probadas de petróleo del país se encuentran en tierra firme, almacenando unos 11800 millones de barriles de crudo, pero se considera que la cantidad actual de las reservas es incluso superior. La Administración de Información de la Energía de los Estados Unidos informó en enero de 2007 que Argelia tenía unas reservas probadas de 161,7 billones de pies cúbicos de gas natural, el octavo país del mundo con mayores reservas de este combustible.
Los indicadores económicos y financieros mejoraron a mediados de los años 1990, debido en parte a las reformas políticas apoyadas por el Fondo Monetario Internacional, y una re-negociación de la deuda externa con el Club de París. La economía de Argelia se benefició en 2000 y 2001 del incremento que sufrió el precio del crudo, y de la ajustada política fiscal llevada a cabo por el gobierno, dando como resultado un gran incremento de los beneficios en el comercio, récords elevados en los intercambios comerciales, y una reducción de la deuda. Sin embargo, los continuos esfuerzos del gobierno por diversificar la economía, atraer las inversiones, y aumentar el nivel de vida de los ciudadanos tuvieron poco éxito. En 2001, el gobierno firmó un tratado de asociación con la Unión Europea que le supondría menores tarifas y que permitiría aumentar el comercio. En marzo de 2006, Rusia aceptó perdonar 4740 millones de dólares estadounidenses de deuda de la época soviética durante una visita del presidente Vladímir Putin al país, la primera que realizaba un líder ruso en medio siglo. En compensación, el presidente argelino Bouteflika accedió a comprar aviones de combate rusos, defensas antiaéreas y otras armas por valor de 7500 millones de dólares para las Fuerzas Armadas de Argelia, según la agencia estatal rusa Rosoboronexport.
Argelia decidió en 2006 pagar la deuda que tenía con el Club de París antes de lo estipulado, y que ascendía a 8000 millones de dólares. Esto redujo la deuda externa de Argelia a valores por debajo de 5000 millones de dólares a finales de 2006.
La economía argelina creció un 2,6 % en 2011, impulsada por el gasto público, en particular en el sector de la construcción y las obras públicas, y por la creciente demanda interna. Si se excluyen los hidrocarburos, el crecimiento se ha estimado en 4.8 %. En el  2023 hubo un crecimiento de economía del 4.1% desde el 2022, según el Banco Mundial.
En 2023, la tasa de desempleo registrada fue de 11.8%, disminuyendo de manera constante desde el 2020 donde llegó a tener un pico de 14%.
Según el Índice mundial de innovación, a cargo de la Organización Mundial de la Propiedad Intelectual, en 2024, Argelia se ubicó en lugar 115 en innovación entre 133 países del mundo; mientras que en 2023 ocupó el lugar 119 y el lugar 115 en 2022.

### Agricultura
Desde tiempos de los romanos, Argelia ha destacado por la fertilidad de su suelo, aunque tan solo el 9,4 % de la población trabaja en la agricultura.
A mediados del siglo XIX se cultivaron grandes cantidades de algodón coincidiendo con la guerra civil estadounidense, pero su industria sufrió un retroceso. A principios del siglo XX se hicieron esfuerzos para retomar el cultivo de esta planta. Una pequeña cantidad de algodón se cultiva en los oasis del sur. Se producen grandes cantidades de una fibra vegetal, hecha de las hojas de palmera enana. Otros cultivos importantes son los olivos y el tabaco.
Para el cultivo de cereales se emplean más de 30 000 km². La zona del Tell es la de mayor extensión de cultivo de cereales. Durante la época de ocupación francesa, su productividad se vio incrementada sustancialmente gracias a los pozos artesianos. Los principales cereales son el trigo, la cebada y la avena sativa. Se exportan una gran variedad de frutas y verduras, especialmente cítricos, así como también higos, dátiles, fibra de esparto y corcho. Argelia es el mayor mercado de África de avena sativa.

### Turismo

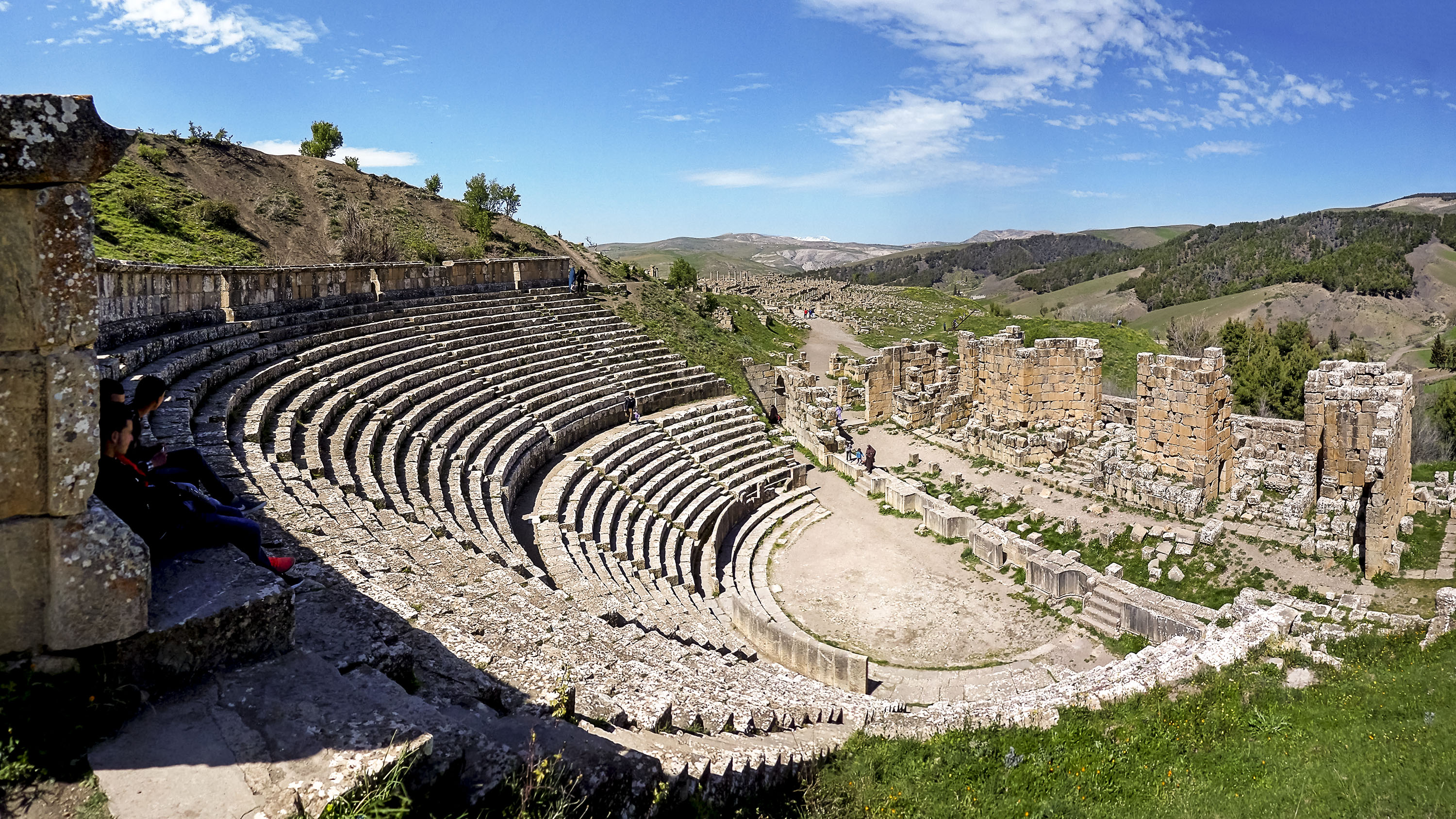
Ruinas del teatro romano de Djémila.

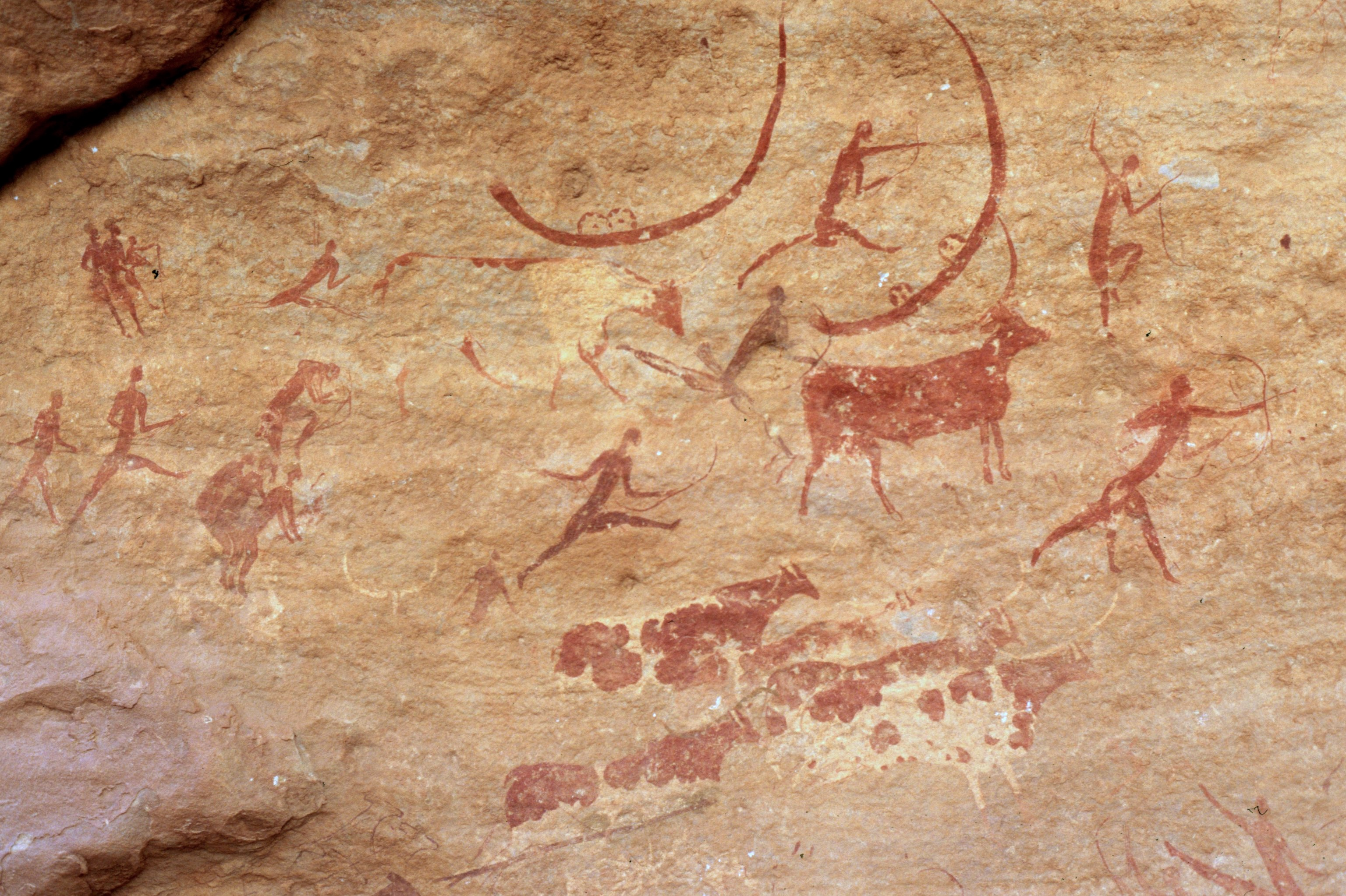
Pinturas rupestres de Tassili n'Ajjer, Patrimonio de la Humanidad desde 1982.

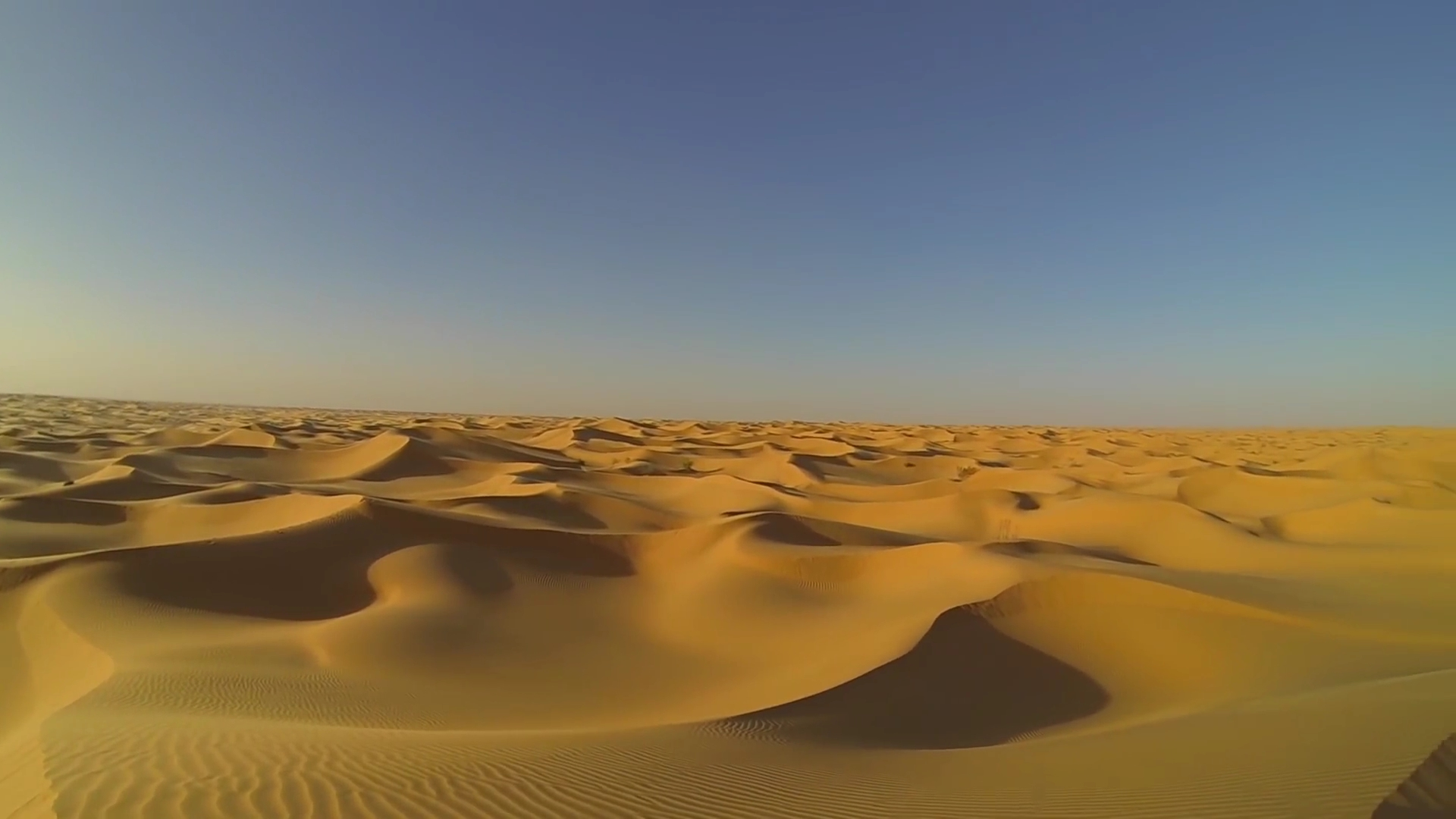
Desierto del Sahara

Argelia es un país para ser visitado en cualquier época del año. En verano se puede disfrutar de unas playas lindas y cristalinas, tanto vírgenes como dotadas de restaurantes, hoteles y complejos turísticos, como en Argel, Bejaïa, Tipasa y Orán. En invierno se puede disfrutar de las montañas colmadas de nieve del Djurjura en Cabilia. En el centro del parque nacional del Djurdjura, en el municipio de Tikjda, la estación de esquí de Chrea ofrece la posibilidad de practicar esquí alpino y esquí de fondo.
Algunos de los sitios más importantes para ser visitados son los desiertos y sus oasis, teniendo en cuenta que la mayor parte del desierto más grande del mundo, el Sáhara, se encuentra en territorio argelino.
Argelia tiene un importante patrimonio arqueológico y cultural. Desde 1982, tiene siete sitios clasificados en la lista del Patrimonio Mundial de la Unesco:
- las ruinas de Djemila
- las ruinas de Tipasa
- las ruinas de Timgad
- la Casba de Argel
- las ciudades bereberes del valle del M'zab
- las ruinas de la fortaleza bereber de Qal'âa Beni Hammad
- el macizo montañoso de Tassili n'Ajjer, uno de los mayores sitios de pinturas rupestres del mundo

Y a pesar de que es uno de los países más modernos de África, la razón de que no sea un importante destino turístico desde la década de 1990, es que desde hace 14 años grupos terroristas empezaron a hacer de Argelia un país lleno de caos, terror y miedo. Sin embargo en el año 1999 el presidente argelino intentó negociar con estos grupos,[cita requerida] logrando disminuir sus acciones terroristas. Aún se mantienen activos unos pequeños grupos los cuales se ubican hacia el sur del país. El presidente se propuso eliminarlos del país para finales del año 2007. Sin embargo el 11 de abril de 2007 reaparecieron los atentados. El gobierno argelino anunció que se uniría al gobierno marroquí para el combate de estos grupos.[cita requerida]El presidente está contando con la ayuda de la O.N.U, de los tuaregs (militares del desierto argelino)[cita requerida] y los militares argelinos. Esta inestabilidad provoca las recomendaciones de no viajar a las zonas del sur debido a las amenazas terroristas existentes. Las ciudades desérticas que no sufren esta amenaza son las que están al norte de Djanet. Algunas de las más turísticas son las siguientes: Adrar, In Amenas, Tindouf, El Oued, Ghardaia, El Golea y Biskra. También destacan las ciudades desérticas más modernas de Hassi Messaoud.
Argelia cuenta con una línea de metro en su capital. El proyecto inicial contaba con 14 trenes de última generación de fabricación española, estos trenes fueron suministrados por la empresa multinacional CAF.[cita requerida] También cuenta con tres líneas de tranvías, que se inauguraron en el año 2009, que al igual que todos los trenes planificados, son de última generación.[cita requerida]

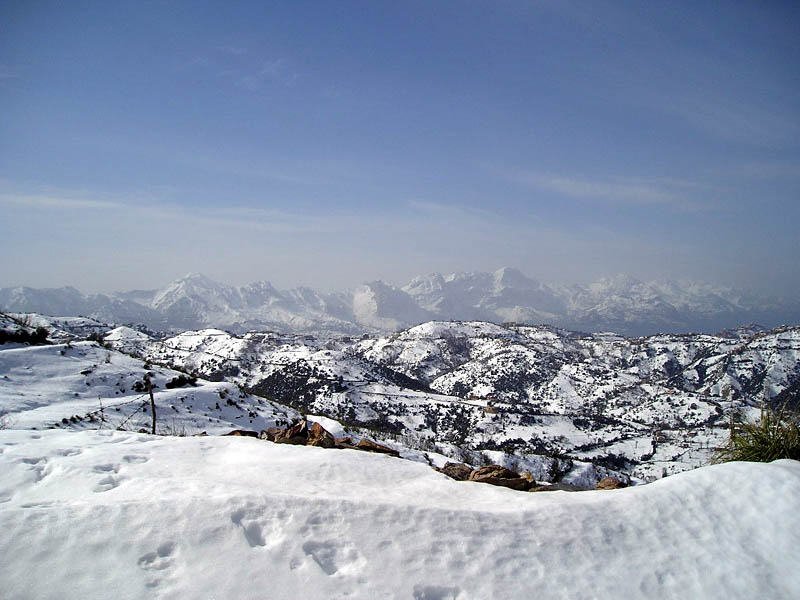
Djurdjura bajo la nieve.
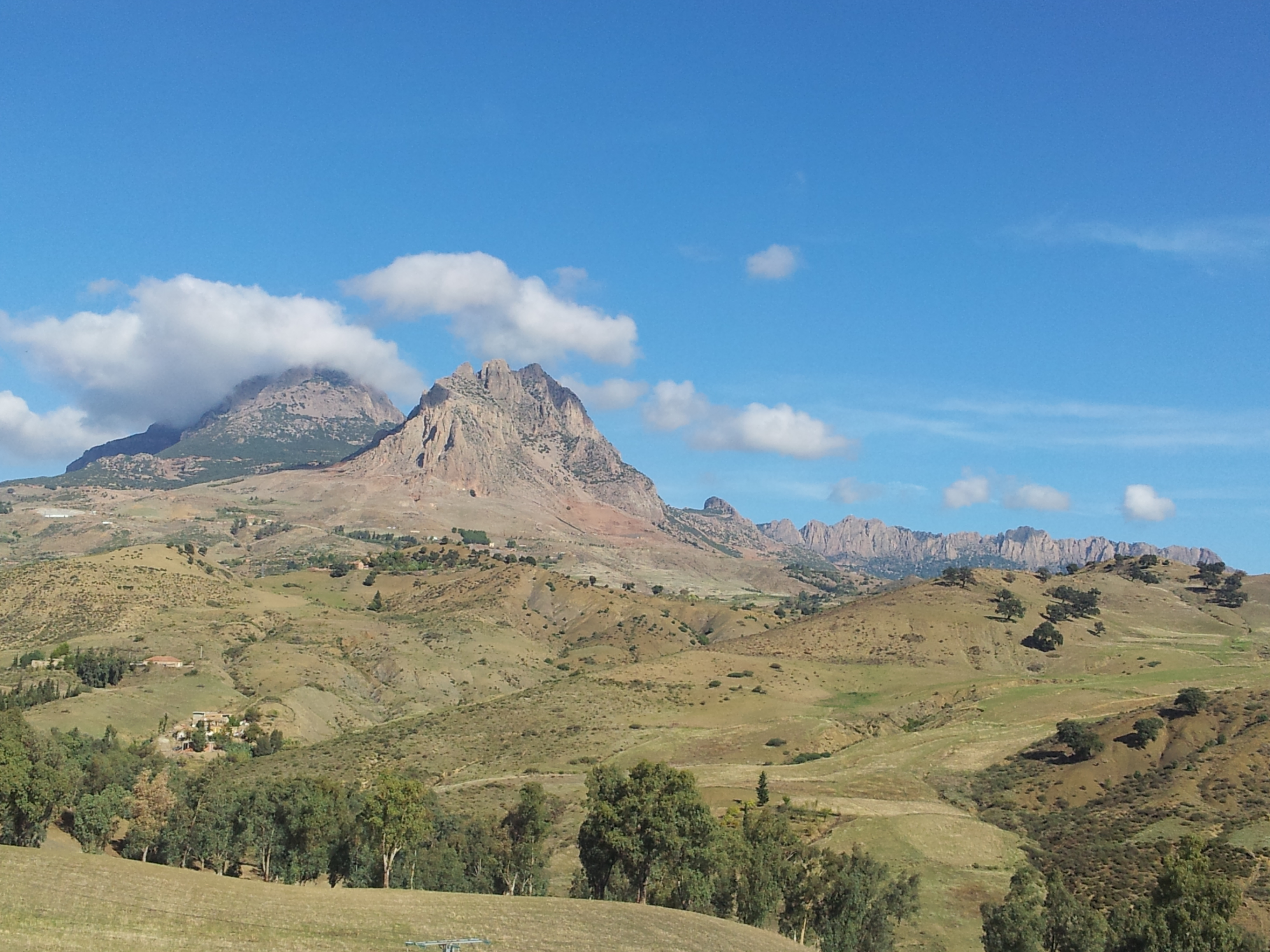
Cordillera Ouarsenis, al noroeste (1985 m).
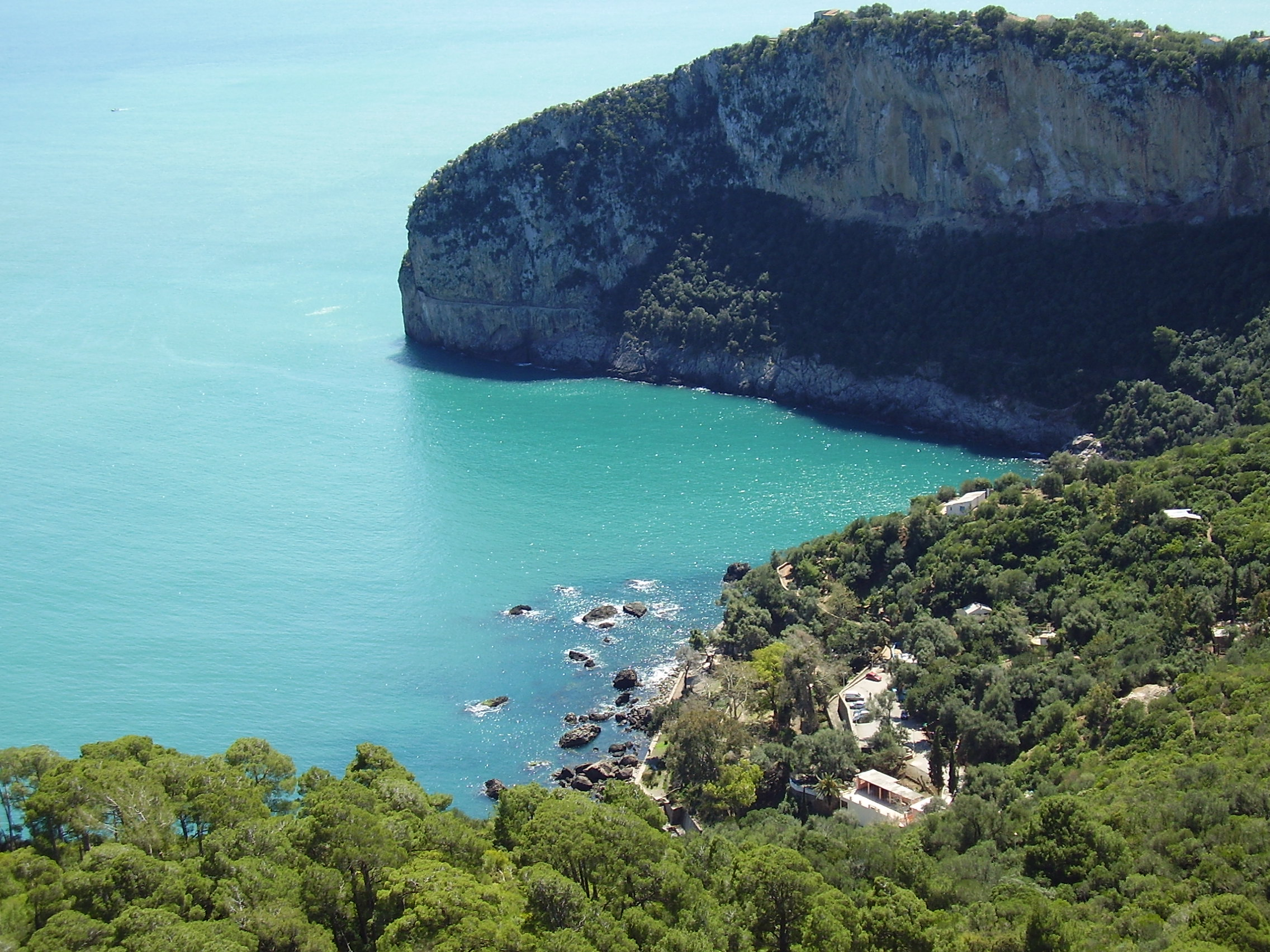
La costa en Bugía.

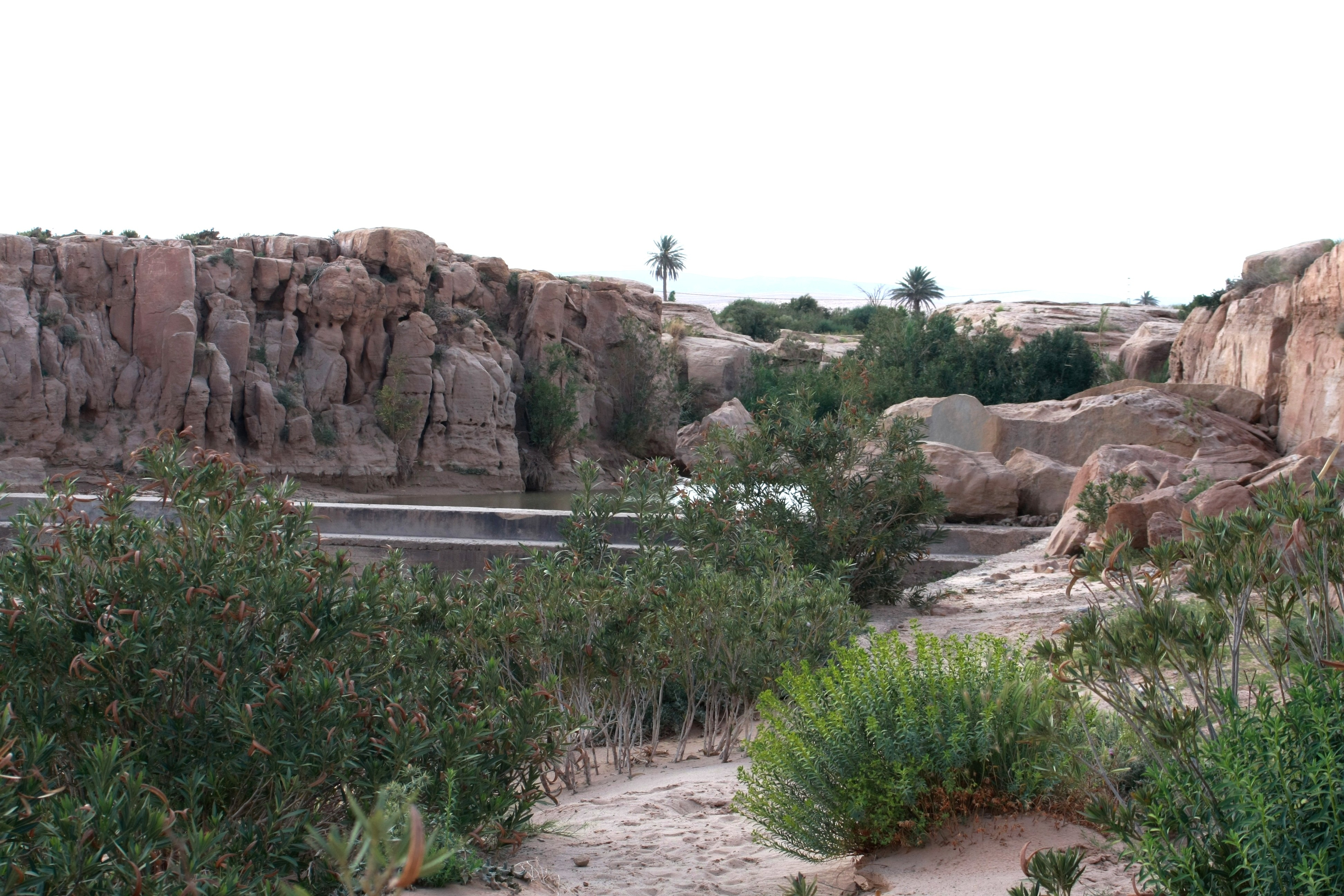
El valle Bakhdache de Laghouat.
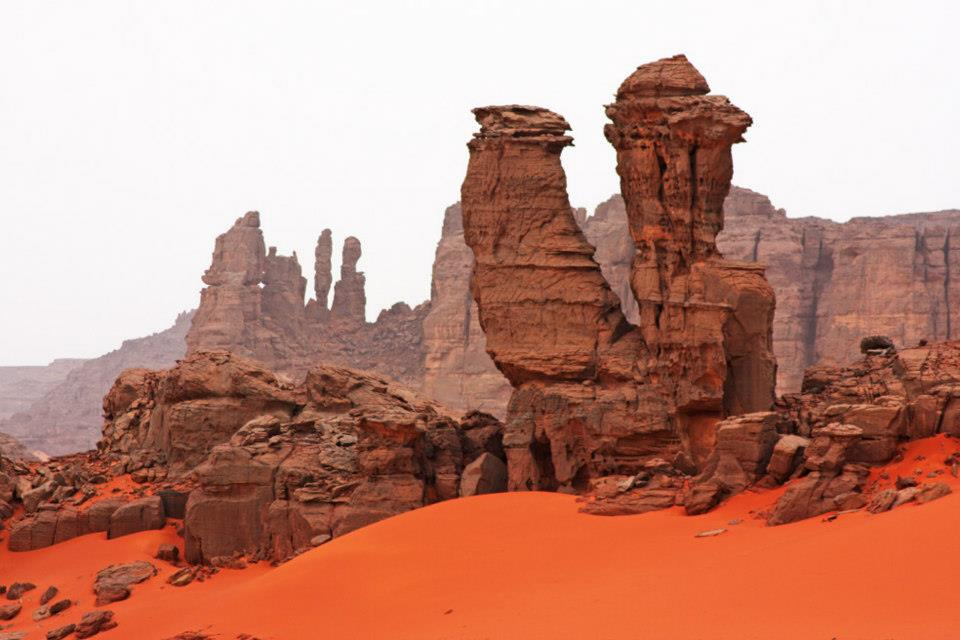
El desierto rojo Tadrart.

### Comercio exterior
La balanza comercial de Argelia sigue dependiendo en gran medida de los ingresos generados por la venta de petróleo y gas, que representarán por sí solos más del 98% del volumen total de las exportaciones en 2020. Así, en función del precio de los hidrocarburos, Argelia tiene una balanza comercial deficitaria o excedentaria según los años; en 2019, el volumen de las exportaciones ascenderá a 35 820 millones USD frente a los 41 930 millones USD de las importaciones.

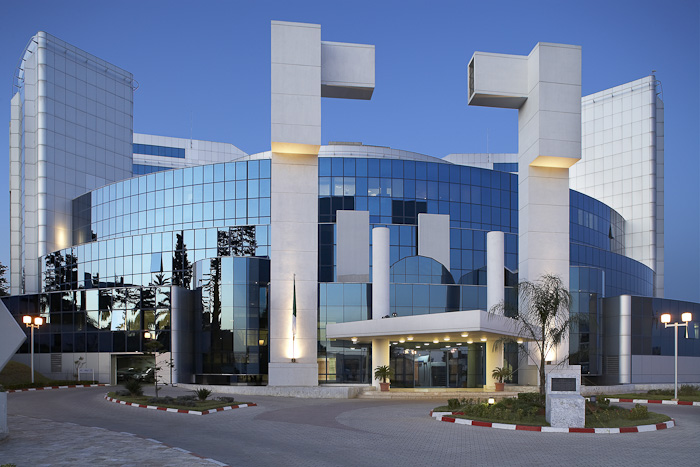
Sede del Ministerio de Finanzas de Argelia

El principal socio comercial de Argelia es la Unión Europea, con la que realiza más de la mitad de su comercio exterior. Los principales clientes de Argelia en 2020 fueron: Italia (14,7% del total de las exportaciones argelinas), Francia (13,3%) y España (10%); los principales proveedores de Argelia en el mismo año fueron: China (16,8% de las importaciones), Francia (10,6%), Italia (7,1%) y Alemania (6,5%).

### Finanzas
A partir de 1966, se nacionalizaron todos los bancos. Las funciones monetarias y bancarias del Estado argelino se centralizaron en el marco del Banco de Argelia, que a partir de 1986 procedió a liberalizar el sector bancario y crear bancos privados. Apoyado en este empeño por el FMI y el Banco Mundial, el Estado argelino emprendió esfuerzos para sanear sus finanzas y vio disminuir su deuda exterior desde finales de los años noventa. En este sentido, Argelia ha completado el reembolso anticipado de toda su deuda reescalonada. De hecho, se han firmado acuerdos de reembolso anticipado de deudas con Polonia, Arabia Saudí, Turquía, India, Eslovenia y Portugal, según la prensa local.
Con sus acreedores públicos del Club de París, Argelia cerró a mediados de noviembre todo el proceso de reembolso anticipado por un importe total de 7.750 millones de dólares. También había prepagado su deuda reescalonada con el Club de Londres el pasado mes de septiembre por un importe de 800 millones de dólares. El saldo de la deuda externa ha pasado de más de 33.000 millones de dólares en 1996 a menos de 4.500 millones en 2007. El servicio de la deuda como porcentaje de las exportaciones de bienes y servicios también ha caído del 73,9% en 1991 a sólo 500 millones de dólares de un volumen total de 63.300 millones. Las reservas de divisas han pasado de menos de 5.000 millones de dólares en 1999 a más de 200.000 millones a finales de diciembre de 2011, lo que sitúa a Argelia en el primer puesto de África en cuanto a reservas de divisas para ese año.
Argelia es además el país africano con mayores reservas de oro y ocupa el puesto 24 del mundo.

### Transporte

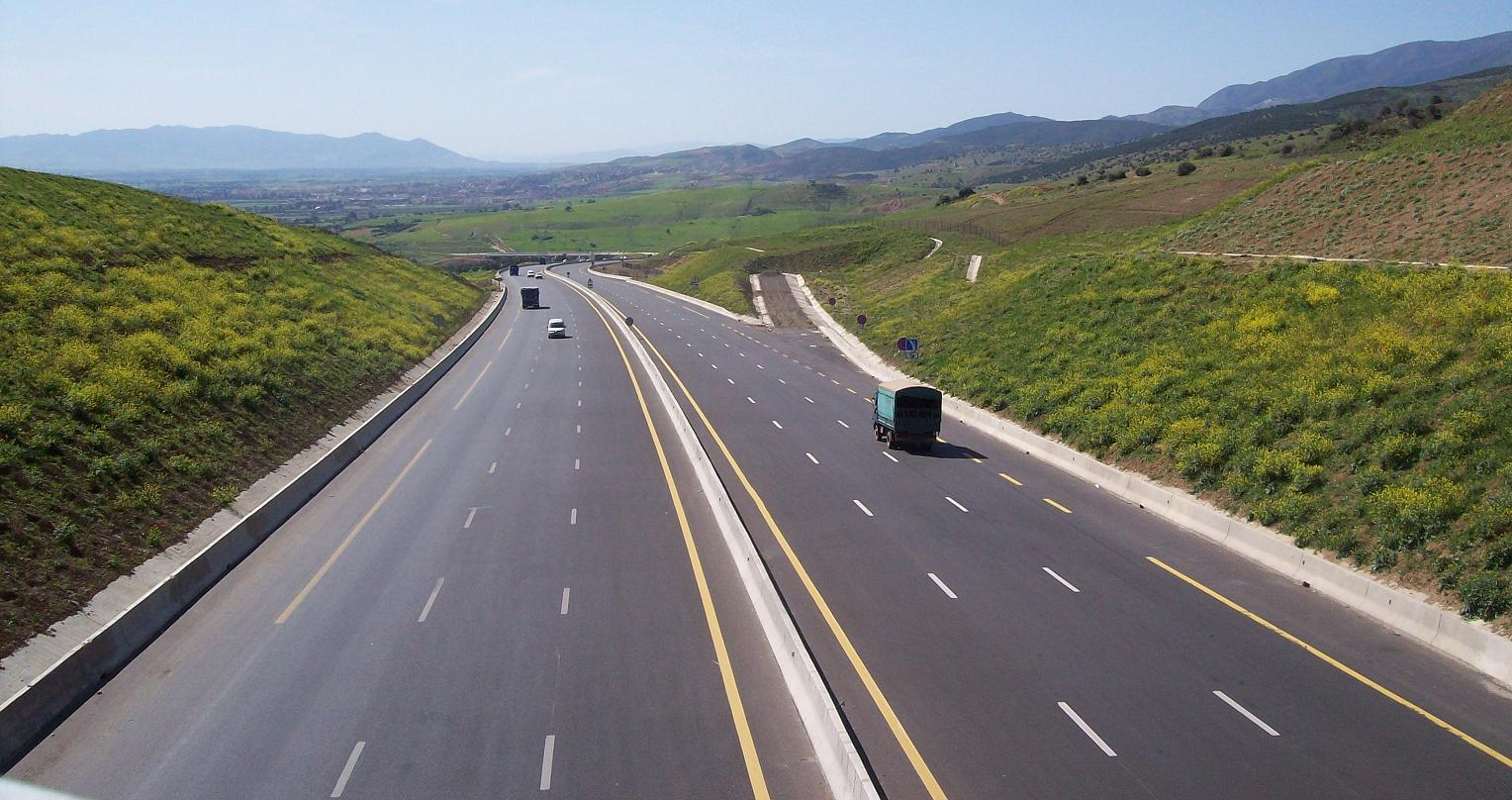
La autopista Este-Oeste de 1216 km cerca de Ghomri (Wilaya de Relizane, Argelia)

## Infraestructura

### Carreteras
La red de carreteras argelina es la más densa del continente africano, con una longitud estimada de 180 000 km de carreteras, con un índice de asfaltado del 85% y más de 3 756 estructuras de ingeniería. Esta red debería completarse con una gran infraestructura de autopistas en vías de finalización, la autopista Este-Oeste. Se trata de una autopista de 2x3 carriles que une, a lo largo de 1 216 km, la ciudad de Annaba, en el extremo Este, con la ciudad de Tlemcen, en el extremo Oeste.
Argelia también está atravesada de norte a sur por la carretera transahariana, que ahora está casi totalmente asfaltada y es incluso una autopista en su parte norte. Esta carretera está siendo impulsada por el gobierno argelino para aumentar el comercio entre los seis países que atraviesa (Argelia, Malí, Níger, Nigeria, Chad y Túnez).

### Transporte aéreo
Argelia cuenta con 234 aeropuertos, de los cuales 15 son internacionales, pero solo tres son operativos[cita requerida]; la mayoría de ellos tienen vuelos conectados solo con ciudades de Francia. Desde Hassi Messaoud además de vuelos a Francia, British Airways ofrece vuelos a Londres.
Desde Constantina en el Aeropuerto Internacional Mohamed Boudiaf la compañía Air Algérie ofrece vuelos a Basilea y a Ginebra en Suiza y a París, Marsella, Lyon y Mulhouse en Francia. En España ofrece varios vuelos diarios desde el aeropuerto de Alicante a Argel y a Oran.

Además, la compañía Aigle azur ofrece líneas a Francia a (Lyon, Marsella, Mulhouse, París-Orly). Turkish Airlines ofrece vuelos a Estambul. Muchas compañías internacionales están interesadas a abrir nuevos vuelos a este aeropuerto con la inauguración de su nueva terminal en 2007.[cita requerida]

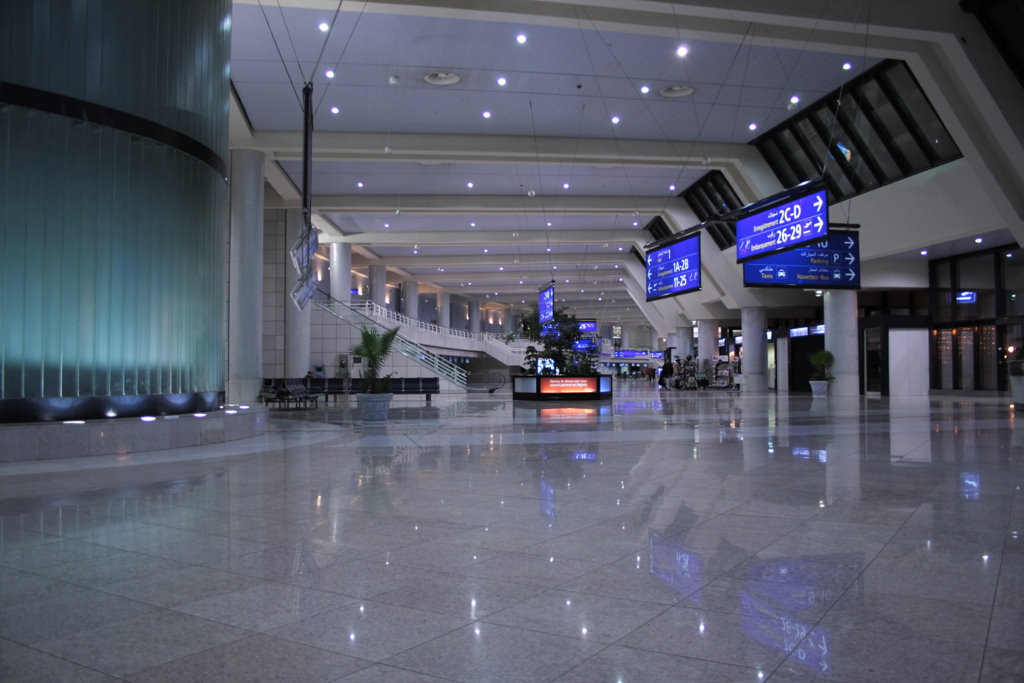
Aeropuerto Internacional de Argel

Argel el Aeropuerto Internacional de Houari Boumediene cuenta con varias aerolíneas internacionales y nacionales.
El aeropuerto de Argel es uno de los aeropuertos más modernos de toda la región después de los tres mayores aeropuertos de Marruecos. Cuenta con una zona duty free y variedad de tiendas, comidas rápidas, restaurantes, aparcamiento con capacidad de 9000 autos y otros servicios. Las compañías aéreas internacionales que vuelan a Argelia son Aigle Azur, Air France, Air Nigeria, Alitalia, Astraeus, Hahn Air, British Airways, EgyptAir, Iberia, Lufthansa, Libyan Airways, Qatar Airways, Royal Air Maroc, Saudi Arabian Airlines, Syrian Arab Airlines, Tunisair, Turkish Airlines, y próximamente Air Canada, Air China, Air Nostrum, China Southern Airlines y Etihad Airways.
En 2007, el Aeropuerto Houari Boumediene fue calificado como el quinto aeropuerto más moderno de África después de los de Johannesburgo, Marraquech, Casablanca y Agadir y el tercero más grande.[cita requerida] En noviembre del 2007 se inauguró la nueva terminal 2, para vuelos nacionales, considerada la terminal de su tipo más moderna de África.[¿quién?] Egsa (empresa que está a cargo de los aeropuertos de Argelia), en 2008 inaugurará nuevas terminales en varios aeropuertos argelinos, entre ellos el aeropuerto de Annabe, Constantine, Ghardaia, Hassi Messaoud, Orán, Tremecén y etc. Egsa, tiene pensado construir una tercera terminal en el Aeropuerto de Houari Boumediene (Argel), que se denominara terminal 3, tiene el ambicioso proyecto de hacer esta terminal la más grande de África y una de las más grandes e importantes del mundo, con 300 000 m² y con una capacidad de 20 millones de personas. Se tiene pensado empezar la construcción en 2008 e inaugurarla en el año 2012.

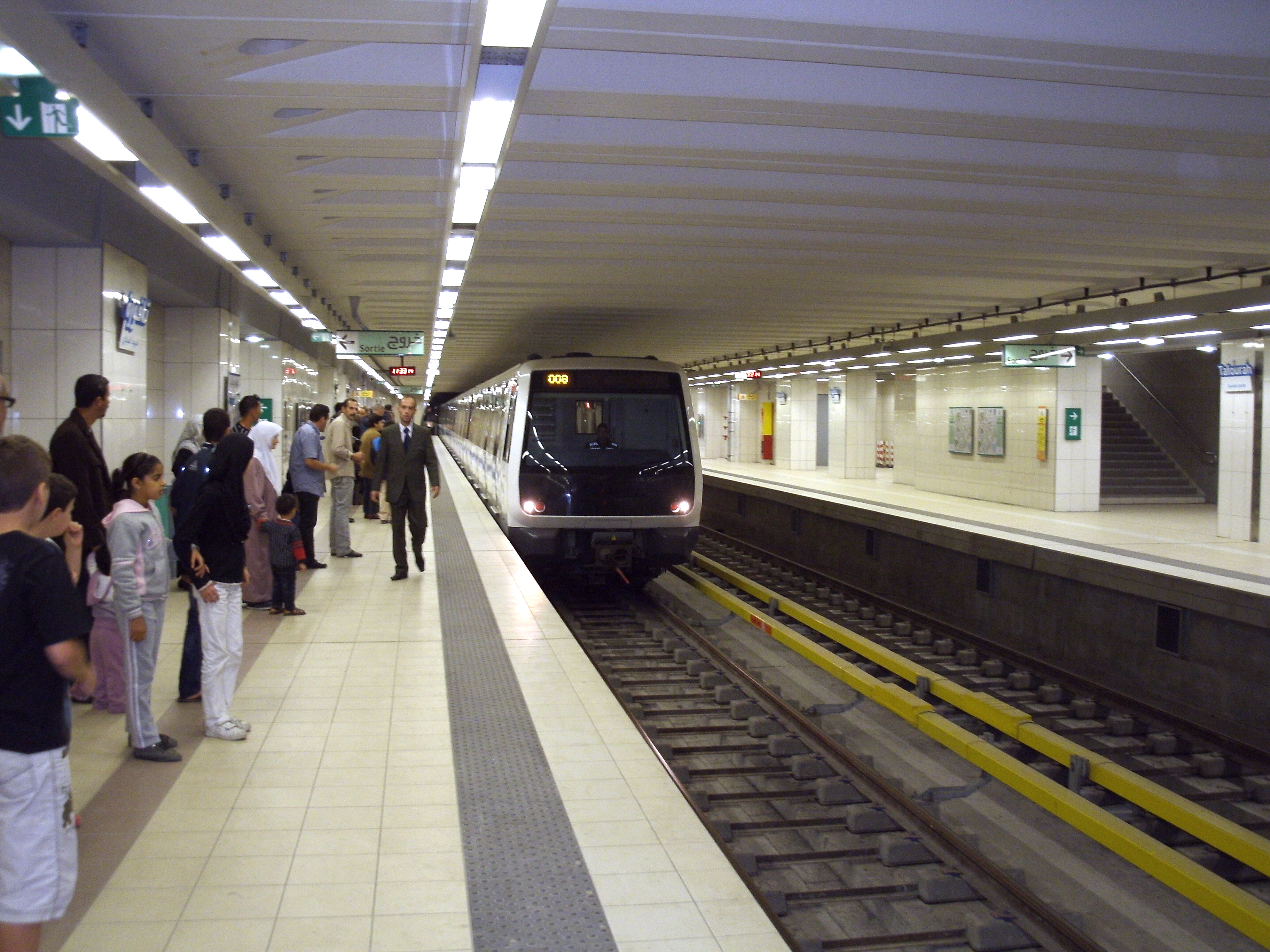
El Metro de Argel

### Ferrocarriles
La red ferroviaria se estima en 4.200 km, la segunda mayor del continente. Esta red ha sido objeto recientemente de una electrificación en algunos tramos, lo que debería permitir en un futuro próximo la instalación de trenes de alta velocidad que unan las ciudades más importantes del país. La inauguración a finales de 2011 del metro de Argel, de 14 km de longitud y 16 estaciones, convierte a Argel en la primera ciudad del Magreb equipada con un metro subterráneo (Túnez dispone de un metro ligero desde 1985)..

### Transporte marítimo
España: Hay muchas rutas de ferry desde España, sobre todo desde:
Alicante: que ofrece viajes diarios a Orán con Transmediterránea o con Enmtv. También hay rutas semanales a Argel.
Barcelona: a Orán y Argel.
Almería: a Ghazaouet con Transmediterránea. Es la línea más rápida en espera que se abra nuevas rutas a los puertos del este argelino.
Francia: Desde:
Marsella: Hay líneas diarias a casi todos los puertos argelinos Skikda, Annaba, Bugía, Jijel, Argel, Orán con Sncm y Enmtv.
Sète: Hay líneas a Argel y Orán.
Italia: Hay línea desde Nápoles y Génova a Annaba, Argel y Skikda.
También se puede viajar por carretera o en tren. Para el 2009, Argelia contará con 200 trenes modernos de fabricación española que operarán rutas en el país.

## Demografía

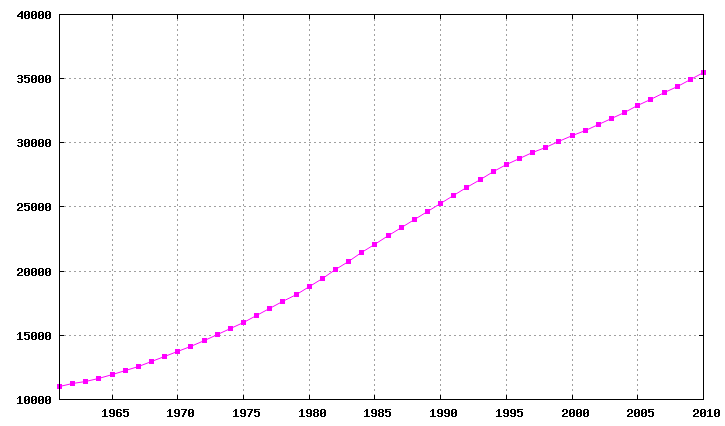
Crecimiento de la población desde 1961 (en miles de habitantes).

La población de Argelia ascendía a 45 606 480 habitantes, según el censo de 2023. La mortalidad infantil es de 26,75 por mil y la esperanza de vida de 74,26 años. Es una población joven, con una edad media de 27,1 años. Fuera de las ciudades más importantes, la atención médica es rudimentaria. El promedio de hijos por mujer era de 2,38 en 2008 y de 1,76 en 2010, una de las tasas más bajas del continente africano.
Del más de un millón de colonos europeos, principalmente franceses, que vivían en Argelia antes de la independencia, los pieds-noirs, quedan hoy unos pocos centenares aún en el país. Después de la independencia de Argelia en 1962, unos 800.000 pieds-noirs fueron evacuados a la Francia metropolitana, mientras que unos 200.000 permanecieron en Argelia. De estos últimos, todavía había unos 100.000 en 1965, 50.000 a finales de la década de 1960 y unos pocos miles en los años 1990.
El 65 % de los argelinos viven en zonas urbanas.

### Lenguas

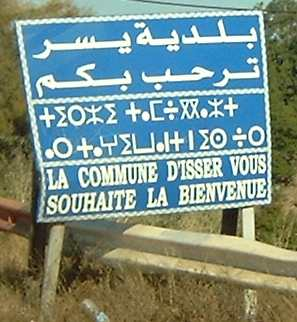
Pancarta de bienvenida multilingüe de la ciudad del Isser (Boumerdes) en árabe, bereber (tifinagh), y francés.

El árabe clásico es la lengua oficial del país, y desde abril de 2002 el tamazight, o bereber, también es lengua nacional, sin que se le otorgase un estatus de lengua cooficial. El idioma constituyó un instrumento de represión contra la minoría bereber, la cual pide reconocimiento oficial y más autonomía del poder central argelino desde 1972. En la vida diaria, los argelinos hablan un « árabe dialectal», o darija, bastante diferenciado del árabe clásico en cuanto a vocabulario, pero bastante similar en sintaxis y gramaticalmente. La darija ha conservado numerosas palabras y estructuras bereberes y tiene algunos préstamos del francés. El tamazight se expresa asimismo en diferentes variantes regionales: el cabilio (taqbaylit) en la Cabilia, el chenoui en el noroeste y el chaoui en el noreste (región de Aurés). Además también existen las lenguas tuareg en el Sáhara, el tamzabit en el Valle de M'Zab y el tashelhit en la frontera con Marruecos.
Debido a que los censos lingüísticos, étnicos o religiosos están prohibidos en Argelia, no se sabe con exactitud el número de arabófonos y del resto de los idiomas. Por otro lado, buena parte de la población argelina es bilingüe o trilingüe, ya que habla con fluidez tanto el árabe como el tamazight o el francés, por lo que es muy difícil definir con precisión grupos lingüísticos de un habla u otra. En 2007 se estimaba que 27,4 % o 30 % (un tercio de la población, 8 millones de habitantes) hablaba una de las lenguas bereberes, y más del 72 % hablaba árabe, en su mayoría árabe dialectal argelino. El francés, no obstante, es hablado por el 70 % de los argelinos como segunda lengua, especialmente presente en el sistema educativo, en los medios de comunicación y en los medios turístico, comercial y financiero. Desde su independencia, los gobiernos argelinos han pretendido favorecer la expansión del árabe clásico en desmedro de las variantes locales, y en contraposición al francés y al tamazigth o bererer.
El hassanía o hassaniyya es el árabe dialectal hablado por los refugiados saharauis en los campos de refugiados de Tindouf. Estos hablan también español debido a la pasada presencia española en la zona.

### Religión
El 98 % de la población es musulmana sunita, el 2 % es cristiana (protestante y católica) y hay una muy pequeña comunidad judía. Estos últimos cuentan con 500 personas en todo el país, y viven principalmente en Argel; proceden de la población judía anterior a la creación de Israel, cuya mayor parte huyó o fue expulsada tras la independencia. Un estudio publicado en 2015 por Patrick Johnstone y Duane Alexander Miller estima que en 2012 había 380 000 cristianos convertidos desde el islam.

## Cultura

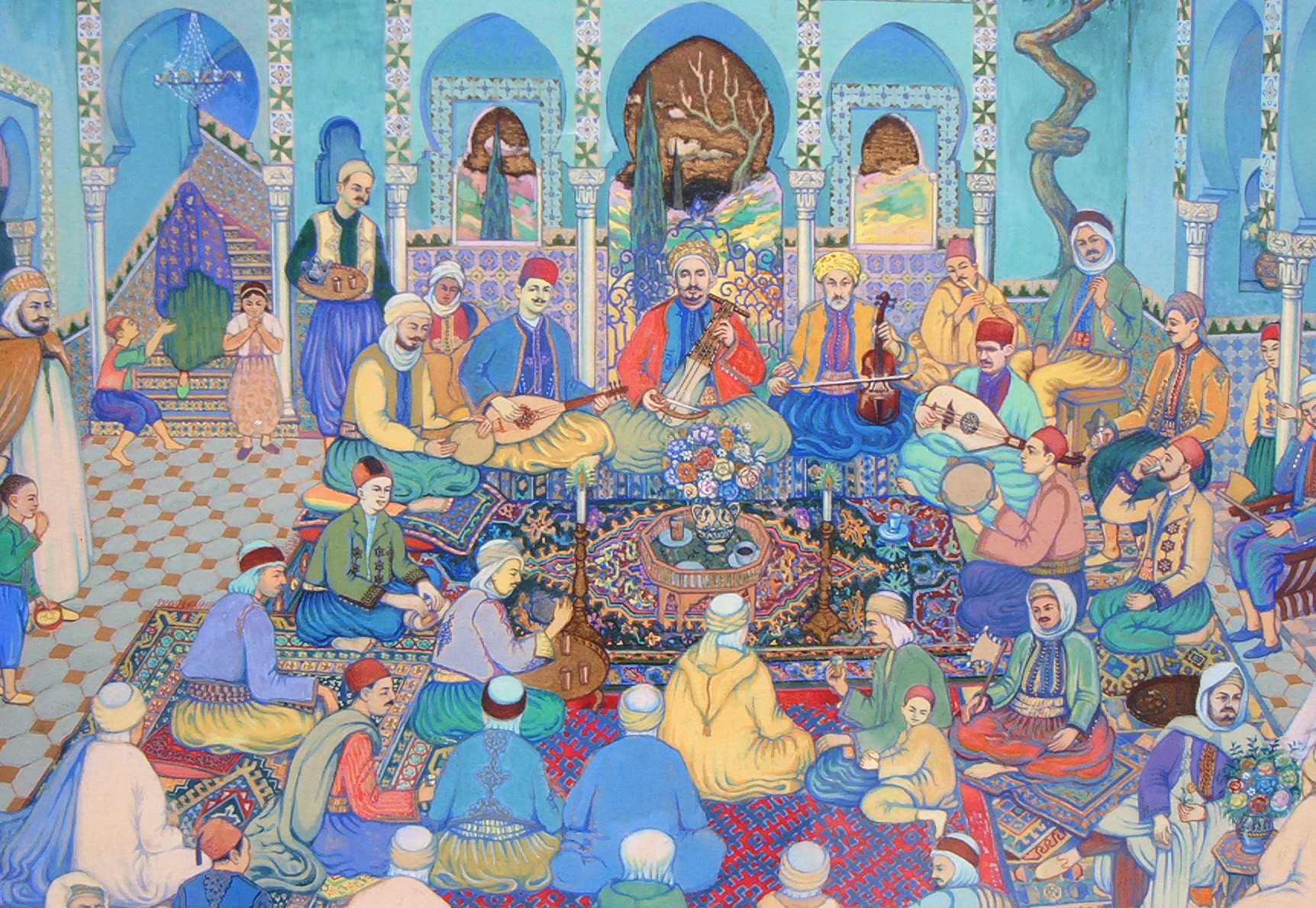
Músicos argelinos en Tremecén. Pintura de Yellès Bachir.

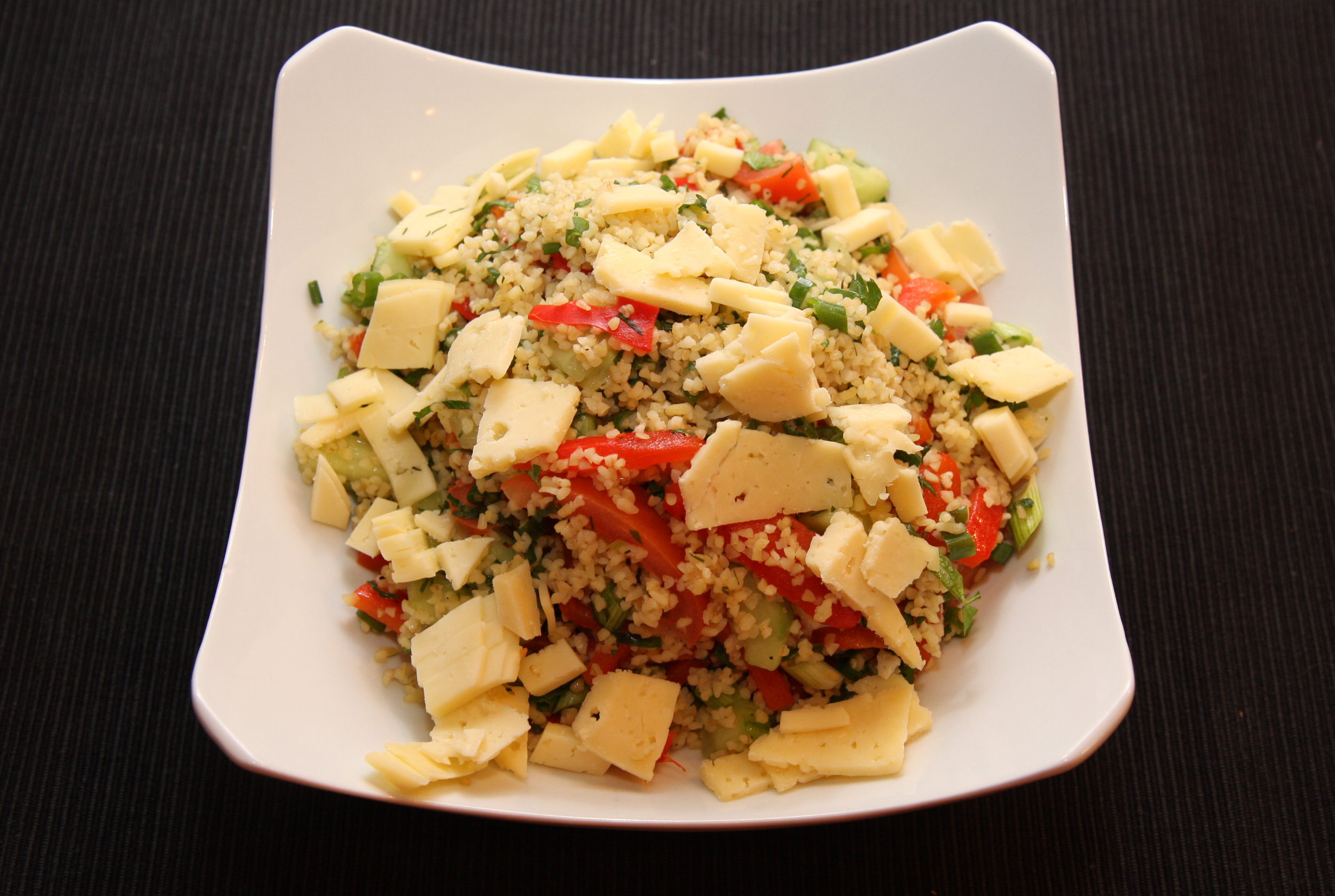
Ensalada con cuscús.

Como en Argelia se instalaron muchas comunidades desde el siglo V, hoy en día Argelia tiene una gran variedad cultural y étnica. El 80 % de la cultura argelina está dividido entre el norte fértil y el sur desértico: en el norte se ha desarrollado más la cultura de tipo europeo, mientras que la cultura del sur ha mantenido más sus características tradicionales debido al aislamiento, aunque algunas ciudades están conociendo un rápido crecimiento de la tecnología del siglo XXI.
Los pueblos de cultura bereber residen mayoritariamente en el norte de Argelia, de mayor densidad poblacional, pero tienen también una fuerte implantación milenaria en el Sáhara.

### Filosofía
Argelia también ha sido cuna de importantes figuras de la filosofía clásica y moderna, con nombres como Agustín de Hipona, Jacques Derrida, Louis Althusser o Albert Camus.

### Música
La música chaâbi es un género musical típico de Argelia que se caracteriza por ritmos específicos y de qacida (poemas populares) en un dialecto del árabe. El representante más importante de este tipo de música es sin duda El Hadj M'Hamed El Anka. Uno de los mejores representantes del estilo Ma'luf (véase música andalusí) de la región de Constantina (Constantinois) es Mohamed Tahar Fergani.

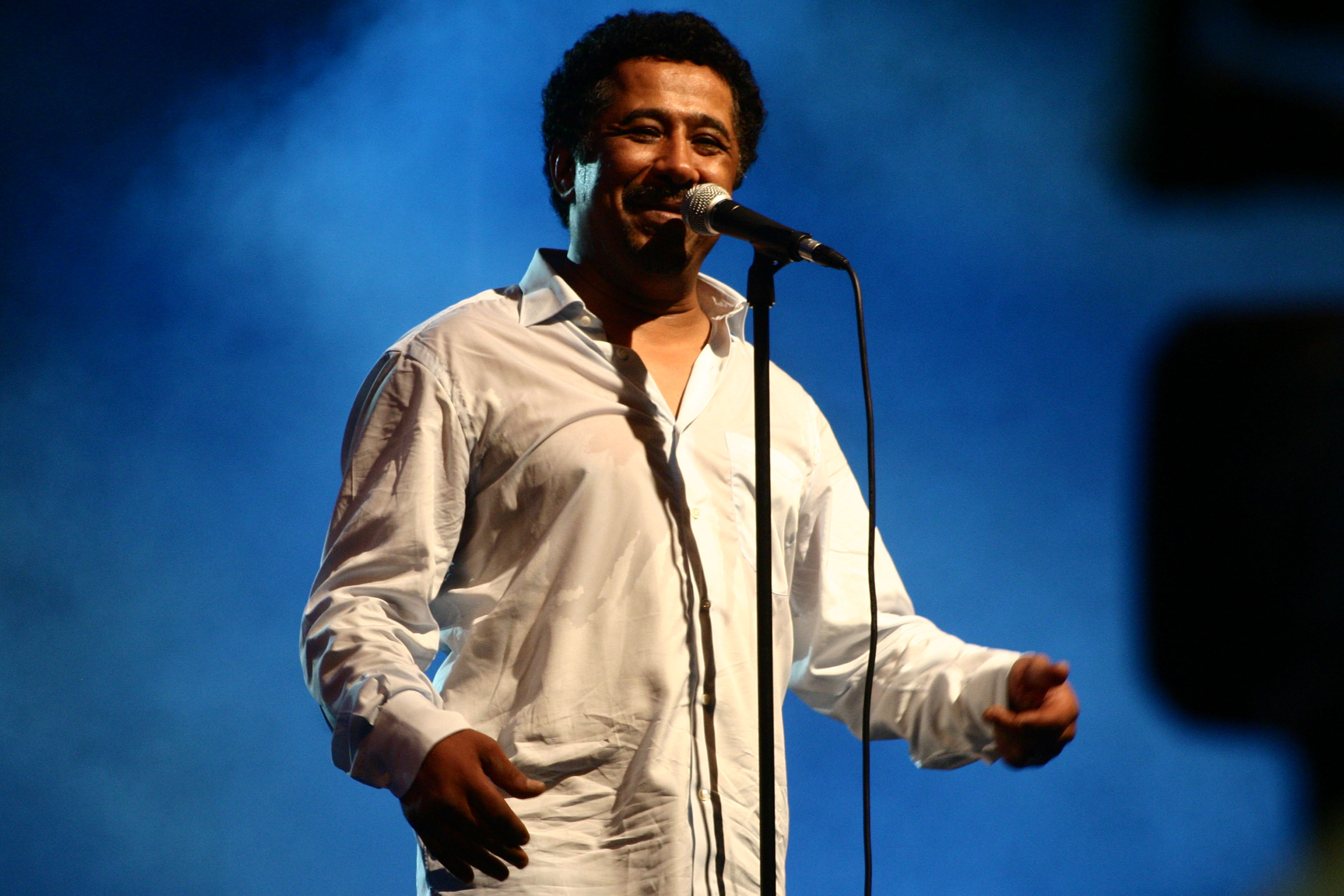
Cheb Khaled, "el rey del raï".

Entre los estilos musicales tradicionales destaca la música beduina, que se caracteriza por las canciones poéticas basadas en extensos kacida (poemas); la música cabilia, basada en un rico repertorio que consta de poesía y antiguos relatos que se han transmitido generación tras generación; la música shawia, una tradición de diversas zonas del Aurés; el estilo musical rahaba es único en esa región. Souad Massi es una cantante, compositora y guitarrista tradicional que usa varios idiomas, en ocasiones mezclados, en sus trabajos. Manel Filali, de Alemania, y Kenza Farah, de Francia son algunos de los cantantes de la diáspora. La música tergui suele cantarse en lenguas tuareg; el grupo tuareg Tinariwen ha sido exitoso internacionalmente. La música staïfi surgió en Sétif y sigue siendo un estilo único en su tipo.
La música moderna muestra varias facetas: la música raï es un estilo típico de Argelia occidental. El rap argelino es un estilo relativamente reciente en el país que ha estado creciendo significativamente.
Entre estos géneros musicales se popularizó el hip hop, su población con un promedio de edad situado entre los países más jóvenes se encuentra cómoda formando parte de esta cultura.
El break dance está muy presente, donde se muestran aspectos arraigados a la cultura y danzas africanas.

## Deportes

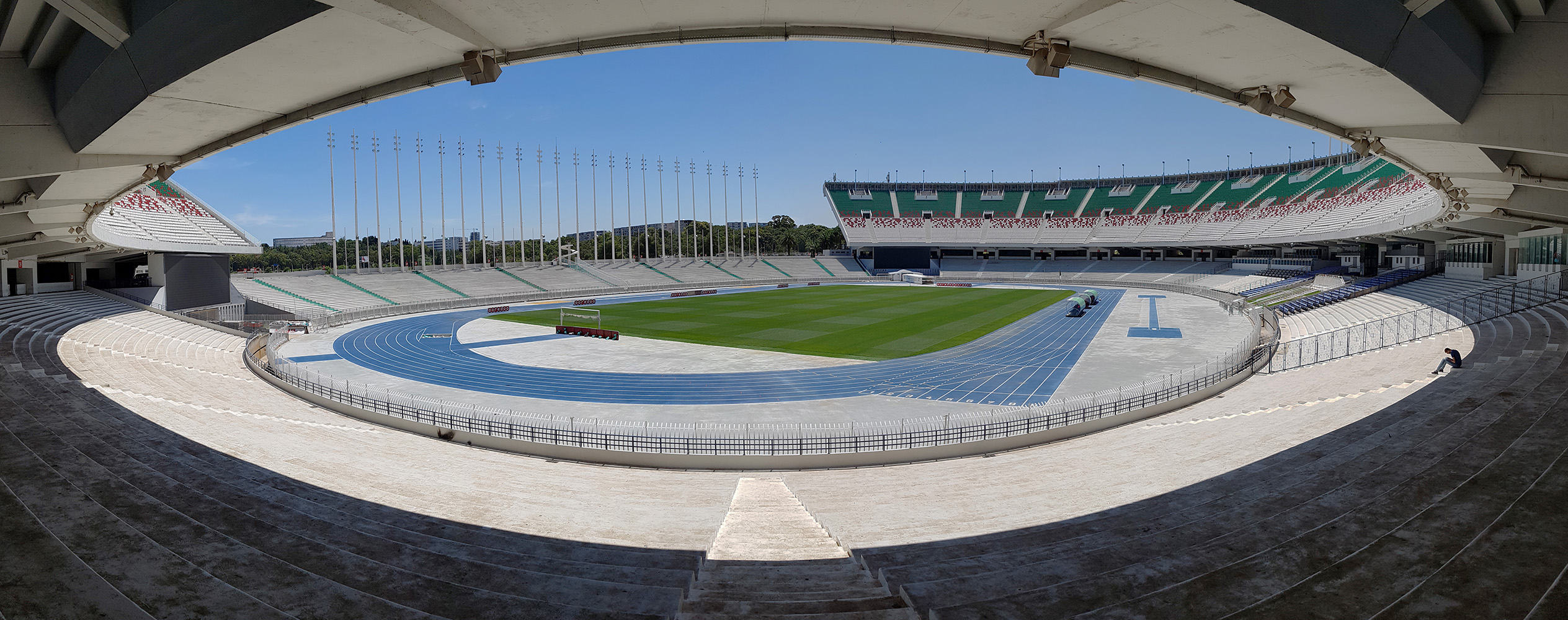
El estadio 5 de julio de 1962

En Argelia han existido varios juegos desde la antigüedad. En Aurés, la gente jugaba a El Kherba o El khergueba, una variante del ajedrez. La cartas, las damas y el ajedrez forman parte de la cultura argelina. La fantasía y el tiro deportivo forman parte del entretenimiento de los argelinos.
El argelino Ahmed Boughera El Ouafi fue el primer medallista africano, al ganar la Maratón en los Juegos Olímpicos de 1928. El segundo medallista argelino fue Alain Mimoun en los Juegos Olímpicos de 1956.  Varios hombres y mujeres fueron campeones en atletismo en la década de 1990, como Noureddine Morceli, Hassiba Boulmerka, Nouria Merah-Benida y Taoufik Makhloufi, todos ellos especializados en carrera de media distancia.

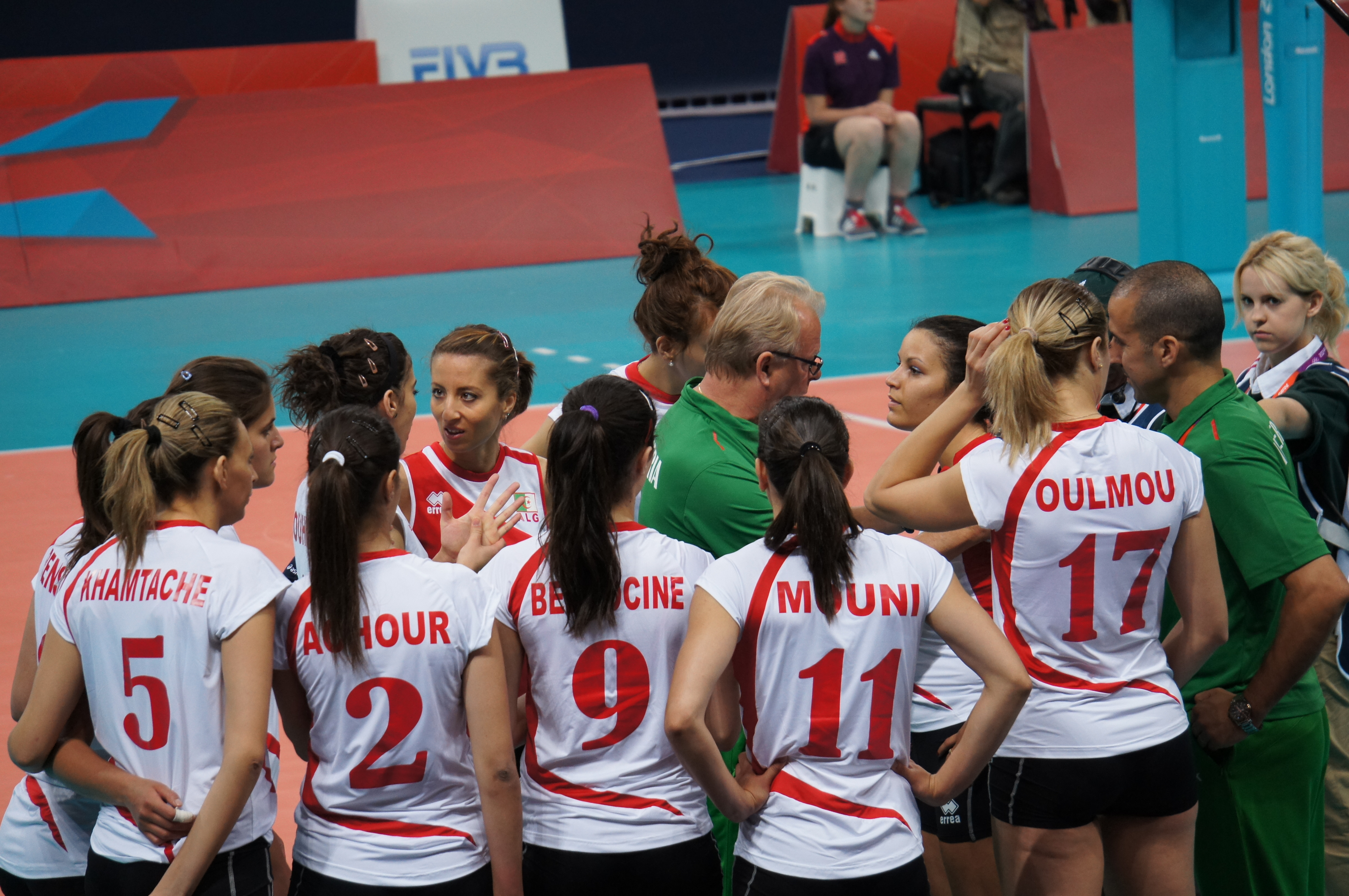
La selección femenina de Voleibol de Argelia en los Juegos Olímpicos en 2012

El fútbol es el deporte más popular en Argelia. Los futbolistas más conocidos son Lakhdar Belloumi, Rabah Madjer, Riyad Mahrez e Ismaël Bennacer. La selección de fútbol de Argelia ha participado en cuatro mundiales de fútbol (1982, 1986, 2010 y 2014). Además, equipos de fútbol como el ES Sétif han ganado torneos a nivel internacional o continental. La Federación de Fútbol de Argelia es la asociación que organiza los equipos de fútbol de Argelia en las competiciones nacionales, así como los partidos internacionales de la selección de fútbol.
 Selección de fútbol de Argelia 